# Wladimir Wladimirowitsch Putin

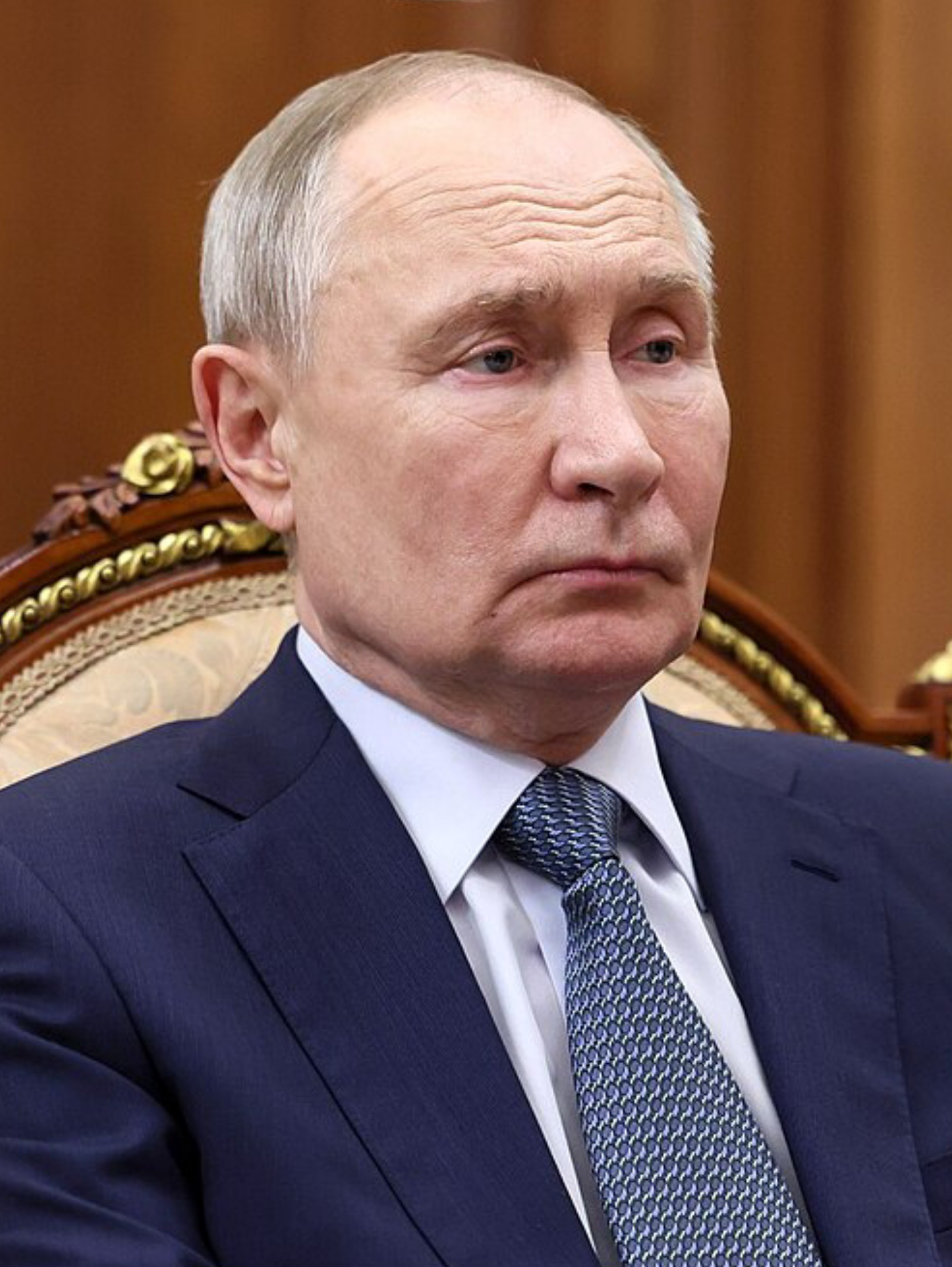
Wladimir Putin (2025)

Wladimir Wladimirowitsch Putin (russisch Владимир Владимирович Путинⓘ Vladimir Vladimirovič Putin [vɫɐˈdʲimʲɪr vɫɐˈdʲimʲɪrəvʲɪtɕ ˈputʲɪn]; * 7. Oktober 1952 in Leningrad, Russische SFSR, Sowjetunion) ist ein russischer Politiker. Vom 31. Dezember 1999 bis 2008 war er und seit 2012 ist er wieder Präsident der Russischen Föderation mit diktatorischen Vollmachten. Von August 1999 bis Mai 2000 sowie von Mai 2008 bis 2012 war Putin Ministerpräsident Russlands. In den Jahren 1975 bis 1990 war er Mitarbeiter des KGB. Er wird für zahlreiche Kriegsverbrechen und andere Straftaten verantwortlich gemacht.
Russland entwickelte sich während Putins Machthaberschaft in eine illiberale und pseudodemokratische Richtung; Putin selbst schreibt eine „patriotische“ und zunehmend imperialistische und militaristische Politik vor. Das von vielen Beobachtern als Putinismus bezeichnete Herrschaftssystem wird charakterisiert als autoritär, despotisch, revanchistisch und diktatorisch, seit dem Überfall auf die Ukraine 2022 vermehrt auch als faschistisch. Ein vor seinem Amtsbeginn eingeleiteter wirtschaftlicher Aufschwung und seine aggressive Außenpolitik förderten in der Bevölkerung Putins Popularität, verstärkt durch eine einseitig positive Darstellung seiner Politik in staatsnahen russischen Medien sowie durch Verbote freier Medien und Nichtregierungsorganisationen mit überregionaler Verbreitung.
Seit der völkerrechtswidrigen Annexion der Krim 2014 sind die Beziehungen zwischen Russland und dem Westen zerrüttet, da durch den Bruch der Charta von Paris und anderer Verträge die europäische Friedensordnung offen verletzt wurde. Im Februar 2022 überfiel Russland die Ukraine militärisch. Putin propagiert eine „Bedrohung durch die NATO“ und negiert die Existenz einer eigenständigen ukrainischen Nation. Der von ihm als „Spezialoperation“ bezeichnete Angriffskrieg löste eine Flüchtlingswelle von über sechs Millionen Ukrainern über die Landesgrenze sowie von ca. acht Millionen Vertriebenen im Inland aus. Im März 2023 erließ der Internationale Strafgerichtshof einen Haftbefehl gegen Wladimir Putin wegen begründeten Verdachts auf Verschleppung von ukrainischen Kindern auf russisches Gebiet.

## Aufstieg zur Macht

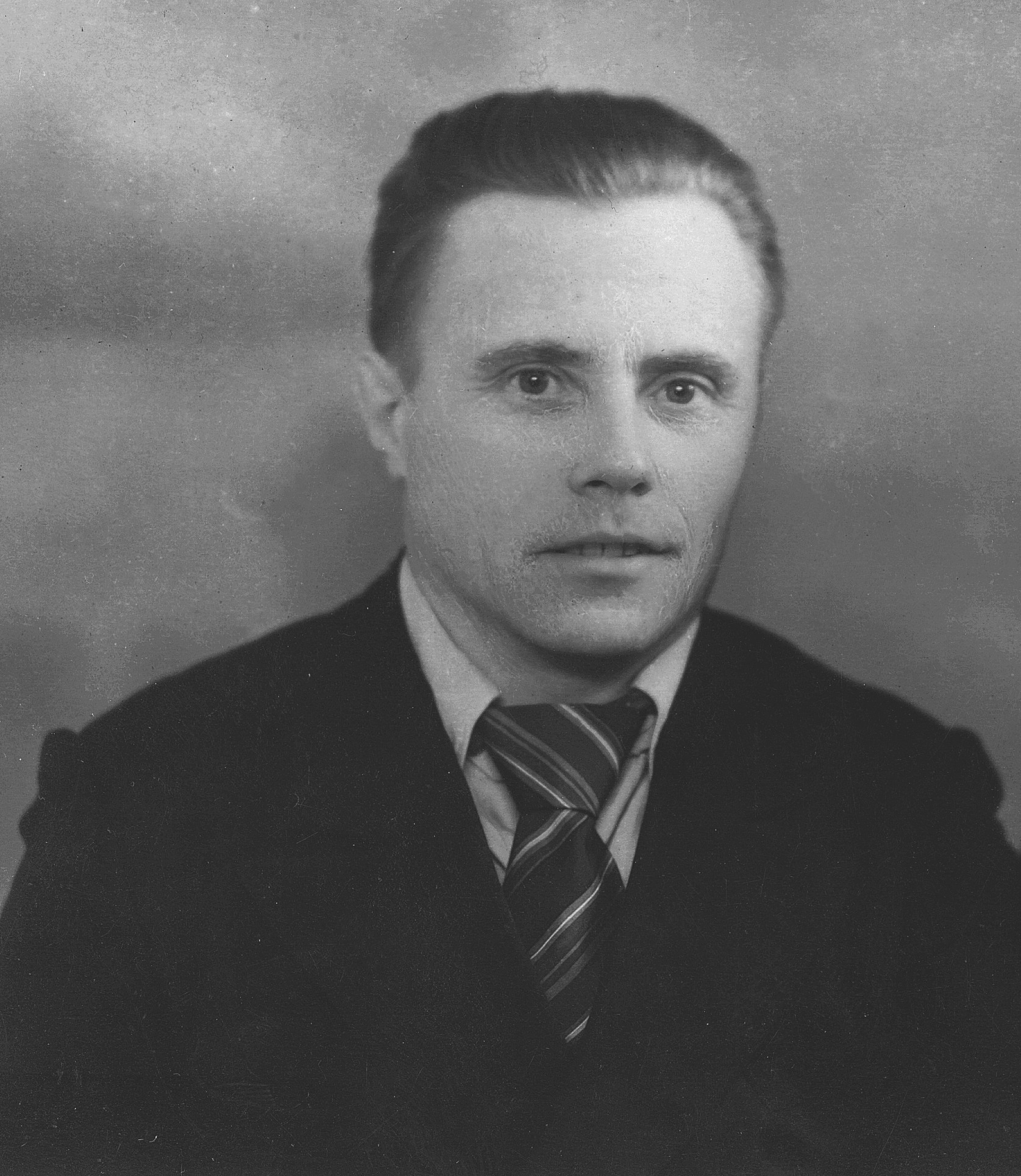
Wladimir Spiridonowitsch Putin, Putins Vater

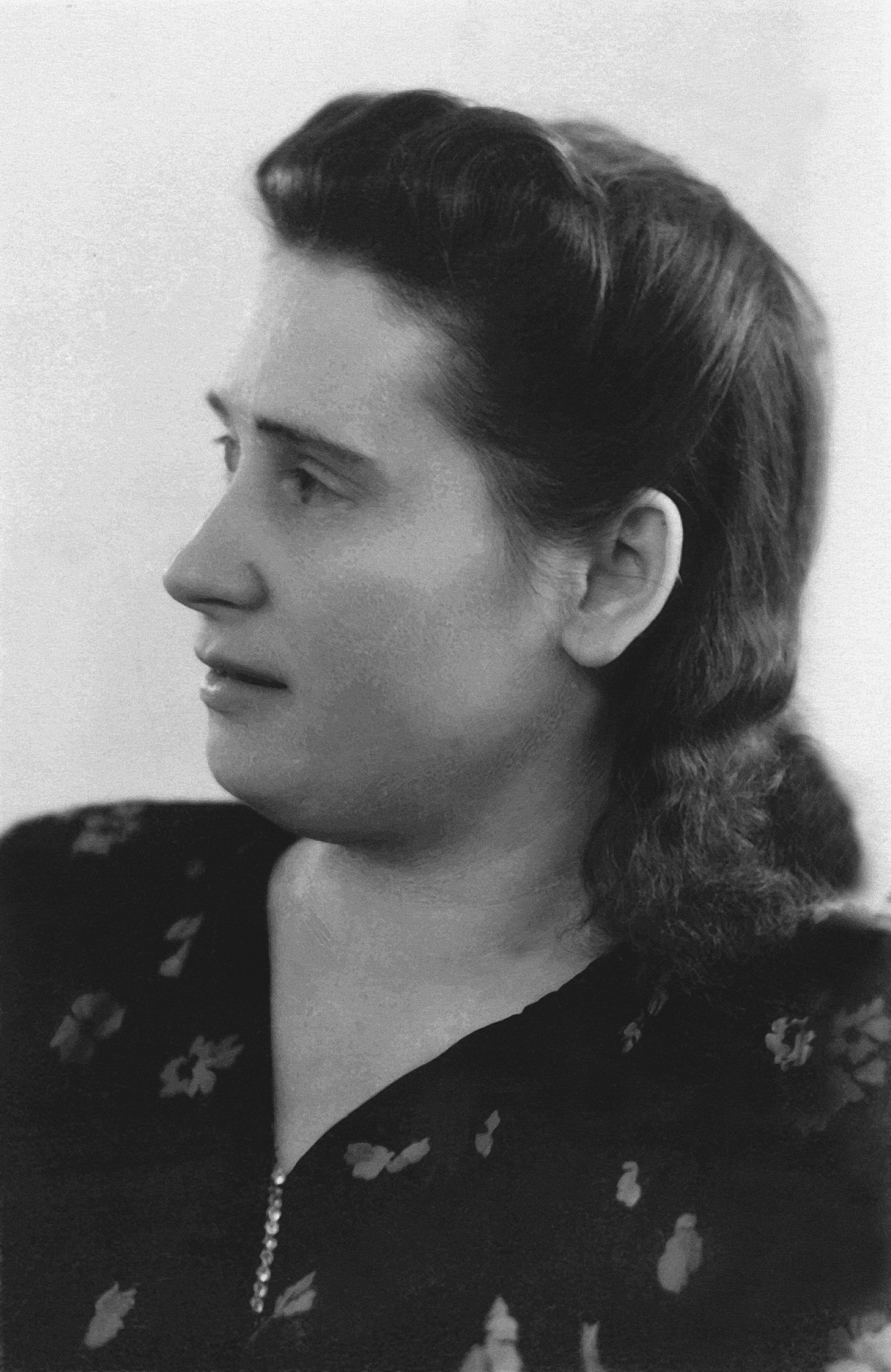
Marija Iwanowna Putina (geb. Schelomowa), Wladimir Putins Mutter

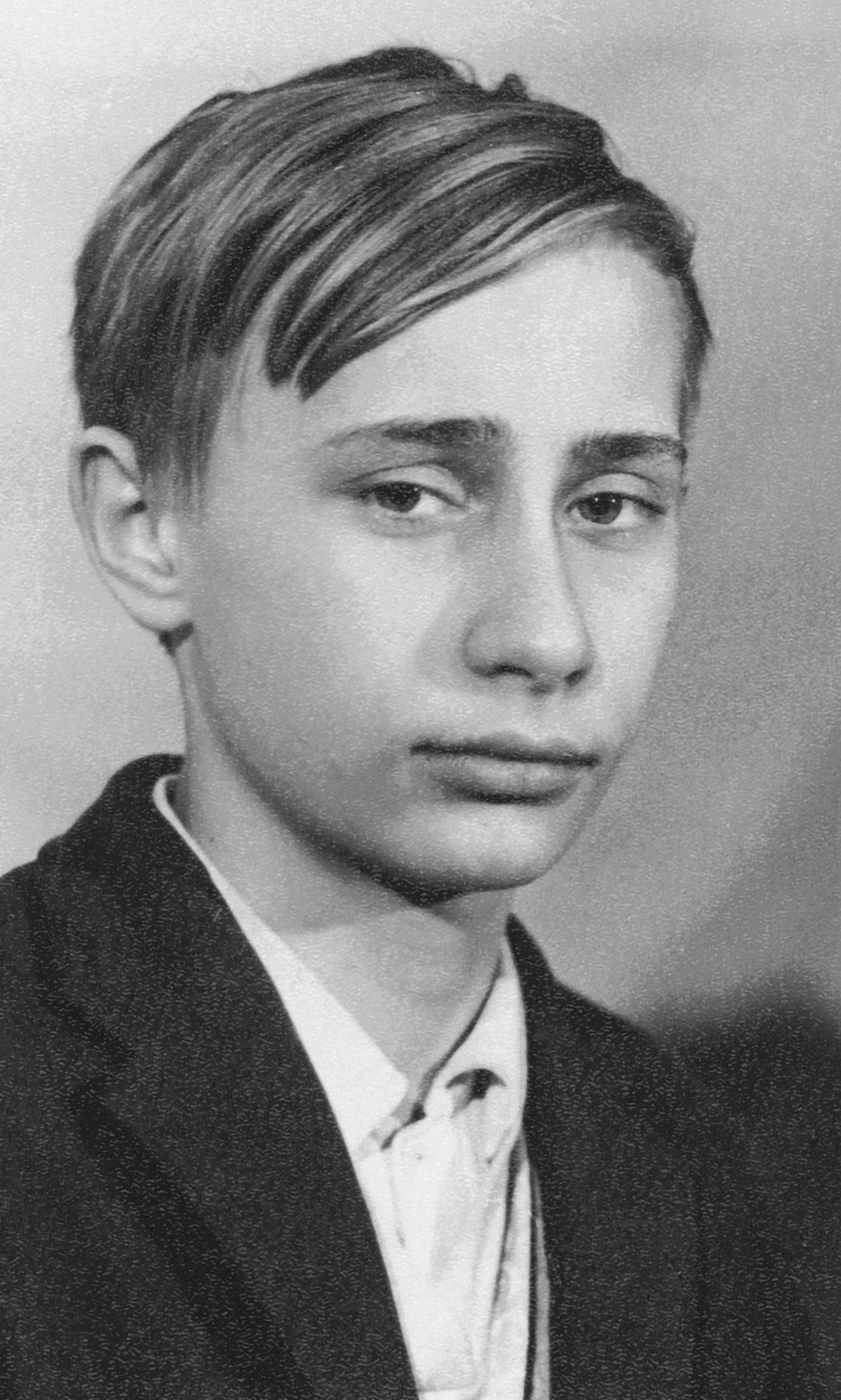
Wladimir Putin mit 14 Jahren

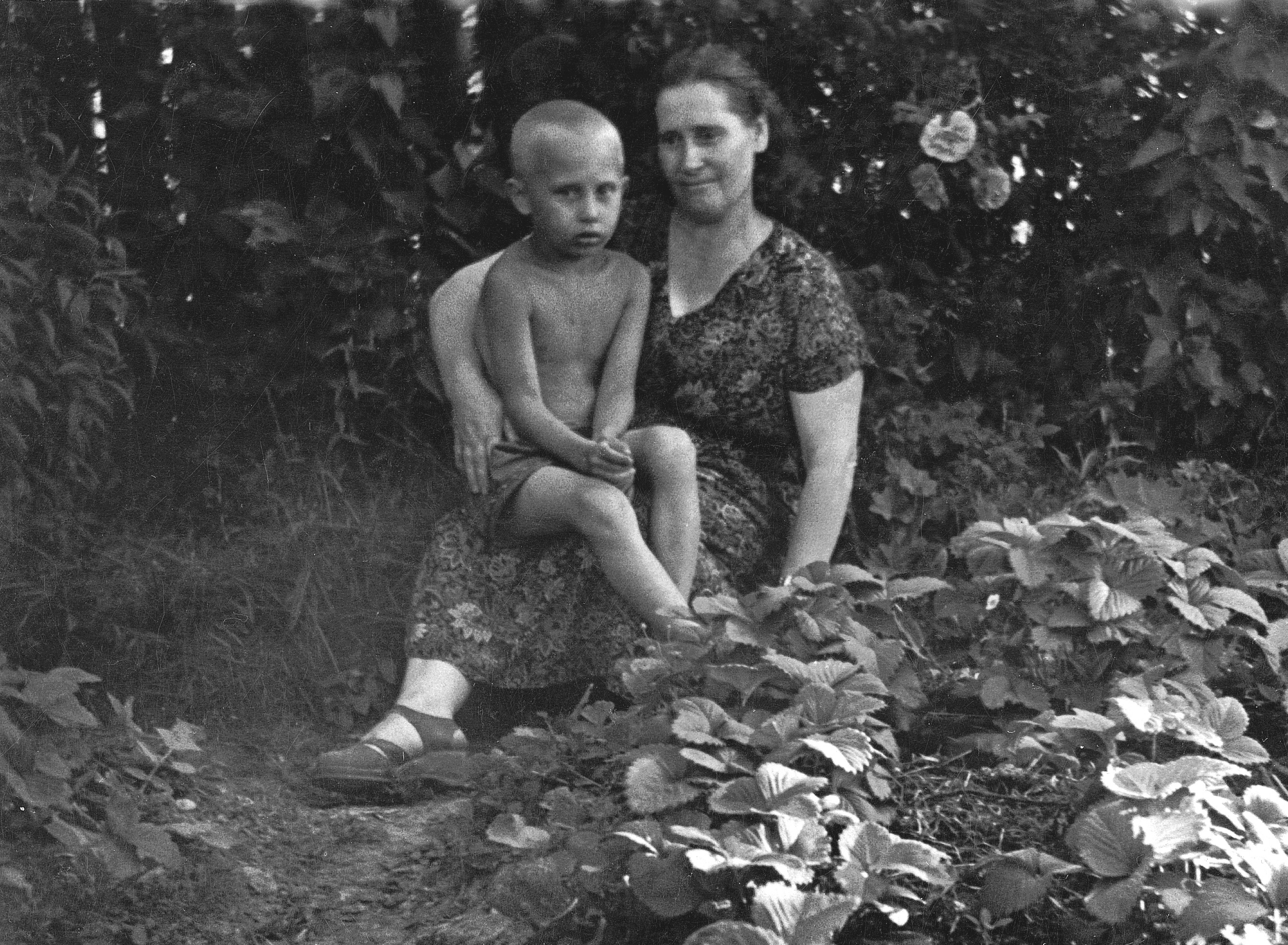
Der fünfjährige Wladimir Putin mit seiner Mutter, Marija Iwanowna, im Juli 1958

### Jugend und Familie
Die meisten Informationen über Wladimir Putins frühe Kindheit und Herkunft stammen aus seiner Autobiografie, deren Angaben nicht durchgehend zuverlässig sind. Demnach war Putins Vater Wladimir Spiridonowitsch Putin (* 23. Februar 1911; † 2. August 1999) Fabrikarbeiter in einem Werk für Waggonbau und Mitglied der Kommunistischen Partei. Er war in die Marine eingezogen worden und kämpfte im Deutsch-Sowjetischen Krieg. Er hatte sechs Brüder, von denen fünf gefallen sind. Putins Großvater väterlicherseits, Spiridon Iwanowitsch Putin (1879–1965), war nach Putins Angaben Koch von Lenin und Stalin.
Die Mutter Marija Iwanowna Putina, geborene Schelomowa (1911–1998), war Fabrikarbeiterin. Sie überlebte die deutsche Belagerung Leningrads von September 1941 bis Januar 1944. Ihr zweiter Sohn starb in dieser Zeit als Dreijähriger an Diphtherie, ihr erster Sohn, geboren Mitte der 1930er Jahre, war bereits vor Kriegsbeginn gestorben.
Wladimir Putin wurde am 7. Oktober 1952 in Leningrad geboren. Er war das dritte Kind der Familie. Anfang 2012 sagte Wladimir Putin bei einem Weihnachtsgottesdienst, dass seine Mutter ihn heimlich habe taufen lassen, ohne dem Vater davon etwas zu sagen.
Die Arbeiterfamilie lebte in einer 20 m² großen Leningrader Kommunalka; Bad und Küche musste sie sich mit den Nachbarn teilen. Im Hof prügelte sich der junge Wladimir oft mit Gleichaltrigen, weshalb die sowjetische Pionierorganisation ihn zunächst nicht aufnahm. Seine Lehrerin Wera Gurewitsch berichtete, dass er sagte, als er mit 14 Jahren einem Mitschüler das Bein brach, „manche verstehen nur Gewalt“. Schon als Kind besaß Putin eine Armbanduhr und als Student ein Auto, in der Sowjetunion ein ungewöhnlicher Luxus, beides Geschenke der Eltern, „die ihr einziges überlebendes Kind vergötterten und bedingungslos verwöhnten“. Putin begann früh, sich für Kampfsport zu interessieren. Als Jugendlicher übte er Boxen, Sambo und Judo, in letzterem wurde er Leningrader Stadtmeister und erhielt, nach eigener Aussage, mit etwa 18 Jahren den schwarzen Gürtel. Auch als Präsident trainierte er regelmäßig Judo im Kreml. Ferner gehören Skifahren und Eishockey zu seinen sportlichen Vorlieben.
Patriotische Spionagefilme wie Schild und Schwert (1968) weckten im jungen Putin den Berufswunsch nach einer Agententätigkeit. Als Schüler der neunten Klasse bewarb er sich nach eigenen Angaben in der Leningrader KGB-Zentrale um Aufnahme, erhielt aber den Rat, es zunächst mit einem Jurastudium zu versuchen.

### Beginn der Karriere
Putin absolvierte ein Jurastudium an der Universität Leningrad. Einer seiner Lehrer war dort der spätere Bürgermeister von St. Petersburg, Anatoli Alexandrowitsch Sobtschak. Von 1975 bis 1982 war Putin KGB-Offizier in der ersten Hauptabteilung (Auslandsspionage). Von 1984 bis 1985 besuchte er die KGB-Hochschule in Moskau.

#### Dresdner Jahre

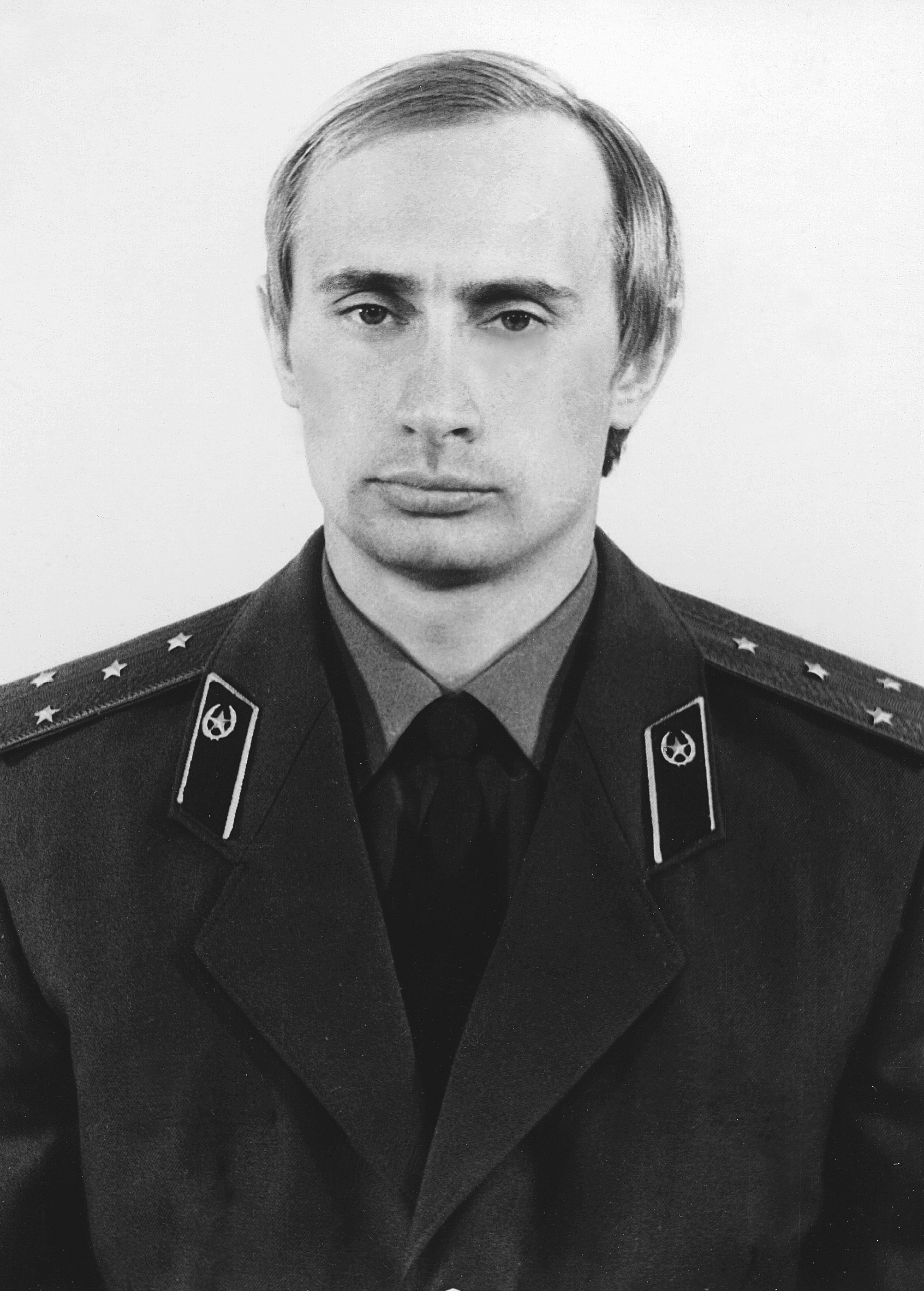
Putin in KGB-Uniform (ca. 1980 im Rang eines Hauptmanns)

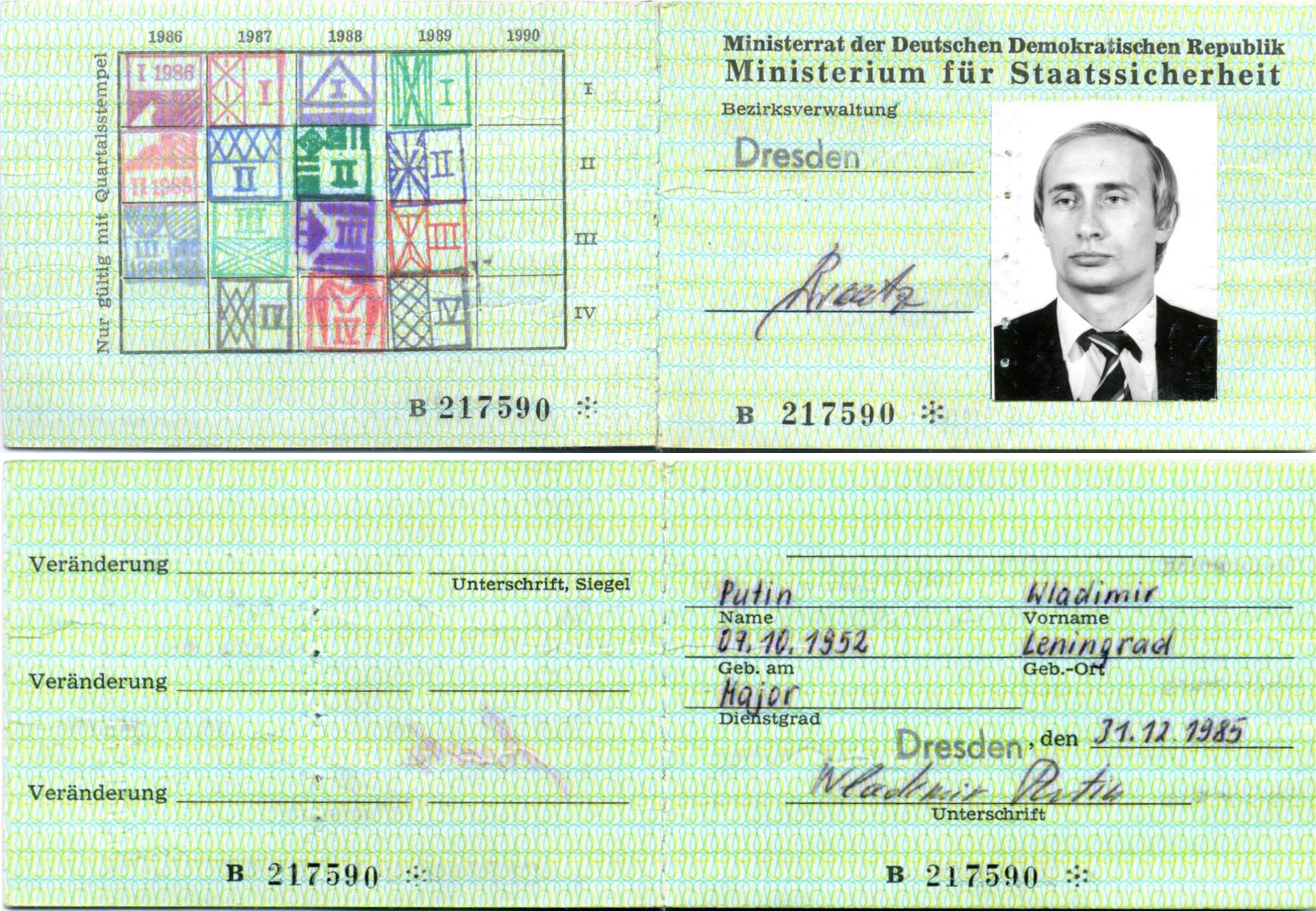
Vom DDR-Ministerium für Staatssicherheit ausgestellter Ausweis 1985

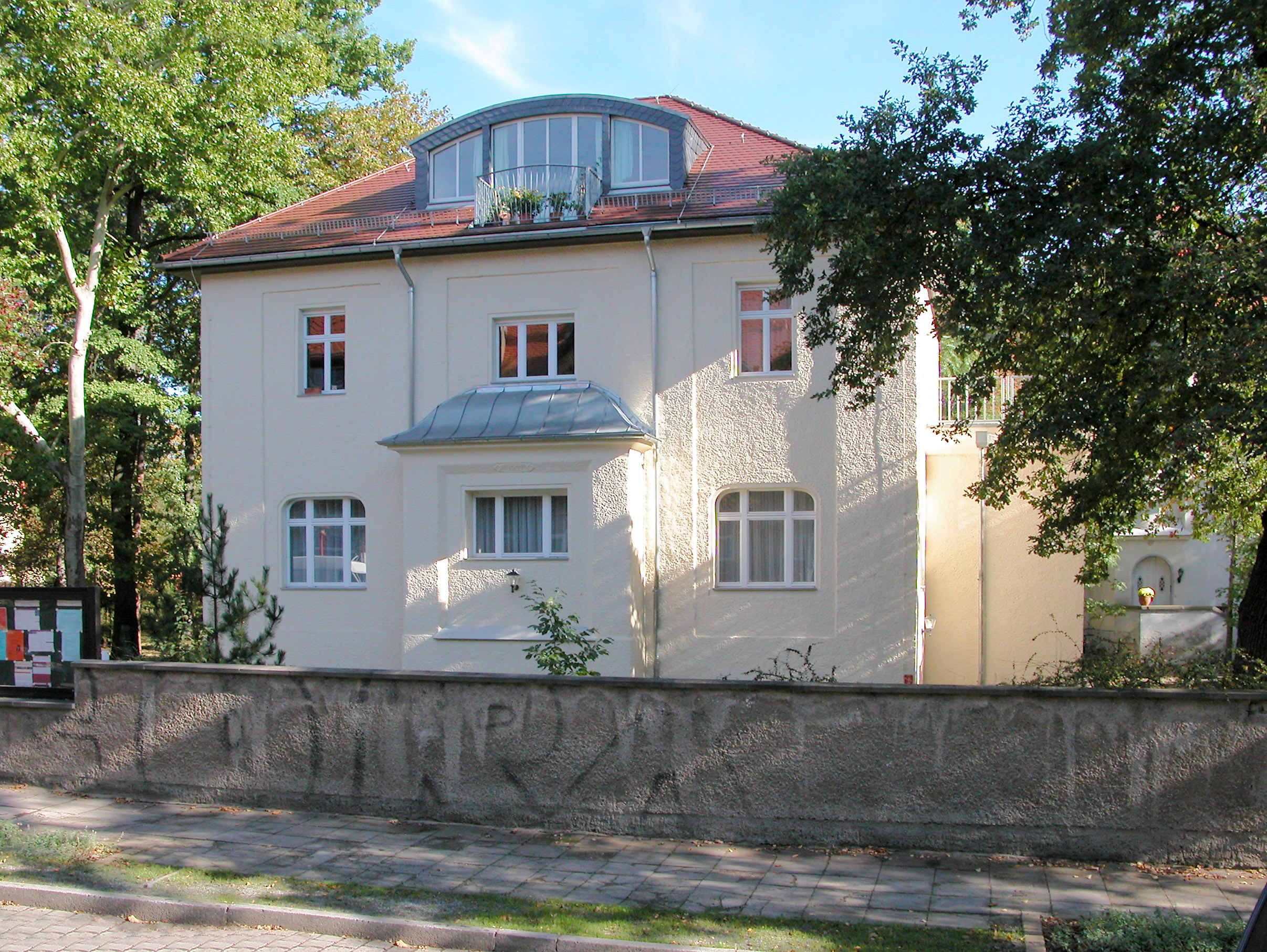
Gebäude der ehemaligen KGB-Residentur Dresden in der Angelikastraße 4 (2006)

Zur Tarnung offiziell zuständig für das Haus der deutsch-sowjetischen Freundschaft in Leipzig, war Putin ab 1985 in der DDR hauptsächlich in nachgeordneter Funktion bei der KGB-Residentur Dresden tätig, einer Villa in der Angelikastraße 4. In zehnminütiger fußläufiger Entfernung bewohnte die Familie Putin – 1986 wurde die zweite Tochter geboren – eine 2½-Zimmer-Wohnung in einem Plattenbau in der Radeberger Straße 101. Putins Tätigkeit in der DDR umfasste Personalgewinnung, Ausbildung in Funkkommunikation und die Überwachung von Besuchergruppen des in Dresden ansässigen Kombinats Robotron. Er war auch für die Unterstützung sogenannter Illegaler zuständig. Nach Auskunft seines KGB-Kollegen Wladimir Ussolzew sollte Putin Informationen über die amerikanischen Special Forces in Bad Tölz und über die Aktivitäten auf den großen Truppenübungsplätzen Wildflecken und Munsterlager sammeln. Außerdem wurden ausreisewillige DDR-Bürger angeworben. Als weitere Hauptaufgabe habe er unter den ausländischen Studenten an der Technischen Universität in Dresden Spione angeworben. Putin behauptete später, er habe in der Abteilung für Illegale des KGB, Direktorat S, gearbeitet. Für diese Behauptung gibt es dem Geheimdienstexperten Calder Walton zufolge keine zuverlässigen Beweise. Nach Angaben von CIA-Insidern wollte Putin Mitarbeiter in der Abteilung werden, sei jedoch an der Sprachausbildung gescheitert. Putin vertiefte seine Deutschkenntnisse, die heute noch auf hohem Niveau sind, und wurde vom Hauptmann zum Major befördert. 2012 und 2022 behaupteten zwei Biografinnen in ihren Büchern, Putin sei ein Verbindungsmann zur Unterstützung der 3. Generation der Terrorgruppe RAF gewesen. Diese Informationen basierten auf Angaben eines unter anderem wegen Falschaussage mehrfach vorbestraften anonymen Informanten. Überzeugende Belege für Kontakte Putins zur RAF gibt es nicht (Stand 2023).
Der Bundesnachrichtendienst (BND) führte während Putins Zeit in der KGB-Residentur die dortige Chefdolmetscherin als Innenquelle Lenchen. Diese freundete sich mit Putins Frau an. Sie berichtete der Dolmetscherin unter anderem, sie sei von ihrem Mann geschlagen worden, und Putin habe zahlreiche Affären mit anderen Frauen. Lenchen meldete diese Informationen an den BND.
Von 1985 bis 1989 besaß Putin auch einen Ausweis des MfS („Stasi“). Ob er auch Agent des MfS war, ist unklar, da der KGB und das MfS Dienste befreundeter Staaten waren: Der Ausweis könnte ihm vom MfS ausgestellt worden sein, um ihm das Betreten von MfS-Dienststellen ohne größere Kontrollen zu ermöglichen. 1989 hatte Putin den Dienstgrad eines Oberstleutnants, was auf eine Dienststellung als stellvertretender Abteilungsleiter in der KGB-Residentur Dresden hindeutet. Dort arbeiteten 12 bis 16 Offiziere, neben Putin auch Nikolai Tokarew und Sergej Tschemesow. Laut einer Quelle des ZDF-Journalisten Dietmar Schumann soll Putin unter Mitarbeitern in dieser Zeit den Spitznamen „Giftzwerg“ gehabt haben.
Putin war Augenzeuge, als Demonstranten am 5. Dezember 1989 die MfS-Bezirksverwaltung, die heutige Gedenkstätte Bautzner Straße Dresden, besetzten. Als ein Teil der Gruppe zur benachbarten KGB-Residentur weiterzog, beruhigte er eigenen Angaben zufolge die Menschen vor dem Gebäude und gab sich dabei als Dolmetscher aus. In seiner Biografie Aus erster Hand: Gespräche mit Wladimir Putin im Jahr 2000 schildert Putin zudem, telefonisch Unterstützung von einer sowjetischen Militärbasis angefordert zu haben, die nach Stunden eintraf und die Versammlung auflöste. Medien und Buchautoren haben wiederholt eine abweichende Version verbreitet, in der Putin allein mit einer Pistole bewaffnet die Demonstranten mit der Drohung, er habe Befehl, auf jeden Eindringenden zu schießen, eingeschüchtert habe. Sie berufen sich dabei auf die angeblichen Augenzeugen Volker Getz und Siegfried Dannath. Putin selbst hat diese Version nicht bestätigt. Der Spiegel schrieb im Juni 2023, die Anwesenheit Putins könne nicht belegt werden.
Nach Angaben der Bundesbeauftragten für die Unterlagen des Staatssicherheitsdienstes versuchte er im Jahre 1990, einen Spionagering aus ehemaligen Mitarbeitern des Ministeriums für Staatssicherheit aufzubauen. Als die von Putin ausgewählte Zentralfigur zum bundesdeutschen Verfassungsschutz überlief, flog der Ring auf.
Anfang des Jahres 1990 wurde Putin in die UdSSR zurückbeordert. Putin selbst behauptet, diese Zurückbeorderung sei freiwillig geschehen. Nach einer anderen Version habe Putin jedoch keine gute Arbeit in Dresden geliefert. Laut dem letzten Leiter der Hauptverwaltung A des Ministeriums für Staatssicherheit Werner Großmann zeigte sich dies bei einem Vorfall im Jahre 1990, bei dem Putin versuchte, eine bereits enttarnte Quelle an das KGB zu vermitteln. Diese versuchte Anwerbung deckte der ehemalige Doppelagent Klaus Kuron auf, so dass Großmann das KGB in Moskau warnen konnte. Nach Großmann könnte dieser Vorfall eine Rolle bei Putins Zurückbeorderung gespielt haben.

#### Petersburger Jahre
Wegen Personalüberkapazitäten beim Leningrader KGB schied Putin im Mai 1990 im Rang eines Offiziers der Reserve aus dem aktiven Dienst aus und wechselte für drei Monate an die Abteilung für internationale Fragen seiner alten Leningrader Hochschule, wo er mit seiner Dissertation begann. Sein früherer Professor, Anatoli Sobtschak, seit April 1990 Gemeinderat in Leningrad, engagierte Putin im selben Jahr als Berater.
Im Juni 1991 erhielt Leningrad den alten Namen Sankt Petersburg zurück, und gleichzeitig wurde Sobtschak Bürgermeister der Stadt. Er ernannte Putin zum Leiter des städtischen Komitees für Außenbeziehungen, wo er mit dem Transfer ausländischen Vermögens zurück ins Inland beauftragt wurde. Am 20. August 1991, am zweiten Tag des Militärputsches gegen die Regierung Jelzin, verließ Putin nach eigenen Angaben den KGB. Am 8. Dezember 1991 wurde die Sowjetunion aufgelöst, was Putin später als die schlimmste Katastrophe des 20. Jahrhunderts bezeichnete.
1992 wurde Putin zu einem Vizebürgermeister von Sankt Petersburg ernannt. Im selben Jahr ging das Stadtparlament ergebnislos Gerüchten nach, Putin habe Unregelmäßigkeiten bei der Erteilung von Exportlizenzen zu verantworten. Im Mai 2015 entfernte Radio Liberty wegen Sicherheitsbedenken des Interviewpartners ein Gespräch über einen konkreten Bestechungsfall von seiner Website. Die Zeitung Wedomosti griff die Aussagen im Juni nochmals auf und brachte Putin in Verbindung mit Größen der russischen Mafia. Belegt ist, dass Putin vertrauten Oligarchen den billigen Export von Rohstoffen ermöglichte, die die Rohstoffe wiederum zu Weltmarktpreisen verkauften und sich so bereicherten.
Aus dieser Zeit Putins als Mitarbeiter von Anatolij Sobtschak ging die Datschen-Siedlung „Osero“ hervor. Die Verfolgung von Kritikern prägte ebenfalls seine Zeit in St. Petersburg.
1993 hielt er „eine Militärdiktatur nach chilenischem Vorbild [für] die für Russland wünschenswerte Lösung der gegenwärtigen politischen Probleme“. Er billige ausdrücklich „eventuelle Vorbereitungen Jelzins und des Militärs zur Herbeiführung einer Diktatur nach Pinochet-Vorbild“.
Während dieser Zeit diente Putin als Dolmetscher in Gesprächen zwischen Anatoli Sobtschak und Bundeskanzler Helmut Kohl und war von dessen Kenntnissen der russischen Geschichte beeindruckt.
1994 stieg Putin zum ersten Vizebürgermeister von Sankt Petersburg auf, vertrat in dieser Funktion Sobtschak und organisierte 1995 vor Ort den Wahlkampf der Regierungspartei Unser Haus Russland. Im Februar 1994 verließ der damals noch unbekannte Putin, der als Vertreter von Hamburgs Partnerstadt Sankt Petersburg zum Matthiae-Mahl geladen war, lautstark den Saal. Anlass war eine Tischrede des damaligen Präsidenten von Estland Lennart Meri, der Russland ein erneutes Streben nach Vorherrschaft im Osten vorwarf. Im Juni 1996 verlor Sobtschak seine angestrebte Wiederwahl als Stadtoberhaupt gegen Wladimir Anatoljewitsch Jakowlew. Putin trat daraufhin von seinen kommunalen Ämtern zurück. Er half in der Folge im örtlichen Wahlkampfstab von Boris Jelzin für die russischen Präsidentenwahlen mit.

#### Aufstieg in Moskau und Plagiatsvorwürfe

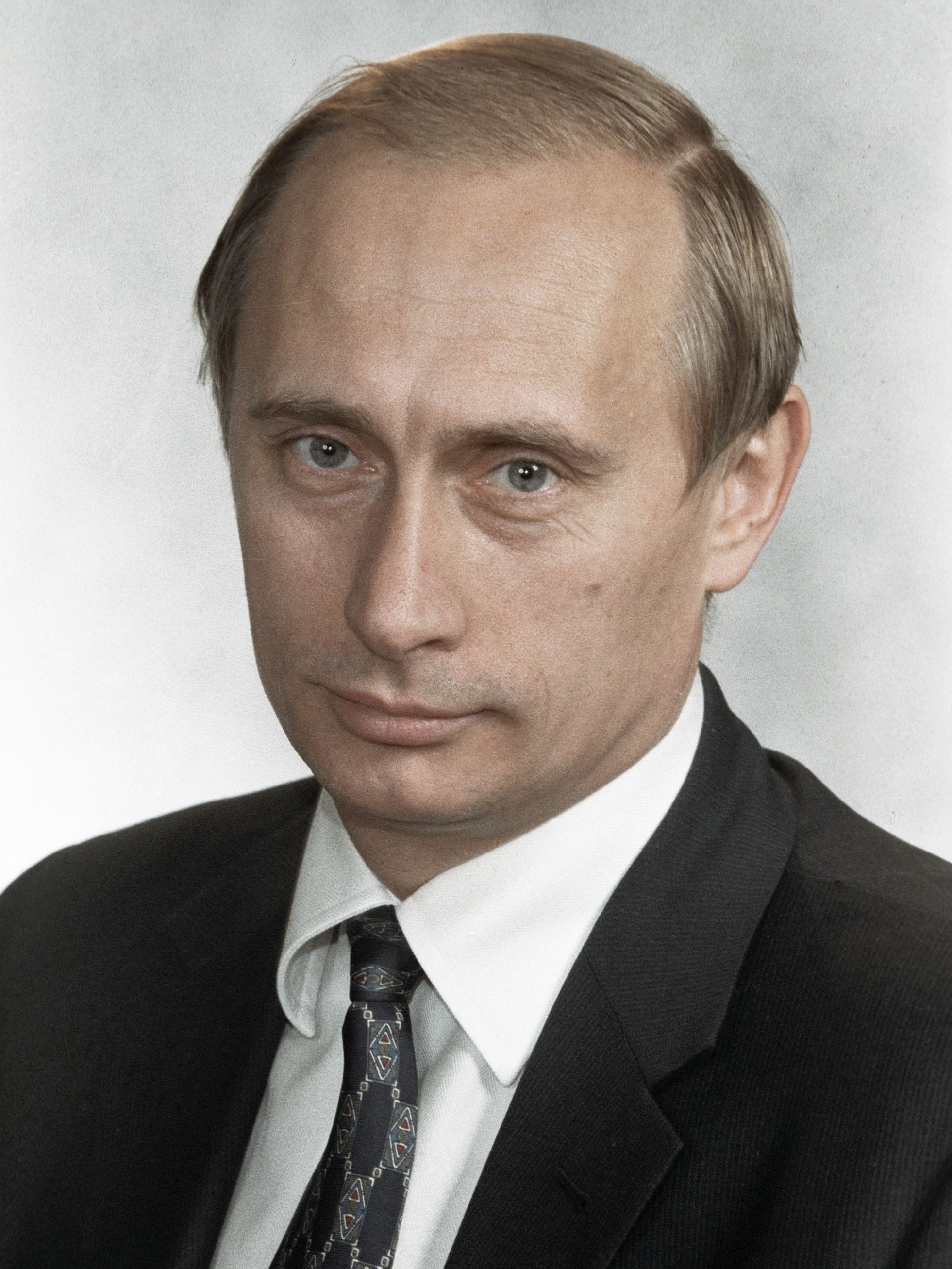
Putin im Jahr 1998 als Direktor des russischen Geheimdienstes FSB

Im August 1996 wurde Putin stellvertretender Leiter der Kreml-Liegenschaftsverwaltung, im März 1997 stellvertretender Kanzleileiter des Präsidenten Boris Jelzin. Im Mai 1998 rückte Putin zum stellvertretenden Chef der Präsidialverwaltung auf. Am 3. April 1997 wurde Putin zum Wirklichen Staatsrat 1. Klasse befördert – dem höchsten Zivildienstrang.
1997 wurde Putin mit einer Arbeit unter dem Titel Strategische Planung bei der Nutzung der Rohstoffbasis einer Region in Zeiten der Entstehung von Marktmechanismen (St. Petersburg und Leningrader Gebiet) an der renommierten staatlichen Bergbau-Hochschule Sankt Petersburg zum „Kandidaten der Wirtschaftswissenschaften“ (russisch kandidat ekonomitscheskich nauk) promoviert. Der amerikanische Ökonom Clifford Gaddy hat die Dissertation untersucht. Seiner Aussage nach besteht sie in wesentlichen Teilen aus Abschriften und Abbildungsplagiaten der US-Ökonomen William King und David Cleland von der Universität Pittsburgh, von denen er außerdem in der Einleitung des zweiten Teils 16 Seiten aus Arbeiten des Jahres 1978 kopiert habe – falls die Arbeit überhaupt von ihm stammt. Nach anderen Darstellungen soll die mit seiner Unterschrift verfasste und von der Bergbau-Universität akzeptierte Doktorarbeit von Wladimir Litwinenko verfasst worden sein. Litwinenko ist seit 1994 Rektor dieser Universität und war 2000, 2004 und 2012 Putins politischer leitender Wahlkampfmanager. Nach einer Bewertung in der FAZ wird in der Arbeit thematisch dem „Export von Erdgas und Erdöl eine wichtige Rolle beigemessen, um außenpolitische Ziele durchzusetzen. Dafür allerdings müsse der Energiesektor so weit wie möglich unter staatliche Kontrolle kommen“.
Vom 25. Juli 1998 bis August 1999 war Putin Direktor des Inlandsgeheimdienstes FSB, ab 26. März 1999 außerdem Sekretär des Sicherheitsrates der Russischen Föderation.
Ab September 1998 amtierte Jewgeni Primakow als Ministerpräsident und versuchte in dieser Position, eine Koalitionsregierung zu bilden. Während dieser Zeit büßte die Präsidialadministration ihre dominierende Rolle gegenüber dem Ministerkabinett von Primakow ein. Nach der Entlassung Primakows durch Jelzin im Mai 1999 wurde Putin nach einem kurzen Intermezzo mit Sergei Stepaschin als Ministerpräsident eingesetzt. Insgesamt waren während der Jelzin-Jahre die Grundlagen der neu entstandenen Demokratie (Gewaltenteilung, Meinungsfreiheit, Rechtsstaat) trotz erkennbarer Defizite erhalten geblieben. Politologen sprechen für diese Zeit von einer defekten Demokratie.

## Politische Karriere

### Erste Amtszeit als Ministerpräsident (1999–2000)
Am 9. August 1999 ernannte Jelzin seinen Wunschkandidaten Putin zum Ministerpräsidenten; die Duma bestätigte diese Entscheidung eine Woche später mit knapper Mehrheit. Am 16. August 1999 wurde Putins Kabinett vereidigt.
Noch im selben Jahr kam es zu einer Bombenexplosion in einem Einkaufszentrum in der Moskauer Innenstadt und einer Serie von nie aufgeklärten, wahrscheinlich vom FSB unter Falscher Flagge inszenierten Bombenanschlägen auf Moskauer Wohnhäuser, die tschetschenischen Terroristen angelastet wurden. Auf Befehl Putins überschritten am 1. Oktober 1999 russische Armeeeinheiten die Grenze zum tschetschenischen Landesteil, in den Worten Putins „zur Bekämpfung von 2000 Terroristen“. Kurz zuvor waren tschetschenische und arabische Kämpfer in Dagestan eingefallen und hatten damit den sechswöchigen Dagestankrieg begonnen, nach dessen Abschluss der Zweite Tschetschenienkrieg begann. Putin leitete als Politiker die militärischen Aktionen in Tschetschenien, wie die weitgehende Zerstörung der Hauptstadt Grosny, worunter vor allem die dortige Zivilbevölkerung litt. Für sein Vorgehen gegen den „äußeren Feind“ erhielt er gute Umfragewerte und ließ in der Folge die Macht der Moskauer Zentrale stärken. Die defekte Demokratie wurde zur gelenkten Demokratie.
Als Jelzin am 31. Dezember 1999 überraschend sein Amt niederlegte, übernahm Putin verfassungsgemäß auch die Amtsgeschäfte des Präsidenten der Russischen Föderation bis zur Wahl des Nachfolgers. Ein am selben Tag erlassenes Dekret gewährte Jelzin Amnestie für im Amt begangene Straftaten, außerdem erhielten er und seine Familie einige Privilegien. Vier Monate zuvor waren in westlichen Zeitungen Ermittlungen ausländischer Behörden gegenüber der Jelzin-Familie wegen Geldwäscheverdachts publik geworden. Am 10. Januar 2000 entließ Putin einige in Korruptionsverdacht geratene Kremlgrößen und nahm Umbesetzungen in der Regierung vor. Ende Januar kündigte er eine Anhebung der Militärausgaben um 50 Prozent an, wohl im Hinblick auf die Lage im Nordkaukasus. Der Ministerpräsident hatte im Volk mit seinem harten Vorgehen in Tschetschenien große Sympathien errungen.
Am 26. März 2000 fanden Präsidentschaftswahlen statt, die Putin im ersten Wahlgang mit 52,9 Prozent der Stimmen gewann. Nach Boris Jelzin wurde Putin der zweite Präsident Russlands.

### Erste Amtszeit als Präsident (2000–2004)

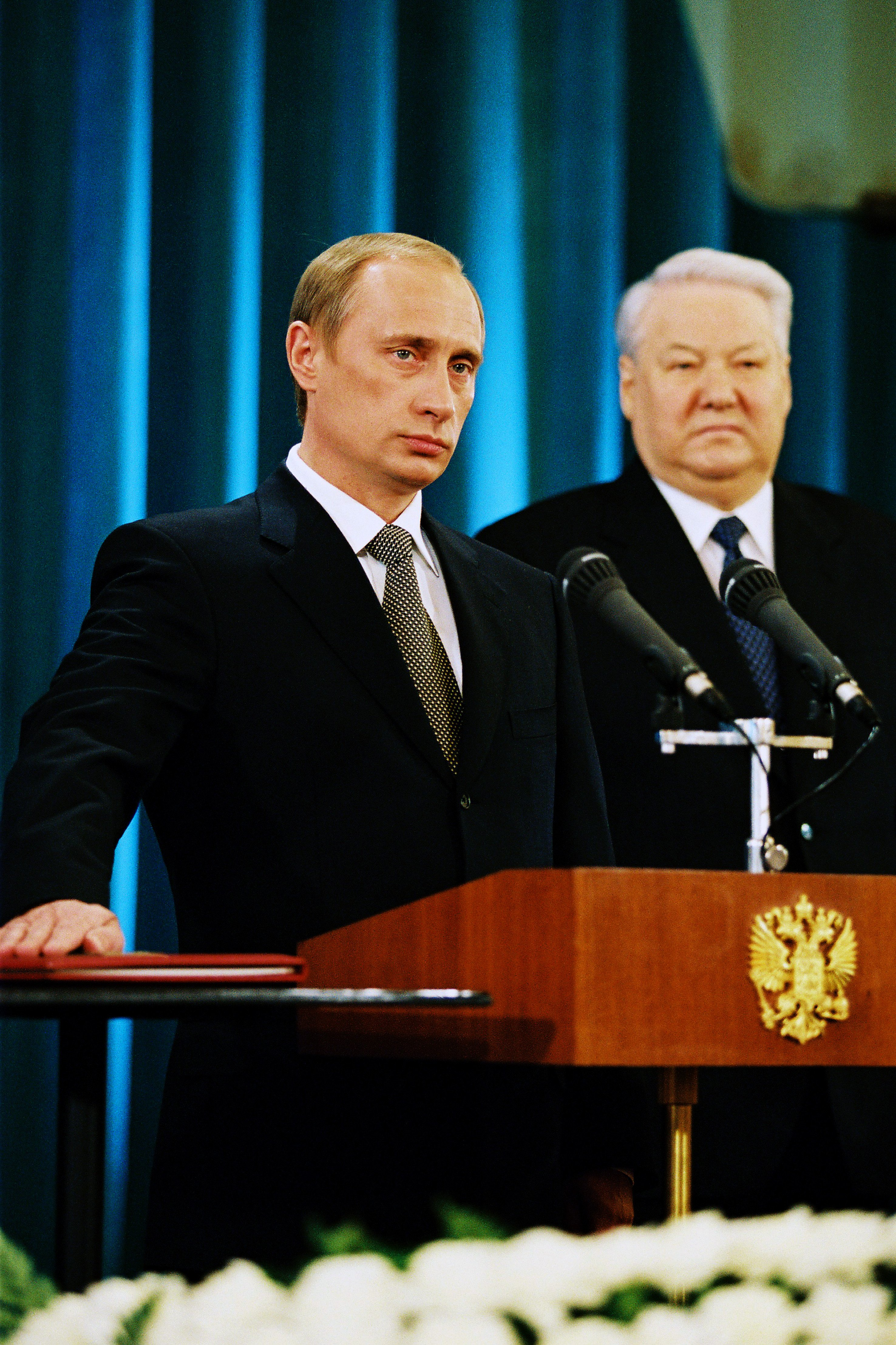
Putin legt seinen Amtseid ab, 7. Mai 2000, daneben der vorherige Staatspräsident Boris Jelzin

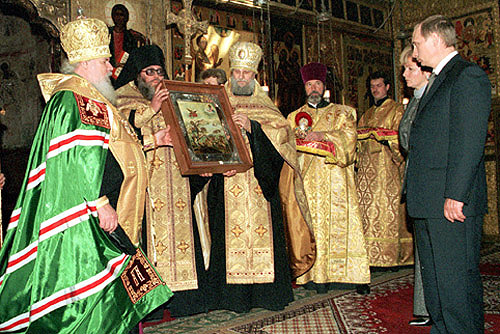
Putin bei einem Gottesdienst in der Mariä-Verkündigungs-Kathedrale im Moskauer Kreml anlässlich seiner Amtseinführung mit Alexius II., dem Patriarchen von Moskau und ganz Russland (2000)

Nach Jahren der Skandale, erratischer Politikgestaltung und einem allgemeinen Gefühl nationaler Schwäche unter Präsident Jelzin erschien die Wahl Putins vielen Russen als Neubeginn in ihrer Nach-Sowjetära. Zugleich gab sich der innere Kreis um Jelzin der Hoffnung hin, eigene Machtpositionen und Privilegien zu behalten, da er Putin ausgewählt und unterstützt hatte. Einige Mitglieder der Nomenklatura aus der Jelzinzeit, wie Stabschef Alexander Woloschin und Ministerpräsident Michail Kassjanow, behielten denn auch Amt und Würde. Andererseits holte Putin Weggefährten aus seiner Petersburger Zeit in die Regierung und konnte auf die Unterstützung seines Kurses durch Kräfte in den Spitzen der Sicherheitsdienste (Silowiki) zählen.
Nach seiner Wahl leitete Putin Maßnahmen ein, um die föderale Gliederung Russlands verstärkt zu zentralisieren. Russlands 89 Föderativsubjekte (Republiken, Bezirke, Gebiete sowie Moskau und Sankt Petersburg) genossen seit der Verfassung von 1993 eine bis dahin ungekannte Autonomie. Sie ließ mancherorts – gerade in Tschetschenien – separatistische Bestrebungen reifen; einige regionale Gouverneure hatten ihre Handlungsspielräume für Selbstherrlichkeiten genutzt. Putin strebte nun eine, wie er sagte, Machtvertikale an; die Föderativsubjekte sollten wieder der Zentrale gehorchen. Bis 2012 betrug auch der Anteil der Gemeinden, in welchen der Vorsteher nicht gewählt, sondern ernannt wird, 85 Prozent.
Ein weiteres Augenmerk galt den Oligarchen mit eigener Medienmacht. Im Wahlkampf hatten sie sich – nach Putins Überzeugung – durch finanzielle Unterstützung und Zulassen liberaler und regimekritischer Beiträge in ihnen gehörenden Medien unangemessen in die russische Politik eingemischt. Als ersten traf es Wladimir Gussinski, dessen Medienkonglomerat Media-MOST durch staatliche Eingriffe, Untersuchungen wegen Betrugs, Übernahme des regierungskritischen Privatsenders NTW durch den halbstaatlichen Gazprom-Konzern am 14. April 2001 sowie straf- und zivilrechtliche Gerichtsentscheidungen in wenigen Monaten zerschlagen wurde. Gussinski selbst zog es vor, nach Spanien ins Exil zu gehen. Sein eigentlicher Konkurrent und Ziehvater Putins, Boris Beresowski, solidarisierte sich mit Gussinski betreffend Medienfreiheit und flüchtete aus Russland, als gegen ihn ein Untersuchungsverfahren eingeleitet wurde. Der ihm gehörende Fernsehsender ORT mit landesweiter Ausstrahlung geriet unter staatliche Kontrolle. Den Meinungspluralismus in den russischen Leitmedien, den er bereits in seiner Zeit als Ministerpräsident bekämpft hatte, hatte Putin damit als Präsident beendet.
Trotz dieses scheinbaren Vorgehens gegen Oligarchen, die er vielmehr durch die Schaffung einer „monozentrischen Patronatspyramide“ (anstelle der zuvor kompetitiven mehreren oligarchischen Pyramiden)
zu treuen Staatsoligarchen machte,
änderte sich die Vermögensverteilung der Bevölkerung durch diese Maßnahmen nicht; die soziale Ungleichheit blieb erhalten. Wegen hoher Einnahmen aus Öl und Gas, einer Abwertung des Rubels sowie der lange vor Putin von Jegor Gaidar eingeführten wirtschaftlichen Maßnahmen stieg jedoch das Wohlstandsniveau der russischen Mittel- und Oberklasse an.
Dies trug neben dem vermeintlich strengen, tatsächlich aber selektiven Vorgehen gegen die im Volk unbeliebten Oligarchen zu einer Steigerung von Putins Popularität in Russland bei.
Präsident Putin knüpfte (anders als Jelzin) vielfach wieder an Russlands sowjetische Vergangenheit an. Er betonte, dass das kommunistische Regime trotz seiner Verbrechen ein wichtiger Bestandteil der russischen Geschichte sei und einen wichtigen Einfluss auf die moderne russische Gesellschaft gehabt habe. In der Folge kehrten einige sowjetische Symbole nach Russland zurück, darunter die rote Militärflagge mit dem Sowjetstern sowie die Melodie der sowjetischen Nationalhymne (der Text ist ein anderer). Keine Anknüpfung stellte hingegen der von Mark Galeotti postulierte Umgang mit der organisierten Kriminalität dar, welche von Wladimir Putin seit dem Jahr 2000 stillschweigend nicht prioritär bekämpft worden sei, solange sie den Staat nicht herausforderte.
Seine Partei „Einiges Russland“ erreichte bei der Parlamentswahl am 7. Dezember 2003 einen erdrutschartigen Sieg und wurde mit 37,1 Prozent der Stimmen stärkste Fraktion in der Duma. Dieses Wahlergebnis stärkte Putin, dessen Regierung aus dem Einigen Russland, LDPR und Rodina bestand, erheblich. Die Wahl war nach Auffassung der Organisation für Sicherheit und Zusammenarbeit in Europa (OSZE) korrekt abgelaufen, doch Staatsapparat und Massenmedien waren im Wahlkampf zur Unterstützung der Präsidentenpartei eingesetzt worden. Putins Beliebtheit in Russland wird oft mit der Erholung der russischen Wirtschaft nach dem Zusammenbruch in den Jahren 1998 und 1999 unter Jelzin erklärt. Ein weiterer Faktor für seine Beliebtheit ist nach der Einschätzung des Soziologen Lew Gudkow die Schwäche der staatlichen Institutionen: Wie in allen autoritären Regimes schützten Polizei und Justiz „den Staat, aber nicht die Rechte des Einzelnen“. Zur Beseitigung von Missständen würden die Hoffnungen auf denjenigen Führer transferiert, der vermeintlich über diesen Institutionen steht.

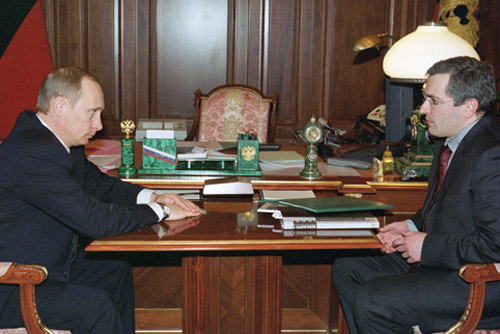
Putin mit Michail Chodorkowski (2002)

Innerhalb des Kremls operierten nach Beobachtern zwei Gruppen. Eine rekrutierte sich aus eher nationalistisch gesinnten Elementen aus Militär-, Sicherheits- und Geheimdienstkreisen, oft aus St. Petersburg, im engeren Sinne Anhänger Putins. Die andere, genannt die Familie, bestand aus der Mehrheit der Präsidialadministration und anderen hohen Ämtern sowie Oligarchen, die unter Boris Jelzin profitiert hatten. Die beiden Parteien waren oft gegensätzlicher Meinung, so auch bei der Verhaftung des russischen Ölmagnaten Michail Chodorkowski. Putin versuchte, zwischen den beiden Gruppen zu vermitteln. Als sein Stabschef Alexander Woloschin, welcher der Familie zugerechnet wird, aus Protest gegen die Verhaftung Chodorkowskis mit Rücktritt drohte, akzeptierte Putin seinen Rücktritt und ersetzte ihn durch Dmitri Medwedew, den Geschäftsführer des staatlichen Gaskonzerns Gazprom.
Am 24. Februar 2004, drei Wochen vor der Präsidentschaftswahl, entließ Putin Ministerpräsident Kasjanow samt dessen Kabinett und ernannte kommissarisch Wiktor Christenko zum Ministerpräsidenten. Eine Woche später, am 1. März, berief Putin Michail Fradkow in dieses Amt, was von der Duma bestätigt wurde.

#### Der Untergang der Kursk
Am 12. August 2000 sank das Atom-U-Boot Kursk nach Explosionen auf einer Manöverfahrt. Den russischen Seestreitkräften gelang es nicht, die 23 überlebenden Seeleute zu retten. Die Marineführung verschleierte in ihren Mitteilungen die wahre Lage; erst nach vier Tagen hatte Putin erlaubt, angebotene ausländische Hilfe zu akzeptieren. Erst fünf Tage nach der Katastrophe während seines Urlaubs trat Präsident Putin vor die Fernsehkameras und räumte eine kritische, aber angeblich beherrschbare Situation ein. Einen Tag später brach er seinen Urlaub ab und kehrte in den Kreml zurück. Sicherheitsbedenken der russischen Marine und schlechte Kooperation der Behörden führten zu weiteren Verzögerungen. Am 21. August wurde die U-Boot-Besatzung von der Führung der Nordflotte für tot erklärt. Putin wurde während des Dramas insbesondere von Angehörigen der Teilnahmslosigkeit am Schicksal der Seeleute beschuldigt. Er sprach nach der Todesnachricht zu den Hinterbliebenen der Opfer im Hafen Widjajewo und stellte Entschädigungen in Aussicht. Den angebotenen Rücktritt des Verteidigungsministers und des Oberbefehlshabers lehnte Putin ab.

#### Tschetschenien-Konflikt
Seine erste Reise als amtierender Präsident machte Putin noch in der Silvesternacht 1999 in die Kaukasus-Republik Tschetschenien; er besuchte dort agierende Truppeneinheiten. Das russische Staatsfernsehen zeigte ihn beim symbolträchtigen Verteilen von Jagdmessern an Soldaten. Ihn trieb offenbar die Sorge, dass bei einer Unabhängigkeit Tschetscheniens die staatliche Einheit ganz Russlands in Gefahr geraten und ein Bürgerkrieg wie in Ex-Jugoslawien drohen könnte. Ein Loslösen der südlichen Teilrepubliken von der Russischen Föderation unter islamistischem Vorzeichen müsse verhindert werden. Feldzüge gegen die Terroristen in Tschetschenien müssten, wie Putin in seinem Buch Aus erster Hand ausführt, auch wenn sie Opfer kosteten, als das kleinere Übel hingenommen werden. Per Dekret übernahm er am 8. Juni 2000 die Regierungsgewalt in dieser nach Unabhängigkeit strebenden Teilrepublik.

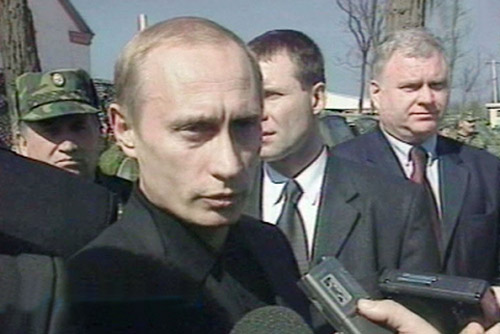
Putin in Tschetschenien, April 2001

In einem Ukas erinnerte Putin seine Soldaten eindringlich an das international geltende Völkerrecht, wonach die Zivilbevölkerung in den Kampfgebieten stets zu schonen sei. Doch schon bald drangen in den Westen zahlreiche Berichte über ein gegenteiliges Vorgehen einzelner Armee- und Polizeiangehöriger. Die unabhängigen Berichterstatter durften seitdem das Kampfgebiet nur in Begleitung eines Vertreters der russischen Streitkräfte aufsuchen. Westliche Menschenrechtsgruppen sprachen von Vergewaltigungen und sexuellen Missbrauchshandlungen der „Soldateska“. Man gab den russischen Truppen die Mitschuld am Verschwinden von Menschen und willkürlichen Hinrichtungen. In vielen gemeldeten Fällen blieben die Ermittlungen gegen die Verantwortlichen aus. Die in einigen wenigen Fällen aufgenommenen Ermittlungen wurden nur halbherzig betrieben oder umgehend eingestellt. Andererseits begingen auch die tschetschenischen Rebellen brutale Grausamkeiten und Terroranschläge. Neben den Sprengstoffanschlägen mit vielen Opfern unter der Zivilbevölkerung sind hier insbesondere die Geiselnahme von Budjonnowsk, die Geiselnahme von Beslan sowie die Geiselnahme im Moskauer Dubrowka-Theater hervorzuheben, die durch Erstürmungen russischer Einheiten beendet wurden, was jedoch jeweils den Tod von mehr als hundert Geiseln bedeutete, im Falle von Beslan waren nach der Erstürmung 331 Geiseln tot. Wegen der Anzahl der Opfer in der russischen Armee während des zweiten Tschetschenienkrieges tendierten 61 Prozent der Russen im Sommer 2002 zu Verhandlungen mit den Tschetschenen.
Diese Stimmung änderte sich abrupt (auch im Westen) anlässlich der Geiselnahme im Moskauer Dubrowka-Theater am 23. Oktober 2002, als über 40 bewaffnete tschetschenische Terroristen Besucher der Musical-Aufführung Nord-Ost in Moskau als Geiseln nahmen. Etwa 800 Menschen, darunter 75 Ausländer, durchlitten eine tagelange Ungewissheit. Die Eindringlinge unter ihrem Anführer Mowsar Barajew montierten Sprengsätze im Theater, und schwarz gekleidete Frauen eines angeblichen Bataillons „schwarzer Witwen“ mit angelegten Sprengstoffgürteln hielten die Besucher in Schach. Die Geiselnehmer verlangten den sofortigen Abzug der russischen Armee aus Tschetschenien. Putin war offenbar von Anfang an entschlossen, dieser Erpressung nicht nachzugeben. Vier Tage später wurde eine unbekannte Chemikalie in das Gebäude geleitet und das Theater gestürmt. 129 Geiseln kamen bei der Aktion ums Leben. Die Terroristen wurden von russischen Eliteeinheiten getötet. Präsident Putin besuchte Überlebende im Krankenhaus, kündigte in einer Fernsehansprache den Tschetschenen Vergeltung an und setzte damit seine kompromisslose Linie in der Tschetschenienfrage fort. Im Oktober 2003 installierte er Achmat Kadyrow, der sich nach dem Ersten Tschetschenienkrieg auf die Seite Russlands gestellt hatte, als Präsidenten Tschetscheniens. Dieser wurde im Mai 2004 ermordet. In den folgenden Jahren gelang es den russischen Truppen, die Kontrolle in Tschetschenien zu erlangen und bei diversen Sonderoperationen in ganz Russland die Drahtzieher und Anführer der Terroristen zu eliminieren.

#### Außenpolitik

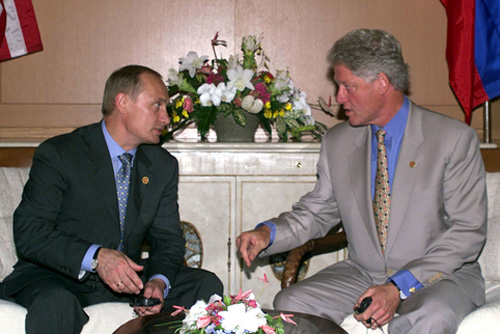
Putin mit US-Präsident Bill Clinton im Jahr 2000

Gegenüber David Frost (BBC) erklärte Putin zu Beginn seiner Amtszeit, er würde nicht ausschließen, der NATO beizutreten, wenn Russlands Vorstellungen (views) als die eines gleichberechtigten Partners in Rechnung gestellt würden. Es sei schwer für ihn, sich die NATO als Feind vorzustellen. “Russland ist Teil der europäischen Kultur. Und ich kann mir mein eigenes Land nicht isoliert von Europa und dem, was wir oft die zivilisierte Welt nennen, vorstellen." Putin schloss auch die Möglichkeit eines Beitritts nicht aus, merkte aber an, dass Russland einer NATO-Osterweiterung ablehnend gegenüberstehe. Nach der Erinnerung des früheren NATO-Generalsekretärs George Robertson soll Putin bei ihrem ersten Treffen 2000 gefragt haben, wann Russland eingeladen würde, der Nato beizutreten? Robertson habe geantwortet, "wir" würden niemanden einladen, der Nato beizutreten, "sondern sie bewerben sich um die Mitgliedschaft." Darauf soll Putin entgegnet haben: "Nun, wir stehen nicht in einer Reihe mit vielen Ländern, die keine Rolle spielen."
Beim ersten Treffen mit Bill Clinton zeigte sich Wladimir Putin gleichgültig gegenüber dem US-Präsidenten. Nach diesem kühlen Treffen soll Clinton laut Strobe Talbott beim anschließenden Treffen mit Boris Jelzin diesen auf seine Besorgnis aufmerksam gemacht haben:

„Dieser Mann trägt die Demokratie nicht in seinem Herzen.“

Im Interview mit Oliver Stone äußerte Putin zur letzten Begegnung mit Bill Clinton, er habe Clinton vorgeschlagen, die Option in Betracht ziehen, dass Russland der NATO beitreten könnte. Clinton habe gesagt: "Warum nicht?" Putin habe angemerkt, dass die US-Delegation sehr nervös geworden sei. Er habe sich aber nicht beworben, da, so Putin gegenüber Stone, die NATO heutzutage für die USA nur noch ein außenpolitisches Instrument sei. "Sie hat keine Verbündeten, sie hat nur Vasallen". Er wisse, wie dort Entscheidungen getroffen würden.

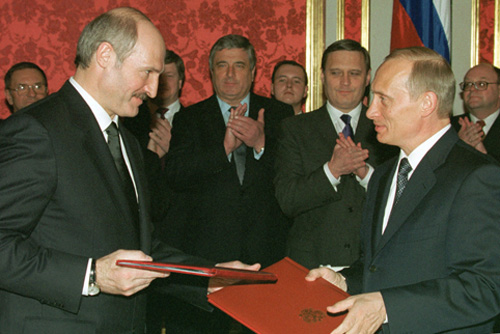
Putin mit dem belarussischen Staatspräsidenten Aljaksandr Lukaschenka (2002)

In den Jahren seiner ersten Amtszeit versuchte Putin, die Beziehungen zu den unmittelbar an Russland angrenzenden Staaten zu stärken. Akzeptiert hat er die Annäherung der baltischen Staaten an die NATO. Infolge des Näherrückens von EU und NATO intensivierte er insbesondere die Kontakte zu Belarus und der Ukraine als früheren Landesteilen der UdSSR. Der Präsident überraschte viele Russen und sogar seinen eigenen Verteidigungsminister, als er westlichen Streitkräften nach den Anschlägen vom 11. September 2001 in den USA erlaubte, Militärbasen in ehemaligen Sowjetrepubliken in Zentralasien für die US-geführten Angriffe auf das Taliban-Regime in Afghanistan zu nutzen.
Im Rahmen eines Staatsbesuches hielt Putin am 25. September 2001 als erstes russisches Staatsoberhaupt eine Rede vor dem Deutschen Bundestag. Abgesehen von einer kurzen Einleitung auf Russisch hielt er diese vollständig in deutscher Sprache. Für die Rede, in der er für eine enge Partnerschaft beider Länder warb, erhielt er stehende Ovationen.
Bei einem Besuch des damaligen tschechischen Ministerpräsidenten Miloš Zeman in Moskau im April 2002 äußerte sich Putin zur geforderten Aufhebung der Beneš-Dekrete dahingehend, dass er darin den Versuch einer Umdeutung des Zweiten Weltkriegs sehe: „Die Leute, die gemeinsam auf einer Seite der Front gekämpft haben, sollten alles tun, um diese Tendenzen zu stoppen“.
Putin sprach sich 2003 gegen den Irakkrieg aus.

### Zweite Amtszeit als Präsident (2004–2008)

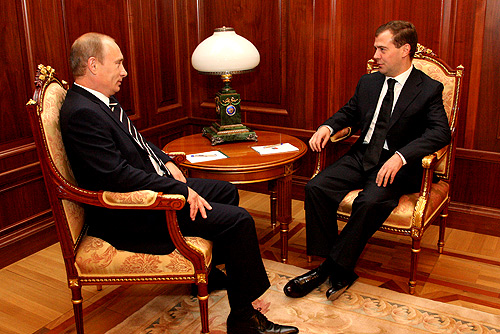
Putin im Gespräch mit seinem zwischenzeitlichen Nachfolger Dmitri Medwedew (2008)

Bei der Präsidentschaftswahl am 14. März 2004 gewann Putin mit 71 Prozent der Stimmen und ging so in eine zweite Amtszeit. Beobachter konnten keinerlei Unregelmäßigkeiten im Wahlablauf feststellen, kritisierten jedoch die starke Chancenungleichheit der Kandidaten infolge der vielfach staatlich kontrollierten Medien, die im Vorfeld für Putin geworben hatten. Im Mai desselben Jahres wurde das zweite Kabinett von Fradkow durch Putin vereidigt.
Am 13. September 2004 legte Putin einen Plan vor, dass die (bislang direkt gewählten) Gouverneure künftig von ihm allein vorgeschlagen und von den regionalen Parlamenten bestätigt oder abgelehnt werden sollten. Am selben Tag unterstützte er einen Vorschlag der zentralen Wahlkommission, die gesamten Duma-Mandate künftig ausschließlich nach den Listen im Verhältniswahlrecht zu bestimmen. Beides war so beschlossen worden und brachte einen weiteren Machtzuwachs für Putin gegenüber der vorhergehenden Situation, als die Hälfte der Abgeordneten in Wahlkreisen direkt ins Parlament entsandt wurden. Dies hatte dazu geführt, dass einige Abgeordnete, deren Parteien an der Fünf-Prozent-Klausel gescheitert waren, den Einzug in die Duma schafften und dort eigene Meinungen einbringen konnten. Die Schaffung solcher „stromlinienförmigen“ Machtstrukturen zum Regime-Erhalt über das Jahr 2008 hinaus korrespondierte mit der (medialen) Mobilisierung der öffentlichen Meinung gegen mögliche Kritik. Auch das Änderungsgesetz 18-FZ zur Regulierung der NGOs hätte der Unterdrückung von Kritik an diesen Veränderungen gedient. Europäische Bedenken zum Demokratieabbau waren währenddessen für das durch Öl reicher werdende Russland immer irrelevanter. Man war einverstanden, Reformen bis nach diesen dank schwindelerregendem Ölpreis „guten Zeiten“ zu verschieben – es entstand eher ein „stagnierender Petro-Staat“ anstelle der in den Medien dargestellten pulsierenden Gesellschaft.

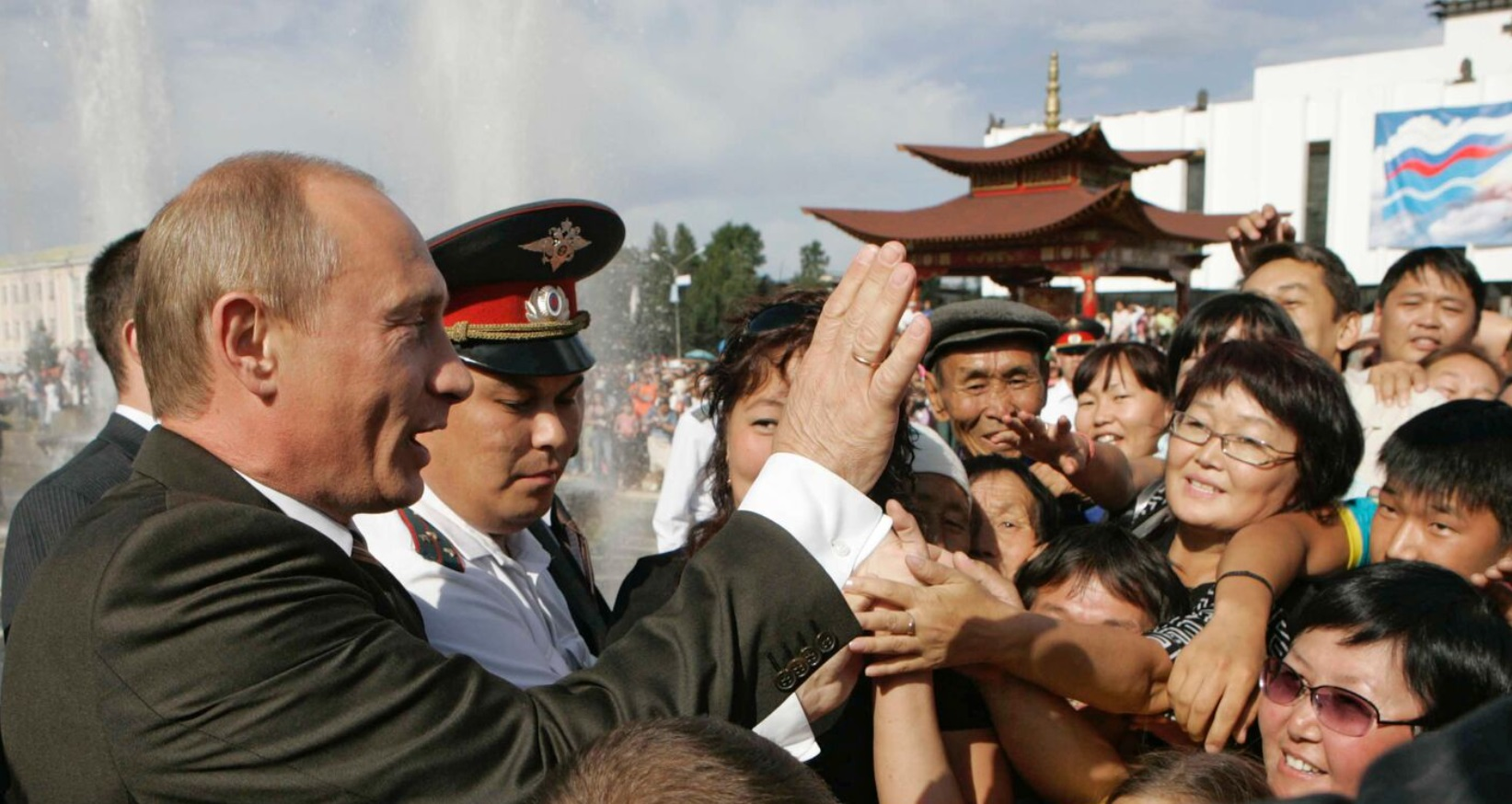
Putin in der südsibirischen Republik Tuwa (2007)

Im November 2004 unterzeichnete Putin das Kyoto-Protokoll zum Klimaschutz und schloss damit den Ratifizierungsprozess in Russland ab. Dadurch machte er den Weg für das Inkrafttreten des Abkommens Anfang 2005 frei. Bis ums Jahr 2021 die Probleme auch für Russland immer offensichtlicher wurden, pflegte Wladimir Putin jedoch die Klimaerwärmung zu leugnen oder mindestens zu bezweifeln („a president who has previously questioned the manmade nature of climate change“). Ab 2022 wurde alles in Russland der Öllobby und dem Krieg untergeordnet.
Im Jahr 2007 führte Wladimir Putin das sogenannte Mutterschaftskapital zur Steigerung der Geburtenrate im Land ein.
Ebenfalls im Jahr 2007 wurden sechs Institutionen zur Bündelung von Staatsaktivitäten in strategisch wichtigen Bereichen eingeführt, unter alleiniger Führung des Präsidenten. Darunter fallen die Nukleartechnologie bei Rosatom, die Bank für Außenwirtschaft VEB, der Immobilien-Reformfonds, Rusnano oder das Rüstungsgüter-Konglomerat Rostec, dazu Olimpstroi, die 2014 aufgelöste Staatsgesellschaft für Bauten der Olympischen Winterspiele in Sotschi 2014. Die VEB war aus der Außenhandelsbank der UdSSR hervorgegangen. An diesen durch Gesetz geschaffenen Staatskonglomeraten kritisierte unter anderem Ministerpräsident Medwedew die Verwendung von Staatseigentum oder Staatsmitteln zur Gründung, was zu einer versteckten Privatisierung führe.
Die Zeitschrift Time schrieb Ende 2007, Putin sei ganz und gar kein Demokrat („He is not a democrat in any way that the West would define it.“) und die Administration schließe Demokraten wie Kasparow von der Politik aus; dieser habe kürzlich seine Ambitionen auf die Präsidentschaft aufgeben müssen. Nach der russischen Verfassung darf der Präsident nur zwei Amtszeiten von jeweils vier Jahren bekleiden. Neuer Präsident wurde der von Putin unterstützte bisherige Vize-Ministerpräsident Dmitri Medwedew, der die Präsidentschaftswahl am 2. März 2008 klar gewann. Anfang 2008 gab Putin bekannt, dass er im Fall des Wahlsieges Medwedews das Amt des Regierungschefs übernehmen werde. Mit der von ihm angeführten Partei „Einiges Russland“ erreichte Putin bei der Parlamentswahl am 2. Dezember 2007 eine Zweidrittelmehrheit in der Duma.
Putin war seit seinem Amtsantritt der bei weitem populärste Politiker Russlands geblieben. 2008 erreichte die Zustimmungsrate mit 88 Prozent den Höhepunkt. Wie in der Ukraine und anderen Staaten Osteuropas schätzte die russische Bevölkerung die Staatsführung mehr wegen der starken Wirtschaftsleistung als wegen einer starken Demokratie. Von 2000 bis 2007 war die gesamtwirtschaftliche Produktion Russlands um jährlich etwa 7 % gewachsen, für die Folgejahre wurde noch höheres Wachstum erwartet. Der Durchschnittslohn erreichte 2007 rund 672 Franken, die Arbeitskräfte wurden knapp. Teilweise wird seine Beliebtheit auch auf einen Personenkult zurückgeführt, der Beobachter an sowjetische Zeiten gemahnte: Im russischen Staatsfernsehen erschien er als allwissender Führer, der vor beschämten Verantwortlichen der Ölindustrie den Verlauf einer Pipeline korrigierte oder devot nickende Kabinettsmitglieder belehrte. Manfred Quiring beschreibt, das Tagwerk Putins mit Betriebsbesichtigungen oder dem Empfang ausländischer Gäste habe im Jahr 2006 bis 80 Prozent der Nachrichtensendungen betragen. Es gab öffentliche „Kinder-malen-Putin“-Wettbewerbe, sein Bild war auf Tassen, T-Shirts und Andenken allgegenwärtig. Anders als zu Sowjetzeiten ging dieser Kult aber vor allem auf Privatinitiativen zurück, etwa Fanseiten im Internet oder Bücher, die ihn ins Zentrum stellten, wie der Roman Präsident von Alexander Olbik oder das Sachbuch Wir lernen Judo mit Wladimir Putin.

#### Politik im postsowjetischen Raum
Nach dem Zerfall der Sowjetunion 1991 konnte Russland nicht an den Status einer Supermacht anknüpfen. In der von Wirren geprägten Amtszeit Jelzins erschien selbst der Erhalt des Status einer Großmacht fragwürdig.

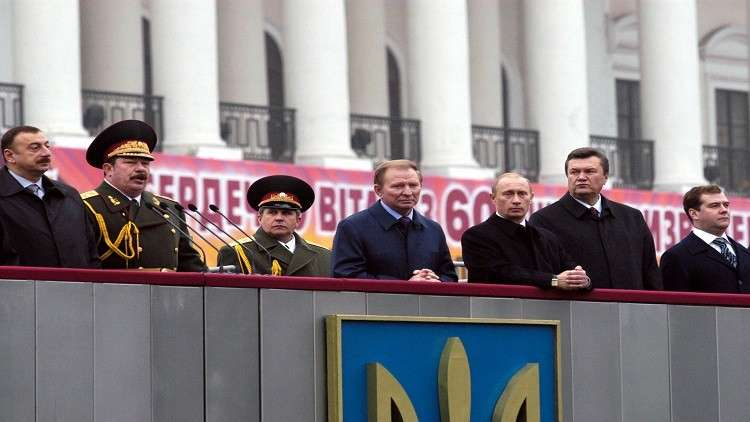
Putin mit dem ukrainischen Staatspräsidenten Leonid Kutschma und dem ukrainischen Ministerpräsidenten Wiktor Janukowytsch, bei einer Militärparade im Jahr 2004 in Kyjiw, Ukraine

Putin war bestrebt, diesen Status für Russland zu erhalten, beziehungsweise neu auszubauen. So beabsichtigte er, den russischen Einfluss in den Nachfolgestaaten der Sowjetunion und den Staaten des ehemaligen Warschauer Pakts zu stabilisieren und zu verstärken. Gleichzeitig sollte der zunehmende westliche, insbesondere US-amerikanische Einfluss in dieser Region eingedämmt oder zurückgedrängt werden. Er bezeichnete die Auflösung der Sowjetunion als „größte geopolitische Katastrophe des Jahrhunderts“, da sich mit einem Male 25 Millionen Russen im Ausland befanden und erste Auflösungserscheinungen auch in Russland sichtbar wurden. Um diese Länder im Einflussbereich zu halten, hatte Anatoli Tschubais ein „liberales Imperium“ mit einer ihm innewohnenden Anziehungskraft für die ehemaligen Sowjetrepubliken vorgeschlagen. Putin biete stattdessen ein anderes, nichtliberales Imperium an, während Europa das liberale Imperium sei, so der Moskauer Politologe Wladimir Frolow 2013.
Putin unterstützte bei der ukrainischen Präsidentschaftswahl im November 2004 offen den von ihm favorisierten Kandidaten Wiktor Janukowytsch. Janukowytsch befürwortete eine engere Anbindung der Ukraine an Russland. Nach einer von Manipulationen beider Seiten überschatteten Wahl wurde Janukowytsch zunächst zum Sieger erklärt. Daraufhin kam es zu mehrwöchigen Protesten eines Teiles der ukrainischen Bevölkerung, welche – von westlichen Staaten, aber auch von der OSZE unterstützt – Neuwahlen ohne Manipulationen forderten. Putin gratulierte Janukowytsch als erster Staatschef zum Sieg. Die offizielle Anerkennung des Wahlergebnisses durch den russischen Präsidenten sollte Zweifel an der Legitimität des Wahlergebnisses ausräumen. Das Oberste Gericht der Ukraine untersagte jedoch die offizielle Veröffentlichung des amtlichen Ergebnisses. Präsident Leonid Kutschma reiste nach Moskau, um sich mit Wladimir Putin zu treffen, der Kutschma in dessen Forderung unterstützte, die komplette Wahl zu wiederholen. Der westlich orientierte, aber vor den Wahlen durch eine Vergiftung angeschlagene Wiktor Juschtschenko wurde im Dezember 2004 gewählt. Auch wenn Putin in der Folge bekräftigte, mit Juschtschenko zusammenarbeiten zu wollen, wurde die Niederlage des kremlnahen Kandidaten Janukowytsch als außenpolitische Niederlage Putins gewertet.

#### Politik gegenüber „dem Westen“

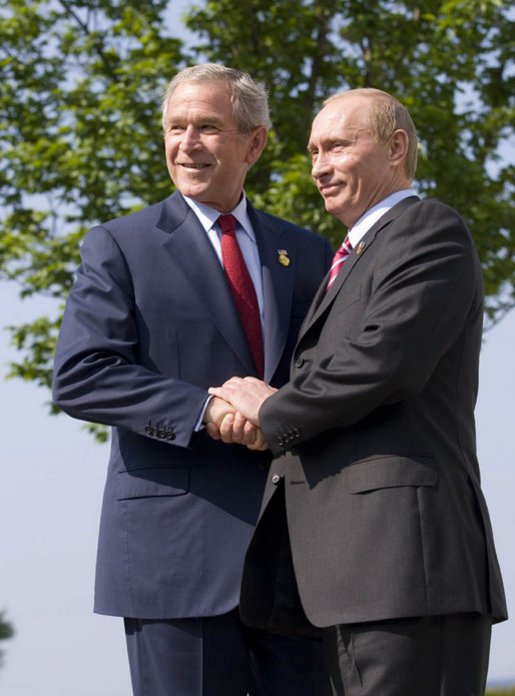
Wladimir Putin und US-Präsident George W. Bush während des G8-Gipfels in Heiligendamm (2007)

Nachdem 1999 Tschechien, Ungarn und Polen NATO-Mitglieder geworden waren, traten 2004 auch Estland, Lettland, Litauen, Slowenien, die Slowakei, Rumänien und Bulgarien dem Bündnis bei. Damals protestierte Putin als russischer Präsident nicht gegen die vollzogene NATO-Osterweiterung. Vielmehr präsentierte er sich drei Tage nach dem Beitritt der baltischen Staaten mit Bundeskanzler Gerhard Schröder auf einer gemeinsamen Pressekonferenz und lobte, dass sich die Beziehungen Russlands zur NATO „positiv entwickeln“.
Für Irritationen im Westen und bei Verbündeten sorgte Putin mit der Rede vom 25. April 2005, in der er den Zerfall der Sowjetunion beklagte. Später relativierte er einige seiner Aussagen: Sie hätten nur die politischen und sozialen Folgen dieses Ereignisses verdeutlichen sollen und seien nicht als Nostalgie zu verstehen. Während der Annexion der Krim 2014 wurde eine dieser Aussagen von verschiedenen Medien erneut aufgegriffen, zum Beispiel vom amerikanischen Wall Street Journal: Putin habe die Legalität des ukrainischen Votums von 1991 zur Unabhängigkeit in Frage gestellt.
Am 8. September 2005 wurde in Berlin in Anwesenheit der deutschen und russischen Regierungschefs eine Vereinbarung zum Bau einer Ostsee-Erdgaspipeline unterzeichnet. Putins enger persönlicher Freund Gerhard Schröder, der zum Zeitpunkt der Ankündigung noch deutscher Bundeskanzler war, sollte den Aufsichtsratsvorsitz des Konsortiums für die Gaspipeline übernehmen, was Kritik seitens der Opposition auslöste.
Die im März 2005 angekündigte Angleichung der Gaspreise für die Ukraine an das außerukrainische Niveau in Europa führte im Dezember 2005 zum russisch-ukrainischen Gasstreit. Teilweise wurde die russische Preispolitik als Reaktion Putins auf die Orange Revolution im Nachbarland gewertet, was Russland bestritt. Später betrieb Moskau auch bei verbündeten Staaten wie Belarus Preisanpassungen.
Am 17. November 2005 eröffnete Putin zusammen mit dem türkischen Ministerpräsidenten Recep Tayyip Erdoğan und dem italienischen Ministerpräsidenten Silvio Berlusconi in Samsun (Türkei) die russisch-türkische Erdgaspipeline Blue Stream. Putin baute die Machtstellung Russlands weiter aus und nutzte dabei die Energienachfrage in Europa. Am 21. Oktober 2006 versicherte er den 25 EU-Staats- und -Regierungschefs beim Gipfel im finnischen Lahti zwar, Russland sei offen für eine Energie-Partnerschaft mit der Europäischen Union, lehnte aber die vom Westen gewünschte Unterzeichnung der Energiecharta ab, nach der Russland die Kontrolle über sein Pipelinesystem an die Europäer hätte abtreten müssen.
In seiner Rede auf der 43. Münchner Konferenz für Sicherheitspolitik 2007 warf Putin den USA ein Streben nach „monopolarer Weltherrschaft“ vor, die Nato neige zu „ungezügelter Militäranwendung“ und missachte russische Sicherheitsinteressen. Teilnehmer reagierten meist überrascht und teilweise schockiert. „Zurück zum kalten Krieg?“, titelte die BBC, um den Eindruck vieler zu beschreiben. Teils wurde diese politische Wende als neoimperial und als Misserfolg der Bemühungen Obamas um Integration Russlands gesehen.

### Zweite Amtszeit als Ministerpräsident (2008–2012)

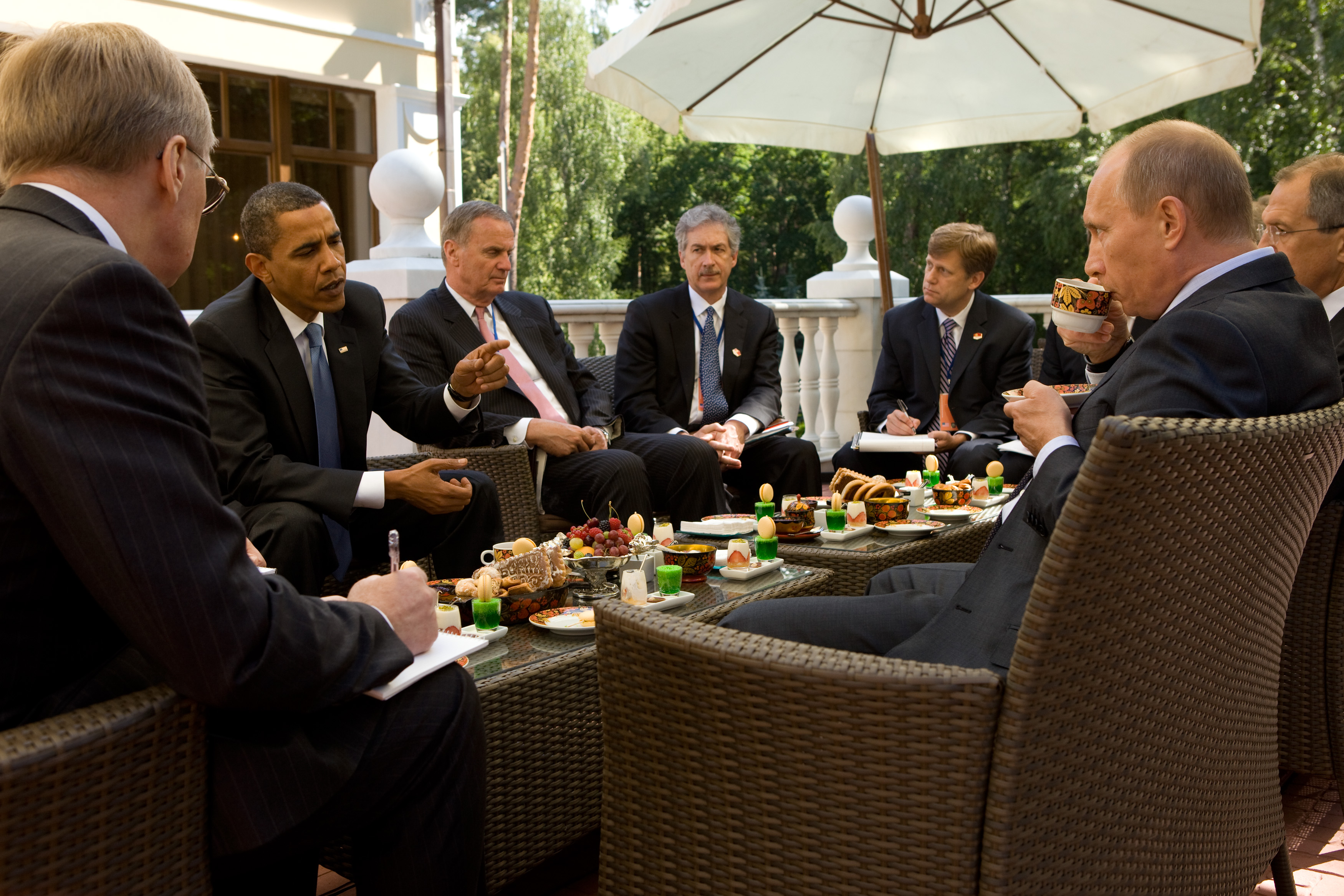
Obama und Putin

Am 15. April 2008 wurde Putin zum Vorsitzenden der ihn unterstützenden Partei Einiges Russland gewählt, ohne dort selbst Mitglied zu sein. Am 7. Mai 2008 löste ihn der ehemalige Gazprom-Aufsichtsratschef Dmitri Medwedew, ein Freund und früherer Kollege aus der Petersburger Stadtverwaltung, im Amt des russischen Präsidenten ab. Einen Tag nach der Amtseinführung Medwedews, der die Präsidentschaftswahl am 2. März klar gewonnen hatte, wählte die Duma Putin auf Vorschlag des neuen Präsidenten mit 87,1 Prozent der Stimmen zum neuen Regierungschef. Dieses Amt war zuvor von Putin selbst aufgewertet worden, unter anderem konnte er nun die Gouverneure kontrollieren. Außerdem hatte er seine Position gegenüber dem Präsidenten durch den kurz zuvor übernommenen Vorsitz der Regierungspartei gestärkt. Am 12. Mai 2008 wurde das Kabinett Putin II durch Medwedew vereidigt.
In seiner zweiten Amtszeit als Ministerpräsident hatte Putin (gegenüber dem damaligen US-Präsidenten George W. Bush) im Jahr 2008 erklärt, dass es sich bei der Ukraine „noch nicht mal um ein richtiges Land“ handele.
Am 24. September 2011 kündigte Putin bei einem Parteitag von Einiges Russland an, 2012 wieder als Staatspräsident zu kandidieren. Zuvor hatte der bisherige Präsident Medwedew ihn für diese Wahl vorgeschlagen. Der Parteikongress nahm den Vorschlag mit großer Mehrheit an.

### Dritte Amtszeit als Präsident (2012–2018)

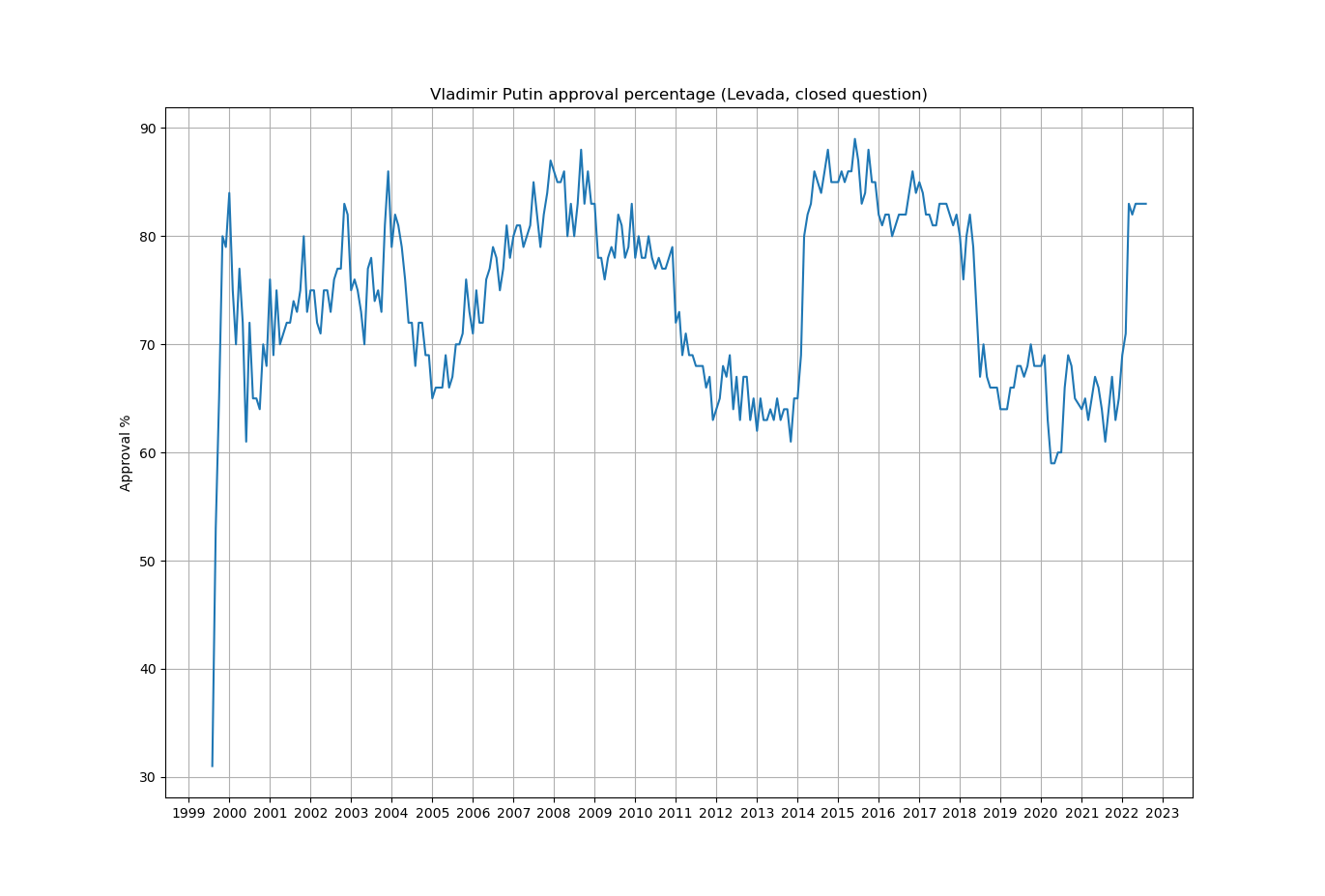
Putins Zustimmungswerte von 1999 bis 2022 (laut dem Lewada-Zentrum)

Die Präsidentschaftswahl am 4. März 2012 gewann Putin im ersten Wahlgang, die Amtsübernahme erfolgte am 7. Mai 2012. Die Amtszeit des russischen Präsidenten war bereits 2010 auf 6 Jahre verlängert worden. Putin vereidigte Ministerpräsident Dmitri Medwedew und dessen erstes Kabinett am 21. Mai 2012.

#### Veränderung des Systems
Nach den mutmaßlich gefälschten Wahlen der Duma sowie nach der Wahl und auch am Vortag der Amtseinführung fanden in Moskau Massenkundgebungen gegen Putin statt. Das politische Regime wurde verschärft; es wurde bereits verhaftet, wer sich mit einer anderen „protestierenden“ Person traf; jede andere Protestform als ein Einzelprotest wurde verboten, Geldstrafen für Teilnahmen an nicht genehmigten Demonstrationen wurden um ein bis zu 150-faches erhöht. Gleichzeitig war die Beliebtheit Putins bis 2013 zusammen mit dem wirtschaftlichen Optimismus zurückgegangen. Von der Annexion der Krim profitierte der Kreml, der alle Kosten auf Russland als Ganzes abwälzte und sich selbst den Gewinn sicherte, so der St. Petersburger Politologe Dmitrij Trawin 2017.
Laut Julia Smirnova ließ Wladislaw Surkow, die graue Eminenz des Kremls, im Rahmen der „gelenkten Demokratie“ künstliche Parteien und (Jugend-)Bewegungen zur Unterstützung Putins entstehen. 2015 wurde in Moskau organisiert gegen den Maidan, den Regierungswechsel in der Ukraine, „demonstriert“; eine mögliche Demokratisierung der Ukraine wäre nach Ansicht mancher Beobachter eine Gefahr für das System Putin, dies sei der Hauptgrund für die Destabilisierung der Ukraine durch Russland. Die Hetze gegen Oppositionelle wurde in den Staatsmedien geschürt, Andersdenkende wurden als Vaterlandsverräter angeprangert und systematisch verleumdet. Währenddessen verblieb nach Meinung Galina Schirschinas, der Bürgermeisterin von Petrosawodsk (2015) mit der Kommunalpolitik ein einziger Bereich, in welchem die Opposition nicht komplett verdrängt war.
Nach vielen Jahren glänzender Zahlen konterte Putin in der jährlichen Sendung Direkter Draht 2015 Fragen mit „Durchhalteparolen, selektiven Statistiken und Tiraden gegen den Westen“. Er erwähnte Experten, welche den Tiefpunkt der Krise mit einer Inflation von 11,4 Prozent schon überstanden zu haben glaubten.
Im April 2015 entließ Putin wegen steigender Preise den Landwirtschaftsminister Nikolai Fjodorow, welcher die Aufgabe gehabt hätte, die russischen Einfuhrsanktionen gegen den Westen in einen Vorteil für die russische Landwirtschaft zu verwandeln.
Im Mai 2015 fand noch rund ein Viertel der Russen, dass sich positive Veränderungen ereignet hatten. Die Bereitschaft sank, die Einschränkungen wegen eines „äußeren Feindes“ zu akzeptieren.
Im Sommer 2015 nahm Putin personelle Korrekturen vor, mit denen er sich gemäß Leonid Berschidski, dem vormaligen ersten Chefredakteur von Wedomosti, „von der geschaffenen Oligarchie“ zu distanzieren suchte. Die Prioritäten zwischen Putin und seinen Mitstreitern deckten sich nach der Annexion der Krim 2014 und der gesuchten neuen globalen Rolle nicht mehr, schrieb eine Direktorin der Moskauer Carnegie-Stiftung. Mit Wladimir Jakunin ging überraschend ein enger Vertrauter Putins aus einem Staatsamt ab. Im August 2016 wechselte Putins Präsidialamtschef Sergei Iwanow auf eine weit weniger einflussreiche Position als Sonderbeauftragter für Naturschutz und Transport. Auf weitere ranghohe Posten rückten jüngere Vertreter russischer Geheimdienste nach. Die Macht verschob sich damit von der Bürokratie zum Präsidenten. Im Sommer 2016 wurden vier regionale Gouverneure, vier Distriktvorstände und ein Direktor einer Zollbehörde ersetzt. Zu einer weiteren Umverteilung der Macht hin zum Präsidenten hatte auch die Schaffung der Nationalgarde im April 2016 beigetragen, gemäß Gleb Pawlowski eine „Machtdemonstration“, ein „Disziplinierungsorgan“ gegenüber potenziell illoyalen Personen seiner Umgebung in der Benennung durch Fabian Thunemann; die Mehrheit der Autokraten wird nicht durch Sozialproteste, sondern durch Staatsstreiche zu Fall gebracht. Auf Wedomosti wurde die Schaffung der direkt dem Präsidenten unterstellten Nationalgarde als Reaktion auf die Erkennung eines neuen „inneren Feindes“ erklärt.
Im März, Mai und Juni 2017 protestierten Zehntausende Menschen gegen Korruption und gegen Putin. Im März und Juni wurden jeweils über 1000 Personen in verschiedenen Städten verhaftet. Die Nowaja gaseta kommentierte, dass es sich beim Juni-Protest um einen denkwürdigen Tag handelte, eine neue Ära des Zivilprotestes: Es seien Menschen auf die Straße gegangen, „um in einem normalen Land zu leben, wo Bürgeranliegen höher wögen als geopolitischer Erfolg“. Nach den Protesten im März waren Teilnehmer wegen frei erfundener Vergehen in Haft gekommen und es wurden teilnehmende Schüler von ihren Schulen als Staatsfeinde dargestellt.
Die Wiederwahl Putins 2018 galt von vornherein als sicher. Das Problem der Legitimität des Präsidenten ergab sich laut Beobachtern gerade aus dem Fehlen von Alternativen und aus der politischen Apathie der Bevölkerung aufgrund dieser Unveränderlichkeit. Neben den teilweise seit Jahren üblichen Gegenkandidaten kündigte im Oktober 2017 Xenija Sobtschak ihre Kandidatur an, was die Wahl gemäß übereinstimmender Einschätzung interessanter machte: Die Erhöhung der politischen Legitimation der Wahl durch die zu erwartenden Debatten und die erwartete höhere Stimmbeteiligung war im Interesse des Kremls. Auch weil ihre Kandidatur schon einen Monat zuvor aus der Präsidialadministration leakte, wurde sie als „Kandidatur von Putins Gnaden“ oder als Spaltkandidatur für die Opposition wahrgenommen.
Während des Wahlkampfs hatte Putin am 1. März als Höhepunkt seiner Reden neue „unvergleichliche“ Waffen vorgestellt, welche von Politikern und Kirchenvertretern mit Standing Ovations bejubelt wurden. Zuvor hatte er versprochen, die Armut zu halbieren und die Lebenserwartung auf über 80 Jahre zu steigern, sowie ein jährliches Produktivitätswachstum von fünf Prozent bei geringerem Staatsanteil an der Wirtschaft und gleichzeitig mehr Freiheiten für Unternehmen angekündigt. Der Tages-Anzeiger kommentierte, dass fast in allen genannten Bereichen in den vergangenen Jahren das Gegenteil passiert sei.

#### Wirtschaft
Von 2011 bis 2015 ging die Wirtschaftsleistung in Russland zurück. Im Zuge der Sanktionen und Gegensanktionen im Rahmen des von Russland alimentierten Krieges in der Ukraine sank das Bruttoinlandsprodukt, während die Jahresteuerung im Jahr 2015 in mehreren Monaten (im Jahresvergleich) jeweils Werte um die 16 Prozent erreichte. Die russischen Renten verloren im Monat Juli 2015 real vier Prozent des Werts.
Nach der Verschlechterung der Beziehungen zum Westen ging Russland im Mai 2014 einen langfristigen Liefervertrag mit China ein, bei dem das Staatsunternehmen Gazprom für 30 Jahre Erdgas an die Volksrepublik China liefern soll. Durch die Abwertung des Rubels im Herbst 2014 stellte sich heraus, dass die notwendigen Investitionen zur Vertragserfüllung die Marktkapitalisierung des Staatskonzerns um das Doppelte übersteigen könnten. Weitere Verträge mit China betrafen den Versuch eines Verkaufs von hundert Superjet 100 sowie den Bau der Hochgeschwindigkeitsbahn zwischen Moskau und Kasan durch China.
Alexander Busgalin vertrat 2018 die These, dass die Entstehung einer Hightech-Industrie in Russland eine deutliche Stärkung der Zivilgesellschaft und somit eine soziale Machtverschiebung nach sich ziehen würde. Eine solche wirtschaftliche Entwicklung sei von der herrschenden („feudalen“) Schicht von Oligarchen und Bürokraten (welche für ihn ineinanderfließen) darum definitiv nicht erwünscht.

#### Außenpolitik
Schon im April 2013 hatte der Russland-Korrespondent der Zeitung Die Zeit geschrieben: „Mit dem Westen hat Russland also vorerst abgeschlossen. Die Politik einer Annäherung an Europa, die in den neunziger Jahren in West und Ost – wenn auch halbherzig – noch verfolgt wurde, ist längst vergessen.“ Gemäß der Analyse einer Autorengruppe der Zeit im November 2014 wolle Putin die gesamte Macht- bzw. Einflusssphäre Russlands ausbauen.
Ab November 2013 erhöhten die Ereignisse auf dem Euromaidan in der Ukraine die Spannungen mit dem Westen. Die Proteste waren entstanden, nachdem Wiktor Janukowytsch, der enge Beziehungen zu Russland pflegte, sich – auf Putins wirtschaftspolitischen Druck hin – geweigert hatte, das verhandelte Assoziationsabkommen mit der EU zu unterzeichnen. Auf die Euromaidenproteste folgte die Annexion der Krim durch Russland sowie der nachfolgende russische Krieg in der Ukraine seit 2014. Angela Merkel sprach von Kräften, die „die Stärke des Rechts missachten“, und nannte die „völkerrechtswidrige Annexion“ der Krim „altes Denken in Einflusssphären, womit internationales Recht mit Füßen getreten wird“. Zum ersten Mal seit dem Zweiten Weltkrieg gliederte sich mit Russland unter Putin im Jahre 2014 ein „europäischer Staat völkerrechtswidrig das Gebiet eines souveränen Nachbarstaates ein“, brach somit mit der Charta von Paris und anderen Verträgen und verletzte somit offen die europäische Friedensordnung. Noch im selben Jahr entstand mit dem Normandie-Format eine bis zum Jahr 2022 bestehende Konferenz auf Regierungsebene zwischen Russland, der Ukraine, Deutschland und Frankreich, um über den Krieg im Donbass zu verhandeln.
Auch aufgrund der daraufhin verhängten Sanktionen gegen Russland war Ende 2014 der Kurs des Rubels drastisch gesunken, wofür Putin neben dem gefallenen Ölpreis das Ausland verantwortlich machte. Anlässlich seiner Jahrespressekonferenz 2014 machte er dem Westen zahlreiche Vorwürfe, ebenso bei einer großen Veranstaltung am Jahresende 2014. Für die Russlandpolitik der Obama-Regierung waren mehrheitlich Frauen zuständig. Diesen Umstand deutete Putin als absichtsvollen Versuch, ihn zu demütigen, so der bulgarische Politologe Ivan Krastev, der Putin in Sotschi traf.
Unter Putins Führung unterstützt der Kreml rechtsextreme und rechtspopulistische Parteien in Ländern West- und Osteuropas. Im September 2014 gewährte eine russische Bank, die einem Vertrauten Putins gehört, dem Front National einen Kredit von 9,4 Millionen Euro. Der Kreml hatte schon im März 2014 sechs Tage vor dem Krim-Referendum um Unterstützung durch den Front National gebeten und eine finanzielle Vergütung in Aussicht gestellt. Putin hatte Marine Le Pen und andere Vertreter rechter europäischer Parteien nach Moskau eingeladen, um von dort aus das Krim-Referendum zu beobachten. Der Front National, die österreichische FPÖ und die britische UKIP bezeichneten die Annexion der Krim durch Russland als legitim. Im März 2015 trafen sich auf Einladung der Putin nahestehenden Partei Rodina Vertreter der griechischen Chrysi Avgi, der British National Party und der deutschen NPD in Russland, um den Erhalt „traditioneller Werte“ wie Familie und Christentum zu besprechen. Darüber hinaus unterhält der Kreml Kontakte zur Jobbik-Partei in Ungarn, der Slowakischen Nationalpartei und der Ataka in Bulgarien. Durch die Unterstützung rechtsextremer Kräfte in EU-Staaten soll die Europäische Union geschwächt werden, der Putin die „eurasische Union“ unter der Führung Russlands entgegensetzen möchte. Antiamerikanismus und eine ablehnende Haltung gegenüber der Europäischen Union und ihren Werten haben Putin und die Vertreter rechter Parteien gemeinsam. Auf Zustimmung in rechtspopulistischen Kreisen trifft auch Putins kultureller Konservatismus, der sich beispielsweise in der Verabschiedung von Gesetzen gegen „homosexuelle Propaganda“ äußert. Le Pen lobte Putin dafür, dass er sich nicht der „internationalen Homo-Lobby“ unterwerfe, und bezeichnete Putin als Verteidiger des „christlichen Erbes der europäischen Zivilisation“.
Am 5. November 2014 verteidigte Putin vor jungen Wissenschaftlern und Geschichtslehrern den Hitler-Stalin-Pakt und kritisierte Polen.
In einer Pressekonferenz im Mai 2015 wiederholte er seine Interpretation.
Zum 75. Jahrestag des Sieges im Zweiten Weltkrieg im Jahr 2020 veröffentlichte er einen Essay, nach dem nicht der Molotow-Ribbentrop-Pakt, sondern die Appeasement-Politik der Westmächte Hauptauslöser für den Krieg gewesen sei. Dem Historiker Timothy Snyder zufolge zielen Putins geschichtliche Erklärungen auf die Spaltung Europas. Als im Juli 2015 im Sicherheitsrat der Vereinten Nationen über eine Resolution abgestimmt wurde, die das Massaker von Srebrenica als Völkermord verurteilt hätte, legte Russland gegen die Resolution ein Veto ein.

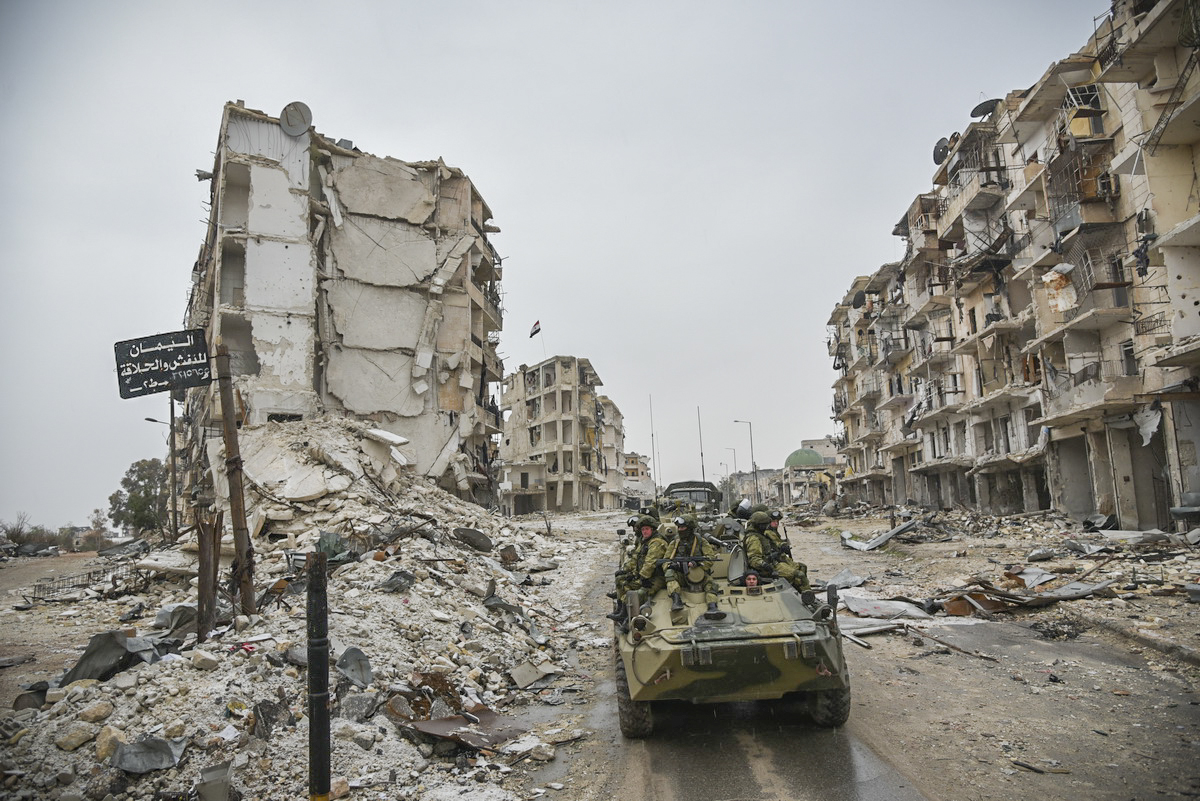
Russische Soldaten im Rahmen des von Putin befohlenem Kriegseinsatzes in Syrien in Aleppo, Dezember 2016

Im Jahr beschloss Putin, den syrischen Präsidenten Baschar al-Assad im syrischen Bürgerkrieg mit einem Militäreinsatz in Syrien zu unterstützen. Die militärische Kampagne wurde gleichzeitig als Versuch gesehen, sich aus der internationalen Isolation aufgrund der Aggression in der Ukraine zu befreien.
Als Leitfaden solcher Aktivität wurde die Angst Putins davor genannt, das gleiche Schicksal wie andere gestürzte Präsidenten zu erleiden. Durch den Kriegseinsatz in Libyen hat Putin eine europäische Flüchtlingskrise angeschürt, mit einer großen Flüchtlingswelle in die unmittelbaren Nachbarländer und nach Westeuropa.
2016 wies der langjährige, ehemalige (bis 2005) Wirtschaftsberater russischer Regierungen Illarionow darauf hin, dass die Goldkäufe Russlands Anfang 2016 „alle Rekorde gebrochen“ hätten. Dies, bei gleichzeitigem wirtschaftlichem Stillstand, weise auf die Vorbereitung einer Langzeitkonfrontation hin, welche schon mit dem Beginn der Aufrüstung im Jahr 2010 begonnen hätte. So gesehen wären die militärischen Konfrontationen mit Georgien (2008) und der Ukraine (2014) keine zufälligen Aktionen gewesen.

#### Innenpolitik
Im Jahr 2017 unterzeichnete Putin ein Gesetz zur Entkriminalisierung häuslicher Gewalt in Russland.
Mit der Schaffung der Nationalgarde sei „dem Leibwächter Putins eine Organisation mit 340.000 Männern unterstellt worden“. Sie diene dem Schutz des Kremls vor politischen Gegnern.

### Vierte Amtszeit als Präsident (2018–2024)

#### Vierte Amtszeit

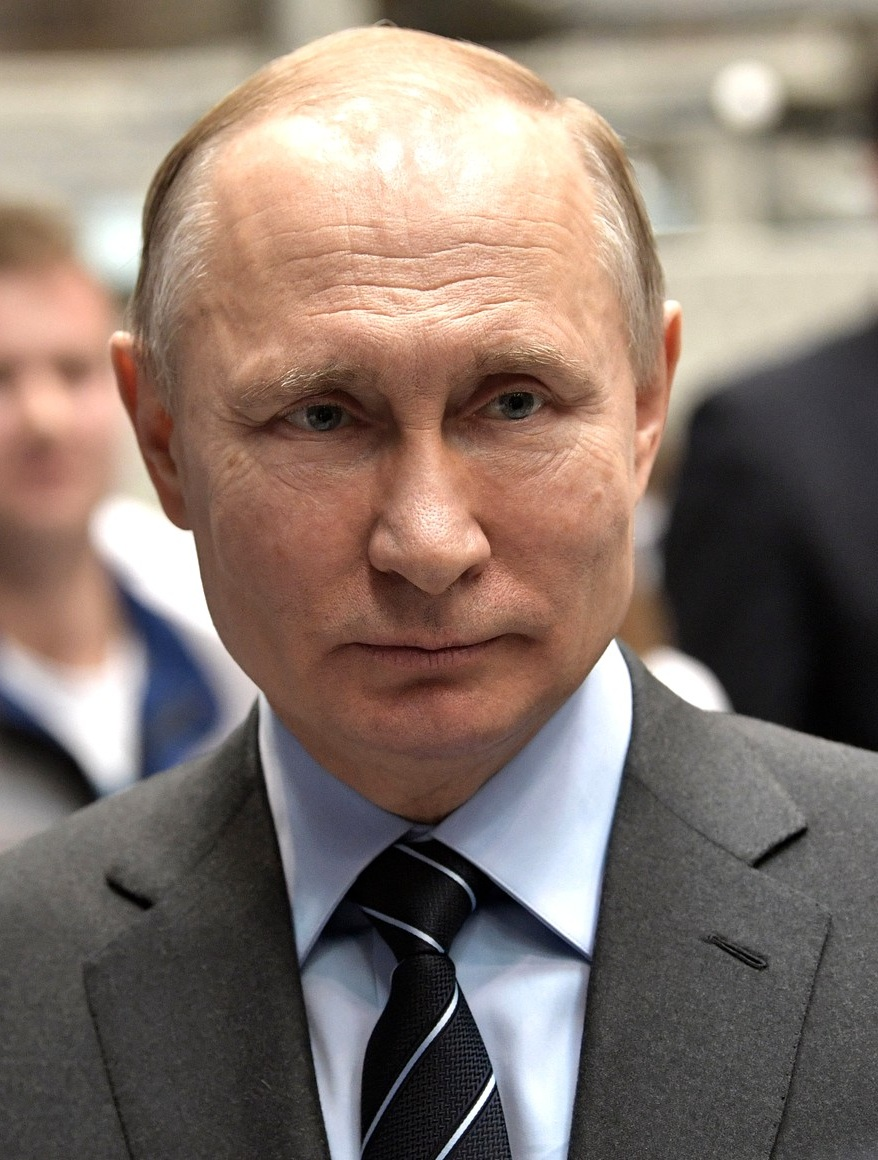
Putin (2019)

Bei der Präsidentschaftswahl am 18. März 2018 gewann Putin mit 76,6 Prozent der Stimmen und wurde am 7. Mai 2018 für seine vierte Amtszeit vereidigt. Oppositionsnahe Wahlbeobachter meldeten rund 3.000 Manipulationsversuche, unter anderem das Mehrfacheinwerfen von Stimmzetteln. Nach der Wahl kommentierte Witali Schkljarow, dass Putin nun noch weniger Verpflichtung habe, Entscheidungen zu erklären und zu rechtfertigen. Im Vergleich zur kollektiven Führung der Sowjetunion sei ein gänzlich auf Putin ausgerichtetes System noch mehr dazu verdammt, möglichst regungslos zu verharren.
Putin vereidigte Ministerpräsident Dmitri Medwedew und dessen zweites Kabinett am 18. Mai 2018.
Direkt nach Amtsantritt veröffentlichte das Lewada-Zentrum eine Umfrage zum Befinden Russlands; die wichtigste Errungenschaft der vorangegangenen Amtszeit war demnach die Erringung einer Großmachtstellung. Das Hauptanliegen der Befragten war eine Verbesserung der Einkommensverteilung. Dieser Punkt stieg auch um 6 Prozent an seit der Umfrage von 2015. Der größte Sprung (eine Verdoppelung) erfolgte beim Anliegen der Erhöhung der Löhne, Renten, Stipendien und Sozialleistungen. Die Regierung hatte es bis 2018 nie gewagt, das Renteneintrittsalter, welches Stalin im Jahr 1932 festgelegt hatte, zu erhöhen – die Renten, welche Frauen ab 55 Jahren, Männer ab 60 Jahren erhalten, sind jedoch so niedrig, dass sich viele in der Schattenwirtschaft Geld dazuverdienten. Gleichzeitig fehlten dem Arbeitsmarkt Arbeitskräfte.
Bei der unpopulären Maßnahme der Erhöhung des Rentenalters 2018 wurde die Regierung vorgeschoben, die „die Prügel dafür einstecken“ musste. Mehrere Wochen demonstrierten die Menschen in ganz Russland gegen diese Erhöhung. Die Zustimmungsraten Putins stürzten trotzdem ab wie 2012, das übliche System „schlechte Bojaren, guter Zar“ funktionierte also nicht. Lew Gudkow schrieb, der Krim-Effekt sei im Sommer 2018 verpufft, als das Rentenalter erhöht wurde. Zwar könne Putins Beliebtheit dank der umfassenden Propaganda kaum unter 60 Prozent fallen, aber die große Mehrheit der Befragten sei doch überzeugt, dass Putin für den Machtmissbrauch verantwortlich sei, den die Opposition den Regierenden vorwirft: Die Erhebungen unterschieden sich in „Zustimmung“ zur Politik und in „Vertrauen“. Das Vorschieben von Regierung und Parlament war auch notwendig, weil Putin in früheren Jahren versichert hatte, das Rentenalter niemals anzuheben.
Die Verringerung der Armut zählte im Frühjahr 2019 zu einem der Fünfjahresziele des Präsidenten Putin: Fast 19 Millionen Russen galten als arm, das entsprach 12,9 % der Bevölkerung. Im Herbst 2021 wurde zur Bestimmung von Armut eine neue Berechnungsgrundlage eingeführt, womit die Zahl der Armen schlagartig um 2,8 Millionen sank.

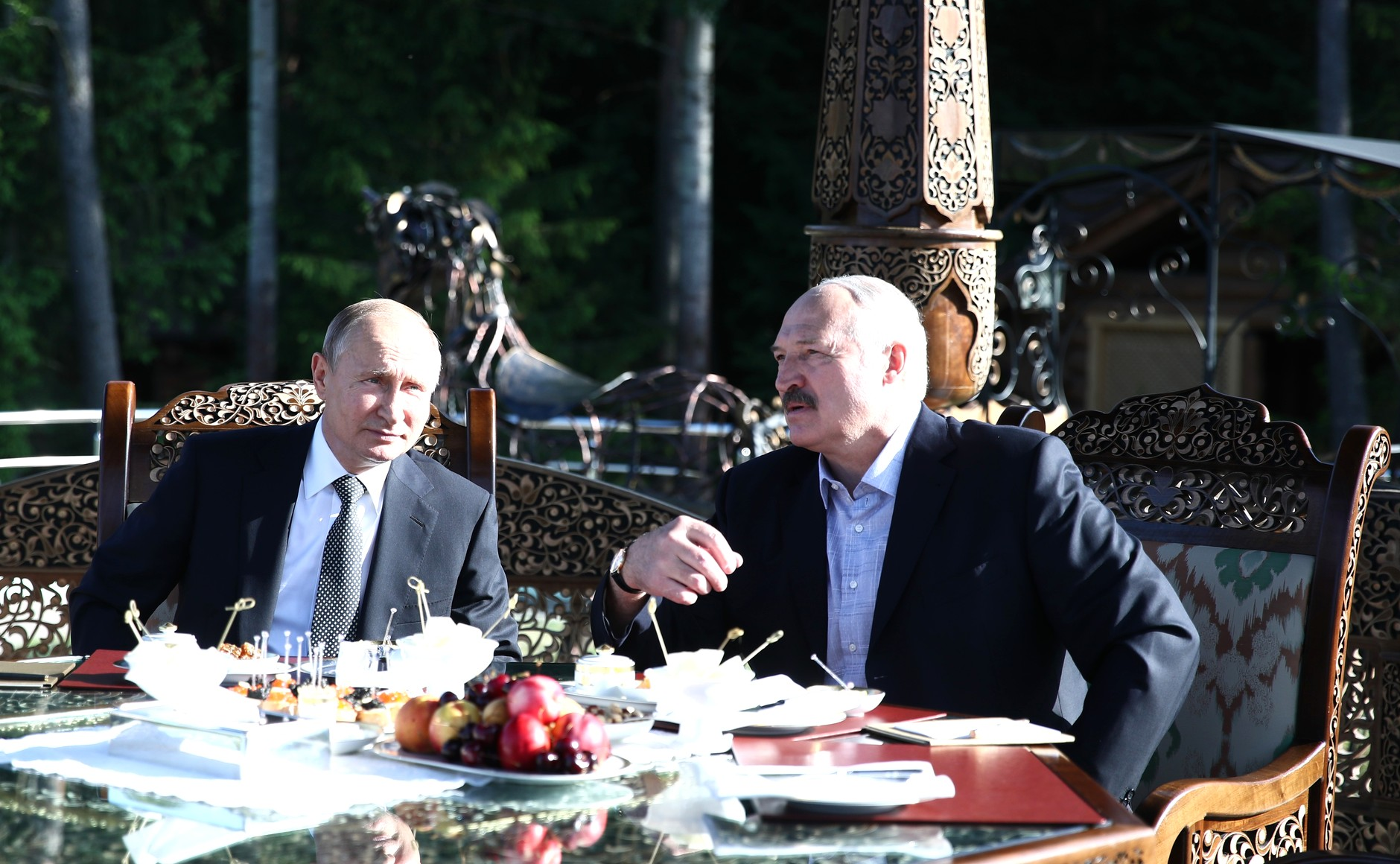
Putin im Gespräch mit dem belarussischen Staatspräsidenten, Diktator Aljaksandr Lukaschenka, 2019

Im Jahr 2019 führte Putin mit dem belarussischen Präsidenten Aljaksandr Lukaschenka Gespräche über die Vereinigung beider Länder zu einem Unionsstaat. Hatte sich Lukaschenka im September 2019 noch zustimmend dazu geäußert, vertrat er zwei Monate später eine gegenteilige Meinung und ließ Demonstrationen in Belarus zu, die sich gegen die Vereinigung mit Russland richteten. Putins Unionsbestrebungen wurden auch als Versuch gedeutet, die Beschränkung seiner Amtszeit, welche bis 2024 ging, zu umgehen.
Im Juni 2023 befehligte Jewgeni Prigoschin, der seit 2001 Kontakt zu Putin hatte, einen zweitägigen Aufstand der Gruppe Wagner, mit dem angeblichen Ziel, den russischen Verteidigungsminister Sergei Schoigu und den Chef des russischen Generalstabs, Waleri Gerassimow gewaltsam von ihren Positionen zu entfernen. Vorausgegangen waren Machtkämpfe, die sich während des Kriegs in der Ukraine zwischen Prigoschin (der dort mit seiner Gruppe Wagner auf Seiten der russischen Regierung kämpfte) und der Führung der russischen Streitkräfte entwickelt hatten – und in denen Putin (laut geleakten US-Geheimdokumenten) zu vermitteln versucht hatte. Inmitten des Aufstands wandte sich Putin am 24. Juni 2023 in einer Rede an die Nation, in der er u. a. Prigoschin, ohne diesen beim Namen zu nennen, des Hochverrats bezichtigte und ankündigte, die Anführer des Aufstands zur Verantwortung zu ziehen. Noch am selben Tag stoppte Prigoschin nach erfolgreicher Vermittlung des belarussischen de-facto Präsidenten Aljaksandr Lukaschenko den Vormarsch seiner Truppen auf Moskau. Im Gegenzug sicherte die russische Staatsführung Prigoschin als auch alle anderen Angehörigen der Gruppe Wagner Straffreiheit bezüglich des Aufstands zu. Wenige Tage nach dem Aufstand empfing Putin Jewgeni Prigoschin und hochrangige Angehörige der Gruppe Wagner im Kreml. Dieses Treffen wurde vom Sprecher des russischen Präsidialamts, Dmitri Peskow, bestätigt. Laut Peskow haben die Wagner-Angehörigen dem russischen Staatspräsidenten „ihre eigene Version vom 24. Juni geschildert“ und ihm zugesichert, dass sie „treue Unterstützer“ des russischen Militärs sowie des „Oberbefehlshabers“ Putin seien. Putin habe den Wagner-Angehörigen angeboten, weiter für Russland in der Ukraine zu kämpfen.

#### Außenpolitik

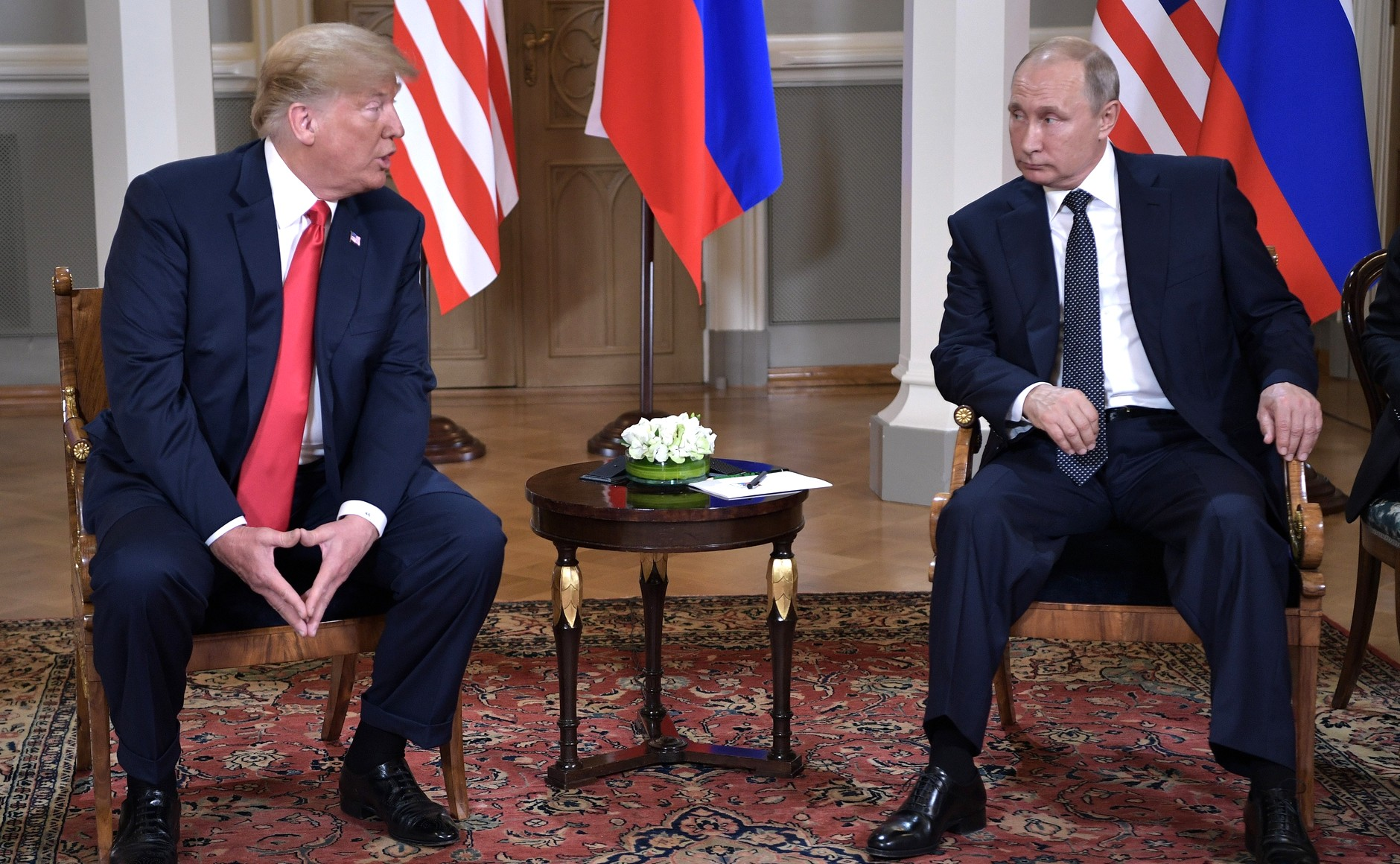
Putin beim Gipfeltreffen in Helsinki mit US-Präsident Donald Trump, 2018

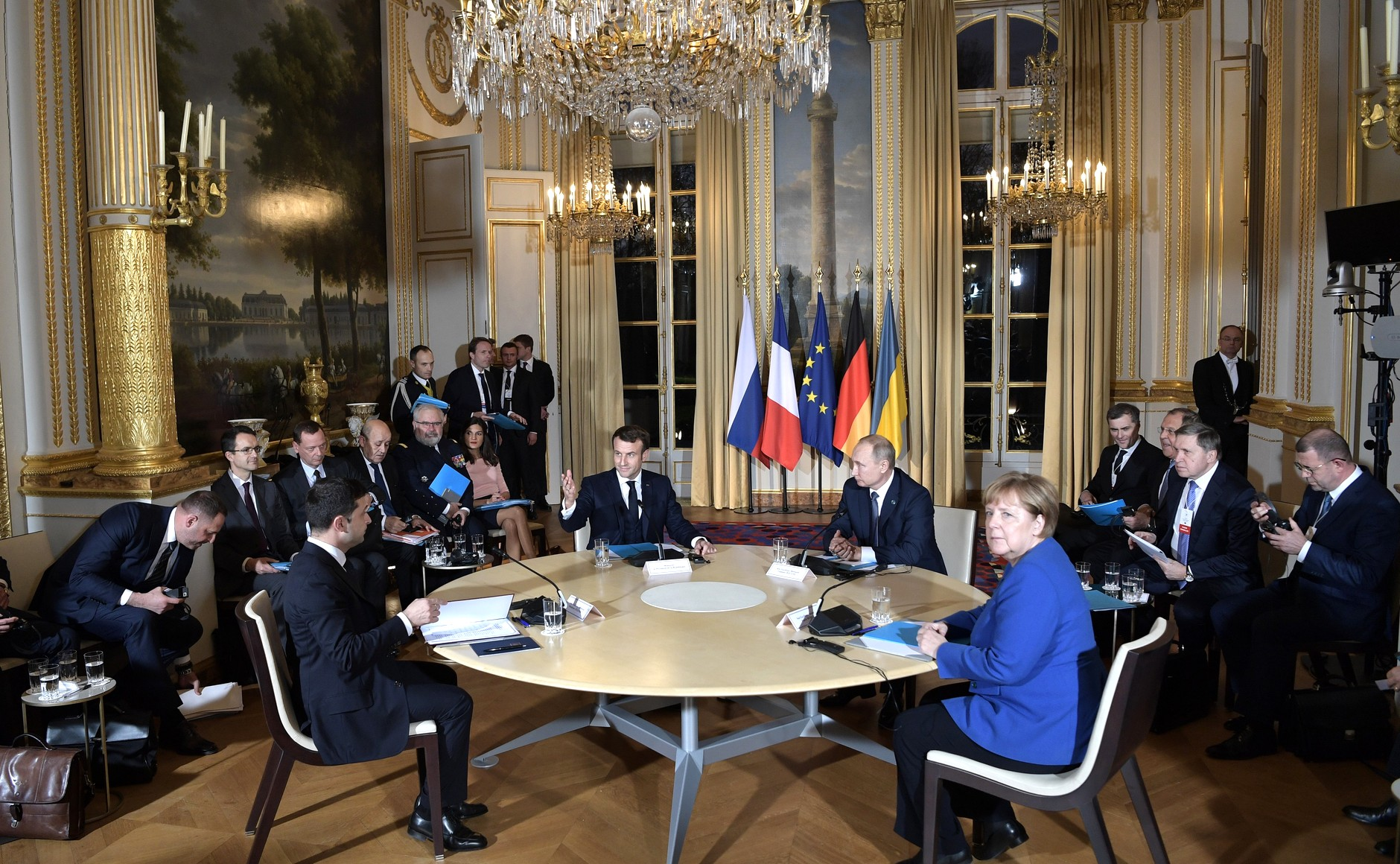
Putin mit dem ukrainischen Präsidenten Wolodymyr Selenskyj, Bundeskanzlerin Angela Merkel und dem französischen Präsidenten Emmanuel Macron im Normandie-Format, Paris, Dezember 2019

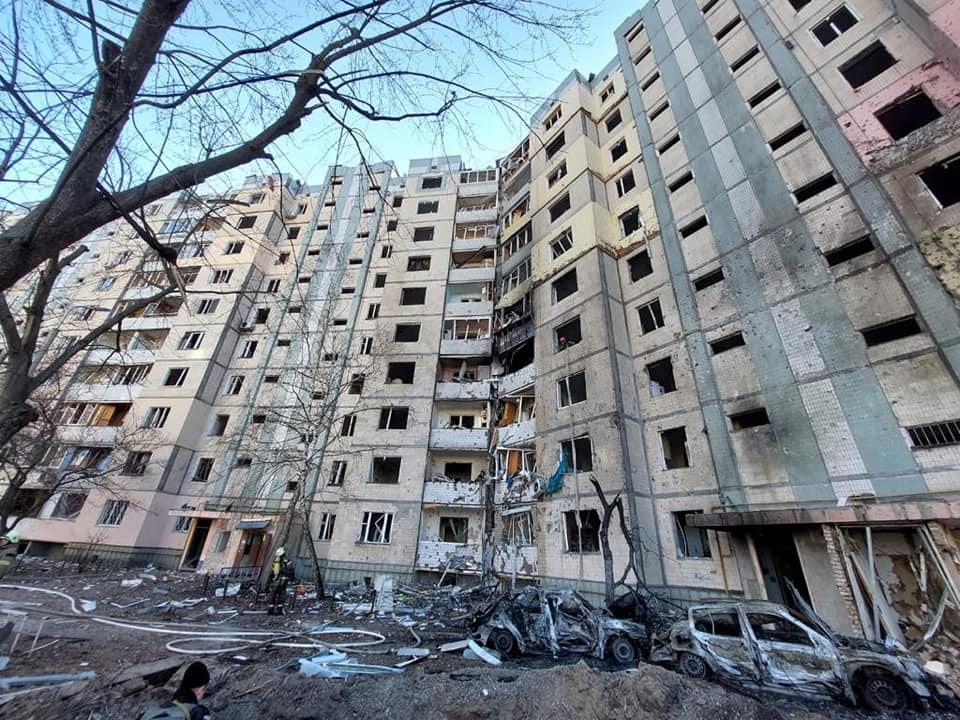
Zerstörtes Haus in Kiew infolge des von Putin verantworteten russischen Überfalls auf die Ukraine, März 2022.

Im Juli 2018, beim Gipfeltreffen in Helsinki, traf Putin erstmals den neuen US-Präsidenten, Donald Trump. Ein bis zwei Jahre zuvor hatte Russland versucht, Einfluss auf den Wahlkampf in den USA zu nehmen, um die US-Präsidentschaftswahl 2016 zugunsten von Trump zu entscheiden. Dessen erste Präsidentschaft änderte jedoch wenig an den Russisch-Amerikanischen Beziehungen; so verhängte der Kongress der Vereinigten Staaten einen Monat nach dem Treffen von Putin und Trump neue Sanktionen gegen Russland.
Durch den im September 2015 begonnenen russischen Militäreinsatz in Syrien kamen bis Ende September 2019 laut der Syrischen Beobachtungsstelle für Menschenrechte etwa 19.000 Menschen (davon ca. 8.300 Zivilisten) ums Leben. Insbesondere im Gouvernement Idlib waren hunderttausende Menschen zur Flucht genötigt. Im Juli 2020 blockierte die russische Regierung unter Putin sowie China mit einem Veto im UN-Sicherheitsrat den Fortbestand eines Großteils der UN-Hilfslieferungen von medizinischen Gütern und Nahrungsmitteln in die nicht vom syrischen Staat kontrollierten syrischen Gebiete, sodass das UN-Hilfsprogramm für Syrien nur noch eingeschränkt fortgesetzt wurde.
Im Dezember 2019 traf sich Putin auf Einladung des französischen Staatspräsidenten Emmanuel Macron mit dem im selben Jahr zum ukrainischen Staatspräsidenten gewählten Wolodymyr Selenskyj und Bundeskanzlerin Angela Merkel in Paris, um im Rahmen dieser als Normandie-Format bezeichneten Konferenz, die erstmals im Jahr 2014 unter anderer Personenbesetzung der vier Staaten stattfand, über den russisch-ukrainischen Konflikt im Donbas und die Russisch-ukrainischen Beziehungen zu sprechen.
Im Juni 2021, bei der Genfer Gipfelkonferenz, traf Putin den neuen US-Präsidenten Joe Biden, nachdem der Westen ab April 2021 mit Besorgnis die russischen Truppenaufmärsche an der Grenze zur Ukraine beobachtet hatte.
Im Jahr 2021 verstärkten sich die russischen Streitkräfte nahe der Ukraine, was dazu führte, dass die G7- und EU-Staaten Russland vor einer Invasion in die Ukraine warnten. Putin bewertete eine angebliche „Anspannung“ des Westens, die die Konzentration russischer Streitkräfte nahe der Ukraine ausgelöst habe, als Zeichen dafür, dass Russlands Einwände gegen die Nato-Osterweiterung „ernst genommen würden“, und bemerkte gegenüber russischen Beamten, dass die Anspannung aufrechterhalten werden müsse, um „langfristige rechtliche Sicherheitsgarantien“ vom Westen zu erhalten. Am 21. Februar 2022 verkündete Putin, nachdem er in einer Fernsehansprache an die russische Bevölkerung der Ukraine die Staatlichkeit bzw. Souveränität abgesprochen hatte, die von prorussischen Separatisten ausgerufene Volksrepublik Donezk und Volksrepublik Luhansk als unabhängig anzuerkennen.
Am 24. Februar 2022 befahl er einen militärischen Angriff auf die Ukraine und erklärte dies in einer Fernsehansprache. Am 25. Februar rief er die ukrainische Armee dazu auf, den Präsidenten der Ukraine, Wolodymyr Selenskyj, zu stürzen.
Im Juli 2022 erließ Putin ein Dekret, das allen Ukrainern ermöglichen soll, im Schnellverfahren die russische Staatsbürgerschaft zu erhalten.
Einen Regionalgipfel in Samarqand in Usbekistan der Shanghaier Organisation für Zusammenarbeit im September 2022 wertete Jekaterina Schulmann als für Putin „eher unangenehm“, weil der chinesische Präsident Xi Jinping „Bedenken“ im Zusammenhang mit Russlands Krieg in der Ukraine äußerte, während Indiens Premierminister Narendra Modi den Krieg als aus der Zeit gefallen nannte.
Unter Vermittlung des türkischen Staatspräsidenten Recep Erdoğan schloss Putin mit der ukrainischen Staatsführung ein Getreideexportabkommen. Nachdem das Abkommen auslief, weil Putin das Abkommen nicht weiter verlängern wollte, ließ er ukrainische Getreidespeicher bombardieren.

#### Umsetzung einer Verfassungsänderung
Am 15. Januar 2020 trat die gesamte Regierung von Premierminister Dmitri Medwedew geschlossen zurück, nachdem Putin angekündigt hatte, Änderungen an der Verfassung der Russischen Föderation anzustreben. Der Technokrat Michail Mischustin wurde auf Vorschlag Putins am 16. Januar von der Duma ohne Gegenstimme als neuer Ministerpräsident bestätigt. Dessen Kabinett wurde am 21. Januar 2020 durch Putin vereidigt.
Die Absicht zur Verfassungsänderung war zunächst so interpretiert worden, dass das Parlament künftig das Recht erhielte, einen mit mehr Befugnissen ausgestatteten Ministerpräsidenten sowie die Kabinettsmitglieder ernennen zu können, was bislang dem Präsidenten zustand. Es stellte sich heraus, dass bei diesem Vorhaben auch die Befugnisse des Präsidenten wüchsen und alle bisherigen Amtszeiten der russischen Präsidenten annulliert würden, um Putin eine erneute Kandidatur zu ermöglichen. Angekündigt wurde, dass eine Gruppe aus kremltreuen Sportlern, Künstlern und Musikern beim Entwurf der Verfassungsänderungen mitwirken würde, Ideen aus der Bevölkerung sammeln und eine breite gesellschaftliche Debatte anstoßen solle. Tatsächlich aber lagen erste Punkte schon nach wenigen Tagen zur Unterzeichnung vor der Duma.
Mitte März 2020 wurde vom Parlament mit einer einzigen Gegenstimme im Föderationsrat (Oberhaus) die Verfassungsänderung verabschiedet, welche die Zählung der Amtszeiten für Putin wieder auf Null setzte und ihm zudem mehr Rechte verschaffte. Ohne die Änderung hätte er nicht erneut kandidieren können. Zudem waren einige weitere Änderungen vorgesehen, wie etwa ein Verbot der gleichgeschlechtlichen Ehe und Anpassungen im Rentensystem. Auch die Regionalparlamente nahmen die Änderungen innerhalb kürzester Zeit an. Das Verfassungsgericht, welches in der gesamten Amtszeit Putins nie gegen die Regierung entschieden hatte, hatte ab jenem Zeitpunkt eine Woche Zeit, die Verfassungsänderung zu beurteilen, und erklärte am 16. März deren Rechtmäßigkeit. Am 18. März unterschrieb Putin das Verfassungsänderungsgesetz.
Als letzter, rechtlich nicht bindender Schritt des Verfahrens war eine für den 22. April geplante Volksabstimmung vorgesehen, durch die die Verfassungsänderung eine nachträgliche Bestätigung durch das russische Volk erhalten sollte. Die für den 22. April 2020 geplante Volksbefragung wurde wegen der COVID-19-Pandemie auf den 25. Juni 2020 verschoben und lief bis zum 1. Juli 2020. 77,9 Prozent der abgegebenen Stimmen waren für die vorgeschlagene Novellierung der russischen Verfassung, 21,27 Prozent dagegen. Die Wahlbeteiligung lag bei 67,97 Prozent. Am 3. Juli unterschrieb Putin die Verordnung über die Veröffentlichung des Verfassungstextes mit den eingetragenen Verfassungsänderungen, am 4. Juli 2020 trat sie in Kraft. Dadurch kann er theoretisch bis 2036 im Amt bleiben. Siehe: Änderungen der russischen Verfassung im Jahr 2020
Durch ein im Dezember 2020 von der Staatsduma verabschiedetes Immunitätsgesetz für ehemalige russische Staatschefs hatte Putin lebenslange Straffreiheit über das Ende seiner Amtszeit hinaus erhalten.

#### Coronavirus-Pandemie

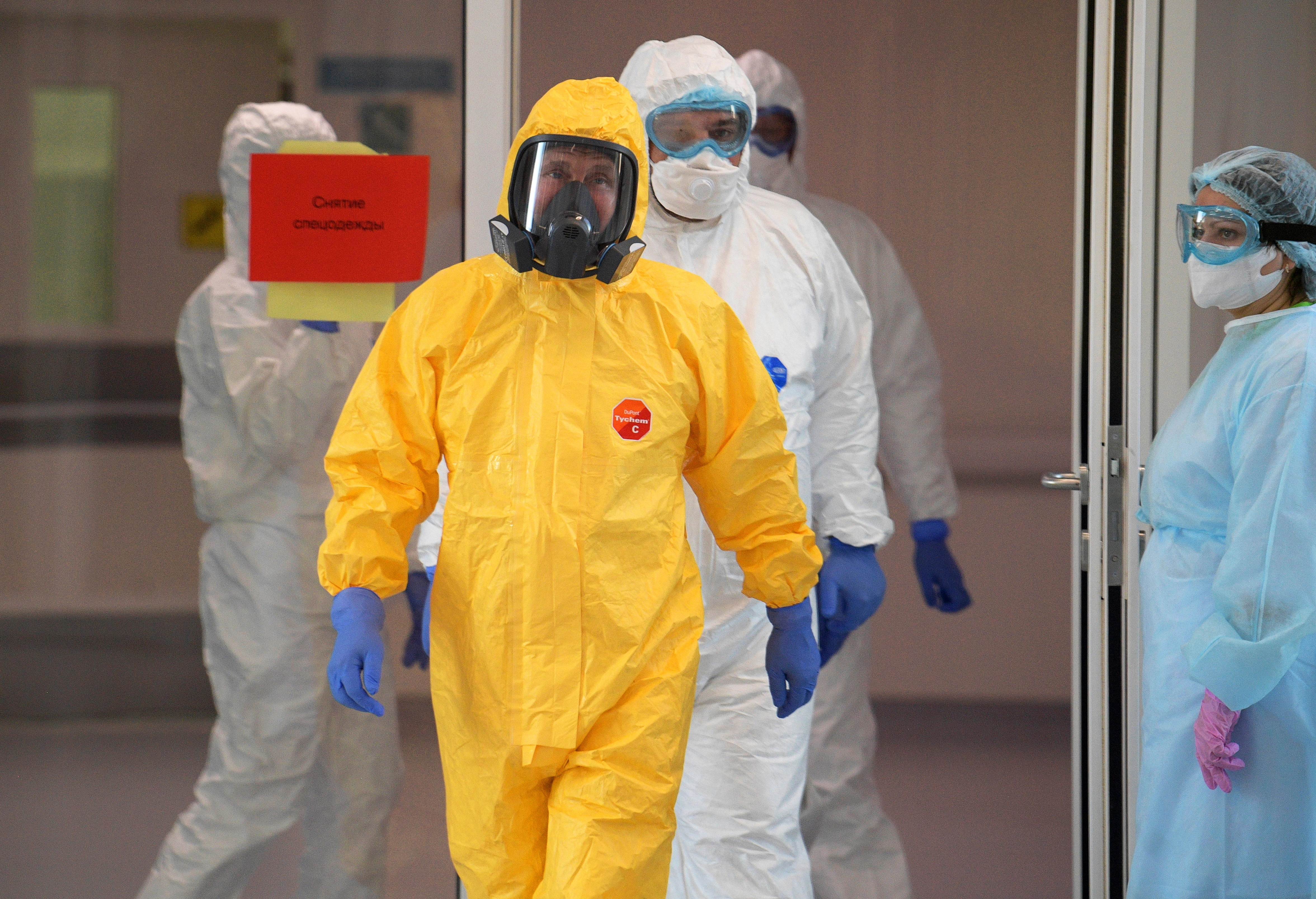
Putin besucht, in einem Chemikalienschutzanzug gekleidet, an COVID-19 erkrankte Russen in einem Krankenhaus in Moskau, März 2020.

Während der COVID-19-Pandemie in Russland war Putin einen Monat lang nicht in der Öffentlichkeit zu sehen und arbeitete von Nowo-Ogarjowo aus. Die Lösung der Krise hatte er den Gouverneuren übergeben, von denen drei daraufhin zurücktraten. In einer Rede hatte Putin die Krankheitswelle mit den Überfällen von Nomadenstämmen im 10. und 11. Jahrhundert verglichen – Russland werde auch Corona überstehen. Obschon der Staat die Durchimpfung anstrebte, ließ sich Putin nie öffentlich impfen. Der Abstand, der bei Treffen zu Putin gewahrt werden musste, wurde legendär. Wer Putin nach zwei Jahren Pandemie noch Ende September 2022 treffen sollte, musste immer noch eine Quarantänezeit absolvieren.

#### Innenpolitische Entscheidungen
Nach den Demonstrationen in Russland 2021, die infolge der Verhaftung Alexej Nawalnys in 100 russischen Städten abgehalten wurden, verstärkte Putins Regierung in der Formulierung der Nowaja gaseta die Repression gegen jeden, der illoyal erschien.
Human Rights Watch stellte fest, dass die Zahl der Organisationen und Personen, die nach dem Gesetz über „ausländische Agenten“ in Russland registriert sind, sich im Jahr 2021 verachtfacht hatte. Drei Nawalny nahestehende Organisationen wurden gar als „extremistisch“ eingestuft, „obwohl es keine glaubwürdigen Beweise“ dafür gebe, dass sie etwa zu Gewalttaten aufgerufen hätten. Journalisten, Andersdenkende und kritische Stimmen sollten zum Schweigen gebracht werden. Unter dem Kommentar „Berichterstattung: unerwünscht.“ berichtete das ZDF über die Verhaftung einer Journalistin, welche über Proteste berichtet hatte – und verhaftet angeblich zum Schutz der Jugend.
Vor der Parlamentswahl in Russland im September 2021 autorisierte Putin Zahlungen an alle Rentner sowie an Eltern für jedes schulpflichtige Kind (einmalig circa 10.000 Rubel (115 Euro)) sowie an Mitglieder von Armee, Polizei und anderen uniformierten Sicherheitskräften (15.000 Rubel (173 Euro)), so erkaufe „sich Russlands Präsident Putin die Gunst der Wähler“, kommentierte Der Spiegel.

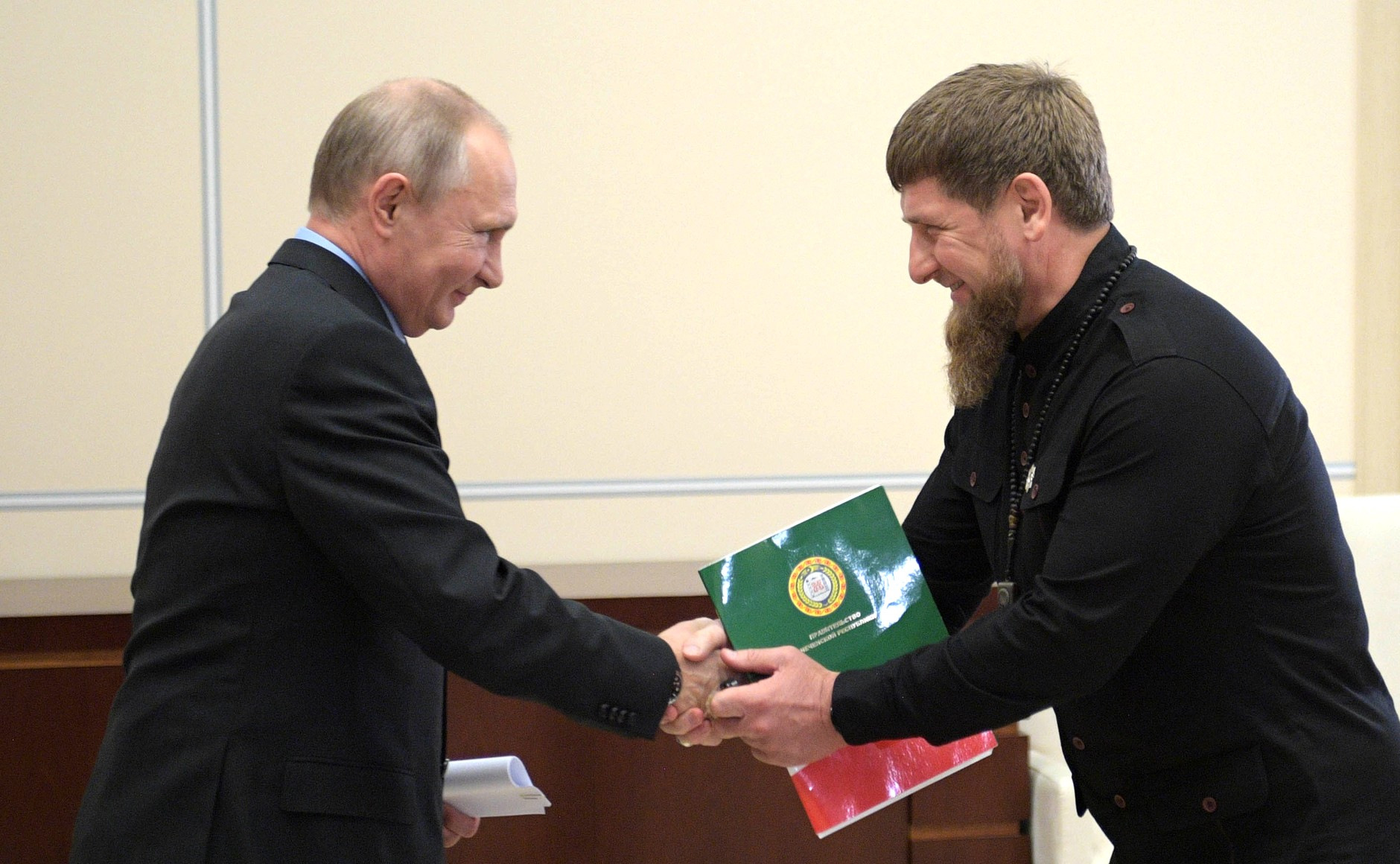
Putin mit Ramsan Kadyrow (2018)

Vor dem Hintergrund militärischer Misserfolge in der Ukraine hat Putin im Oktober 2022 laut einer russischen Whistleblowerin mehrere Maßnahmen ergriffen um einem Putsch vorzubeugen. So seien Kadyrowzy nach Moskau beordert worden. Schlüsselfiguren, die zur Machtabsicherung mit mehr Verantwortung betraut worden sein sollen, waren laut der Whistleblowerin Sergei Surowikin, Ramsan Kadyrow und Jewgeni Prigoschin.
Wenige Tage nach der Präsidentschaftswahl im März 2024 verübte der Islamische Staat einen Anschlag in Krasnogorsk, bei dem mindestens 133 Zivilisten getötet und über 145 Zivilisten verletzt wurden. Zuvor hatte Putin eine Warnung der US-amerikanischen Regierung vor einer Terrorgefahr in Russland als „offene Erpressung und die Absicht, unsere Gesellschaft einzuschüchtern und zu destabilisieren“ abgetan.

#### Geschichtsunterricht
Auf Forderung von Putin persönlich wurden mit Beginn des Schuljahres 2023/2024 in der Oberstufe die Wahlmöglichkeiten zwischen verschiedenen Geschichtslehrbüchern abgeschafft und ein nach Beginn des Überfalls auf die Ukraine erstelltes, mit Kreml-Propaganda durchsetztes, „Geschichtsbuch“ eingeführt. In der Mittelstufe soll ein neues „Geschichtsbuch“ im Schuljahr 2024/25 eingeführt werden.
In einem am 6. Februar 2024 von dem US-amerikanischen Fernsehmoderator Tucker Carlson geführten Interview behauptete Putin, dass der 1918 wieder erstandene polnische Staat die Hauptverantwortung am Zweiten Weltkrieg habe. Erst hätte Warschau mit Hitler „kollaboriert“ und sich in der Sudetenkrise 1938 geweigert, sowjetischen Streitkräften den Durchmarsch an die polnische Westgrenze zu genehmigen, um der gerade vom Dritten Reich attackierten Tschechoslowakei zu helfen. Des Weiteren sei durch den Hitler-Stalin-Pakt ein Teil des polnischen Territoriums, einschließlich der Westukraine, an Russland abgetreten worden, sodass Russland (seinerzeit UdSSR) seine historischen Gebiete zurückerhalten hätte.

### Fünfte Amtszeit als Präsident (seit 2024)

Kampagnenlogo von Putin für Präsidentschaftswahl 2024

#### Fünfte Amtszeit
Die Änderung der russischen Verfassung im Jahr 2020 erlaubte es Putin, bei zwei weiteren Präsidentschaftswahlen zu kandidieren. Ende 2023 kündigte er seine Kandidatur für die Präsidentschaftswahl 2024 im März 2024 an. Ernstzunehmende Gegenkandidaten wurden zur Wahl nicht zugelassen; Wahlbeobachter aus dem Ausland bezeichneten die Wahl als Scheinwahl und manipuliert. Putin ließ sich im Anschluss dieser Wahlen zum Sieger erklären, angeblich 87 Prozent der Wähler hätten ihre Stimme für ihn abgegeben. Er könnte nun für sechs weitere Jahre, bis 2030, Präsident der russischen Föderation sein.
Putins Vereidigung für eine fünfte Amtszeit als Präsident fand am 7. Mai 2024 statt. Drei Tage später vereidigte Putin das zweite Kabinett von Ministerpräsident Michail Mischustin.
Im August 2024 begannen ukrainische Truppen im Verlauf des Russischen Angriffskriegs gegen die Ukraine in die russische Oblast Kursk einzufallen (Kursk-Offensive 2024). Somit wurde erstmals seit dem Zweiten Weltkrieg ein Teil russischen Staatsgebiets von einer fremden Streitmacht besetzt. Nach Angaben des Institute for the Study of War scheute Putin die Ausrufung des Kriegszustandes aus politischen und ökonomischen Gründen. Befürchtet würde, dass die Ausrufung des Kriegszustandes Russland weiter destabilisiert. Daher rief die russische Staatsführung ausschließlich einen Ausnahmezustand, der am 9. August zu einem nationalen Notstand hochgestuft wurde, aus. Zugleich erklärte Putin, mit dem Start einer „Anti-Terror-Operation“ auf die ukrainischen Truppen in der Oblast Kursk zu reagieren.
Im Herbst 2024 begann Putin mit einem im Februar desselben Jahres von ihm angekündigten Programm namens „Zeit der Helden“ besonders loyale und ambitionierte Kriegsveteranen (oder deren Angehörige) aus dem Russisch-Ukrainischen Krieg einen Aufstieg in die russischen Elite zu ermöglichen. So ernannte Putin den Soldaten Artjom Schoga zu seinem Gesandten für den Föderationskreis Ural und eine Mutter eines gefallenen Soldaten zur Gouverneurin der Jüdischen Autonomen Oblast. Das im Mai 2024 gestartete Programm sieht nach Regierungsangaben vor, „Führungskräfte aus dem Kreis der Teilnehmer der militärischen Sonderoperation“ für Positionen in staatlichen und kommunalen Behörden sowie staatlichen Unternehmen auszubilden. Dies wird von westlichen Beobachtern als Versuch gewertet, die russische Elite so umzuformen, dass sie sich gänzlich mit den ideologischen Zielen des politischen Führungszirkels identifiziert und sie somit noch loyaler und den Entscheidungen der Staatsführung ergebener ist.
Im November 2024 wurde ein Dekret zur Einführung einer Sittenpolizei bekannt.
Rang 1 der Millionen Fragen an Putin beim direkten Draht 2024 war die Dauer des Krieges. Auf Rang 2 und 3 waren die Fragen der Bürger zu Rentenzahlungen und Preisanstieg.

#### Außenpolitik
Im Juni 2024 ließ sich Putin über mehrere Stunden von Vertretern von internationalen Nachrichtenagenturen befragen. Es war Putins erstes derartiges Treffen mit internationalen Medien seit Februar 2022, dem Beginn von Russland Invasion in die Ukraine. Auf die Frage, ob er mit Russland vorhabe die NATO anzugreifen, antwortete Putin, unter anderem mit Verweis auf das exorbitante Militärbudget der USA, dass dies völlig verrückt sei.
Die russisch-nordkoreanischen Beziehungen wurden nach dem Angriff auf die Ukraine deutlich ausgebaut. Diktator Kim Jong-un gehörte zu den wenigen internationalen Unterstützern der russischen Kriegsführung und lieferte Munition und Waffen an Russland im Gegenzug für Lebensmittel. Im Juni 2024 unterzeichneten Kim und Putin in Pjöngjang einen Beistandsvertrag und vereinbarten eine umfassende Zusammenarbeit. Nordkorea war das einzige Land, von dem Putin Munition in für seine Forderungen ausreichendem Maß bekommen konnte. Dafür erhielt Nordkorea neben dem Schutzmacht-Versprechen Russlands, Lebensmittel, Treibstoff und Medikamente aus Russland. Noch im selben Jahr entsandte Nordkorea nach Informationen von Geheimdiensten aus Südkorea, den USA und der Ukraine zwischen 1.500 und 12.000 Soldaten nach Russland oder entschied dies zu tun, um Russland im Kampf gegen die Ukraine zu unterstützen. Dem südkoreanischen Geheimdienst NIS zufolge wurden die nordkoreanischen Soldaten in Russland mit gefälschten russischen Pässen bzw. Identitäten und Uniformen ausgestattet.
Im Oktober 2024 war Putin Gastgeber einer BRICS-Konferenz, zu der mehr als 20 Staats- und Regierungschefs großer und kleiner Staaten nach Kasan reisten. Thema war unter anderem die Einrichtung eines alternativen, vom US-Dollar unabhängigen, Finanzsystems, das Putin anstrebt, aber das auf der Konferenz nicht entschieden wurde.
Im Dezember 2024 gewährte er Baschar Al-assad, der als Staatspräsident Jahrzehnte Syrien diktatorisch regiert hatte und der – wie Putin selbst – wegen Kriegsverbrechen vom Internationalen Strafgerichtshof gesucht wird, Asyl. Mit dem Sturz von Baschar Al-assad endete der russische Militäreinsatz in Syrien als Niederlage.

## Innerstaatliche Entwicklungen unter Putin – Abkehr von der Demokratie

### Allgemeiner Überblick
Nach Einschätzung von Politikwissenschaftlern wurden einzelne demokratische Defizite Russlands während der ersten beiden Amtszeiten Putins zunehmend zu einer „gelenkten Demokratie“ ausgebaut, welche einerseits Stabilität, besonders während der ersten Regierungszeit, andererseits aber auch eine deutliche Entdemokratisierung des politischen Systems Russlands mit sich brachte.
Russlands Wirtschaft erlebte während dieser Periode einen Aufschwung. Dieser sei jedoch zu großen Teilen auf stark gestiegene Weltmarktpreise für von Russland exportierte Rohstoffe (insbesondere Erdöl) zurückzuführen gewesen. Putin gilt zudem als Garant eines starken Staates, während für Misserfolge vor allem im wirtschaftlichen Bereich die gesichtslose Bürokratie verantwortlich gemacht wird.
Der Rückbau demokratischer Entwicklungen ging einher mit der Übernahme der Kontrolle über die Fernsehsender und einer Ausweitung des Einflussbereichs des Kremls über die Printmedien. Parallel dazu wurden die Regionen gegenüber der Zentrale in Moskau geschwächt, indem sie unter Aufsicht der Föderationskreise gestellt wurden, deren Spitzen Putin vornehmlich mit ehemaligen Geheimdienst- und Militäroffizieren besetzte. Ab 2004 wurden darüber hinaus auch die Gouverneure vom Staatspräsidenten direkt ernannt, was auch Auswirkungen auf dessen Durchsetzungsvermögen im russischen Oberhaus und damit dem Gesamtparlament hat. Die Teilnahme dem Kreml missliebiger politischer Parteien und unabhängiger Kandidaten an Wahlen wird beschränkt.
In ihrem Buch In Putins Russland (2005) schildert Anna Politkowskaja die russische Demokratie unter Putin als „Konglomerat aus mafiosen Unternehmern, den Rechtsschutzorganen, der Justiz und der Staatsmacht“. Eine Rezension der Süddeutschen Zeitung zu ihrem Buch erwähnt „die Stärkung der Geheimdienste, die Verfilzung von organisierten Verbrechen, Polizei und Justiz, die staatliche Duldung rassistischer und neofaschistischer Organisationen, die brutalen und korrupten Verhältnisse in der Armee“. Dies sei laut Politkowskaja zwar keine Analyse des Systems Putin, beschreibt aber besorgniserregende Entwicklungen in Russland.

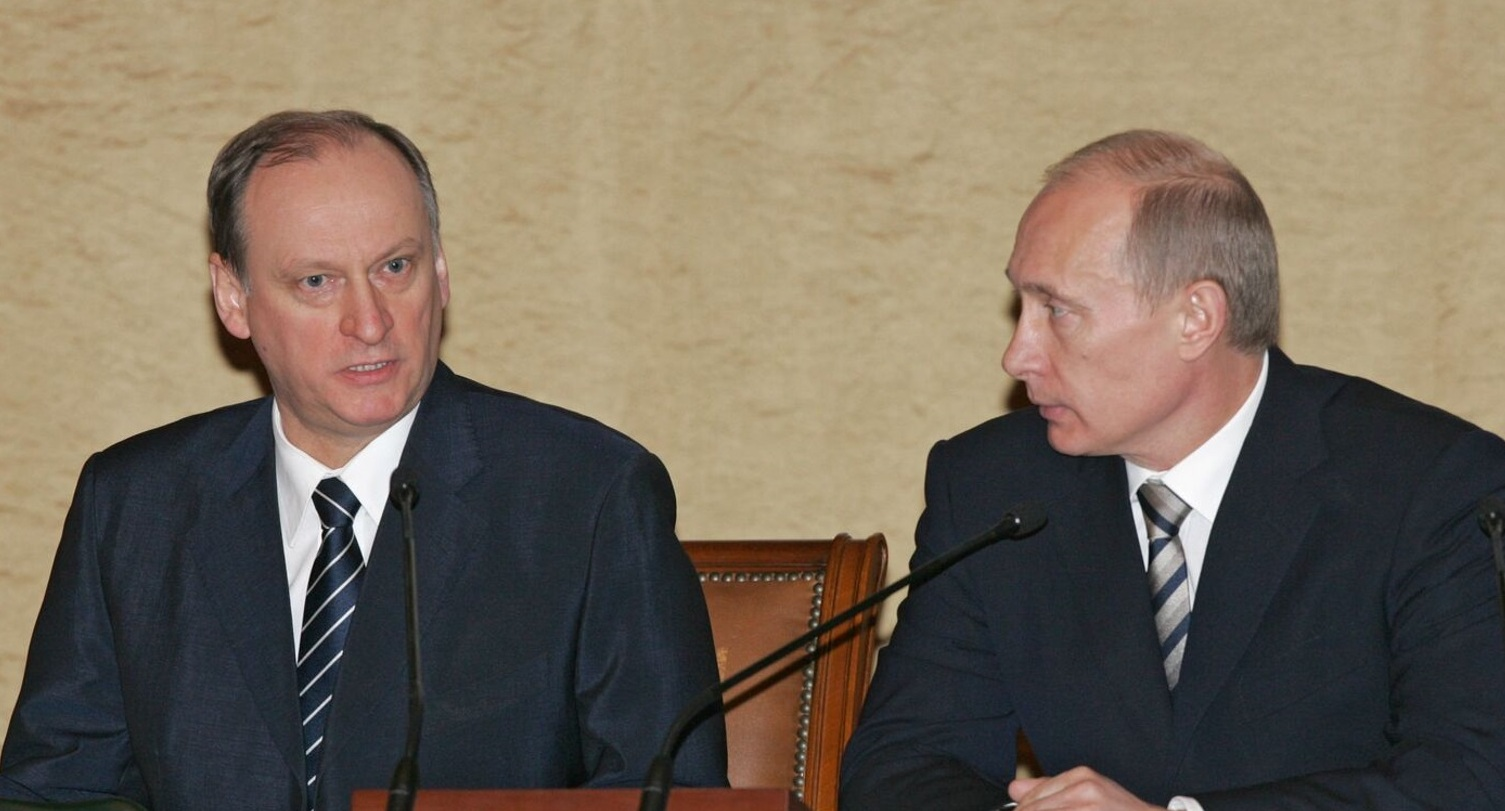
Putin mit dem Silowik Nikolai Patruschew (2008)

Der Dokumentationsfilm Putins Russland aus dem Jahre 2008 analysiert mit Hilfe verschiedener Interviews Putin und sein System. Kernthese des Films ist, dass mit Putin letztlich der KGB die Herrschaft in Russland übernommen habe. Dadurch würden auch die Methoden und Ziele des KGB wieder tonangebend, was Kontrolle aller Lebensbereiche sowie Weltmachtstreben bedeute.
Im März 2009 griff Michail Gorbatschow, der letzte Präsident der Sowjetunion, die Partei Einiges Russland und ihren Vorsitzenden Wladimir Putin ungewöhnlich scharf an. Putins Partei bestehe laut Gorbatschow aus „Bürokraten und der schlimmsten Version der KPdSU“, zudem seien laut Gorbatschow in Russland weder Parlament noch Justiz richtig frei.
Am 10. März 2010 begann die russische Opposition eine Kampagne unter dem Titel „Putin muss gehen“. Bis zum 4. Februar 2011 unterzeichneten um die 75.000 Bürger Russlands den Appell.
In einem Interview zwischen Gorbatschow und dem Radiosender Echo Moskwy Ende Dezember 2011 kam es erneut zu kritischen Äußerungen über Putin. „Zwei Amtszeiten als Präsident, eine Amtszeit als Regierungschef – das sind im Grunde drei Amtszeiten, das reicht nun wirklich“, sagte Gorbatschow und meinte ferner: „Ich würde Wladimir Wladimirowitsch raten, sofort zu gehen.“ Putins Pressesprecher Dmitri Peskow kommentierte Gorbatschows Äußerungen mit den Worten: „Ein ehemaliges Staatsoberhaupt, das seinem Land im Grunde den Zerfall brachte, gibt einem Menschen Ratschläge, der Russland vor einem ähnlichen Schicksal bewahren konnte.“ Insbesondere im Internet wird Kritik vorgebracht, obwohl die Regierungspartei Putins auch Blogger bezahlt haben soll, die Jugendorganisation seiner Partei soll ein ganzes „Netzwerk“ an Bloggern finanziert haben.
Putin selbst bezeichnete Gorbatschow, der für die Auflösung der Sowjetunion verantwortlich gemacht wurde, und Nikolaus II. als die schwächsten Figuren der russischen Geschichte. Nach Simon Sebag Montefiore ist der reaktionäre Zar Alexander III. Putins Lieblingszar, von welchem er den Satz zitiere „Ich brauche bloss zwei Verbündete, die Armee und meine Marine.“ Es entstand in Russland im Frühjahr 2014 ein politischer Diskurs um den Begriff geistig-moralische „Zivilisation“ – die Bezeichnung der neuen Nationalen Idee: „Ideologie der russischen Zivilisation“. Das Objekt dieser Idee ist die „Russische Welt“, definiert über die Bürger Russlands hinaus als „alle russischen und russischsprachigen Menschen unabhängig von ihrem Wohnort und der Staatsbürgerschaft“. Der Raum umfasst alle „mit Russland verbündeten Länder, deren Bürger die zivilisatorischen Ziele und Werte Russlands und der Russen teilen sowie Russisch sprechen wollen und die russische Kultur erlernen wollen“. Als im März 2014 fünfzigtausend Menschen gegen die Intervention auf der Krim und für Frieden demonstrierten, nannte Putin sie „nationale Verräter“.
Die US-amerikanische und die britische Regierung führten schon im März 2014 auf, was aus ihrer Sicht an Putins Aussagen nicht stimme. Die deutsche Bundesregierung wies Putins Vergleich zwischen den Ereignissen auf der Krim und der deutschen Wiedervereinigung zurück. Viele Vergleiche wurden auch mit den 1930er bis zu den 1980er Jahren angestellt, und dies nicht nur im Westen in Bezug auf die Annexion der Krim im Zusammenhang mit der Appeasement-Politik vor dem Zweiten Weltkrieg: In Russland selbst wurde Putin mit Stalin verglichen, sowohl von Gegnern als auch von Anhängern Putins. Die Propaganda Russlands im Jahr 2014 wurde als schlimmer wahrgenommen als zu Sowjetzeiten, so Wladimir Sorokin im Gespräch mit Sabine Adler 2015. Ebenso äußerten sich Christian Neef und Matthias Schepp in Der Spiegel von 2014.
Gerade die russischen Demokratiedefizite befeuerten Spekulationen während einer kompletten Absenz Putins in der Öffentlichkeit von 10 Tagen im März 2015. Auch eine Steuerung der Aufmerksamkeit der Medien wurde als Grund genannt; „Verschwörungstheorien sind in Russland zum Instrument der Machthaber geworden“. Im gleichen Jahr 2015 hatte Michail Gorbatschow voller Zuversicht geschrieben, dass die Demokratie nur auf halbem Weg, aber nicht tot sei; es brauche Bürgerbeteiligung in politischen Prozessen sowie freie Wahlen. Laut Walter Laqueur war Russland 2015 wieder eine Diktatur, „autoritär, aber nicht faschistisch“.
Im Dezember 2015 unterschrieb Putin ein Gesetz, wonach das russische Verfassungsgericht auf Antrag der Regierung Urteile internationaler Gerichte außer Kraft setzen kann. Dies zielte auf Urteile des Europäischen Gerichtshofs für Menschenrechte (EGMR), aber auch das Yukos-Schiedsverfahren.
In Russland blicke die Gesamtgesellschaft sehr skeptisch auf zivilgesellschaftliches Engagement, so eine Studie der Stiftung Wissenschaft und Politik (SWP) 2016. Stattdessen wurden in Russland NGOs diskreditiert, sobald sie sich in irgendeiner Form für politische Ziele im weitesten Sinne einsetzten, während rein karitative NGO’s vom Staat vereinnahmt wurden. Entscheidend war auch, dass „die Terminologie des Kalten Krieges in die Militärdoktrin Russlands zurück gekehrt“ sei, so Pawel Felgenhauer. Durch die Idee, ein westlicher Angriff könne jederzeit erfolgen, fand eine weitere Militarisierung der Gesellschaft statt. Jeder Bürgerprotest musste aus dieser Perspektive als Angriff der fünften Kolonne auf das Land und als Verrat qualifiziert werden. Putin könne sich als Person der „Vertikalen“ überhaupt nicht vorstellen, dass es einen horizontalen Austausch zwischen Gruppen gebe; im März 2022 bilanzierte Jörg Baberowski, in Russland gebe es „keine Zivilgesellschaft“. Sogar Wirtschaftsexperten, welche im Wettstreit mit den Silowiki gestanden hatten, waren Anfang 2022 nicht mehr in der Lage, Entscheidungen Putins zu beeinflussen. Die Elite um Putin bestand 30 Jahre nach dem Zusammenbruch der UdSSR zu 60 Prozent aus ehemaligen sowjetischen Staatsbeamten oder ihren Angehörigen, das heißt, es war nie zu einem Elitenwechsel gekommen. Gleichzeitig habe sich der Anteil der Tschekisten vervielfacht, was sowohl Diktatur als auch Krieg unvermeidlich gemacht hätte.
Schon in den Jahren vor dem Überfall auf die Ukraine 2022 war der Wunsch der jungen Russen, das Land aus wirtschaftlichen und politischen Gründen zu verlassen, wieder gestiegen auf fast die Hälfte aller unter 24-Jährigen, diese Zahl war auch schon 2011–2013 derart hoch gewesen. Oleg Kaschin fasste das zusammen als „Seit zwanzig Jahren hat der Kreml die illoyale Intelligenz aus dem Bereich der Rechtsprechung verdrängt, im März 2022 wird die Gesellschaft von der Intelligenz als solcher gesäubert.“ Dies sagte er vier Tage vor einer Rede von Wladimir Putin, in welcher dieser von einer „Reinigung“ sprach und sagte:

„Das russische Volk wird immer in der Lage sein, wahre Patrioten von Abschaum und Verrätern zu unterscheiden und sie einfach auszuspucken wie eine Mücke, die ihm versehentlich in den Mund geflogen ist.“

Im März 2022 schrieb der Osteuropa-Experte Anders Åslund, Putin habe Ambitionen, die Zustände in Russland zu verbessern, fast aufgegeben; seine Handlungen drehten sich vielmehr um den Machterhalt.
Alle Ressourcen seien genutzt worden, um ein für Putin „sicheres Machtsystem aufzubauen“, schrieb die Zeit, respektive die nie abgelöste alte Elite habe, so Andrei Subow, den Kontakt zum Volk verloren.
Änderungen seien erst wieder nach dem Abgang der herrschenden „Nomenklatura“-Elite zu erwarten, schrieb auch Maria Snegovaya, welche diesbezüglich auf die explosive Mischung der Putin-Elite aus Leuten der sowjetischen Nomenklatura und den Sicherheitskräften hinwies, ähnlich wie auch Subow beschrieb sie, dass es im modernen Russland keinen Elitenwechsel gab, also noch die alte sowjetische Elite da sei.
Nach einem Höchstwert des russischen BIP von 2,3 Billionen Dollar im Jahr 2013 war es bis 2020 um mehr als ein Drittel auf 1,5 Billionen Dollar gefallen, der Lebensstandard stagnierte oder ging zurück. Wladislaw Inosemzew beschrieb diese Stagnation mit zwei Hauptempfindungen in Russland Anfang 2021: Angst und Enttäuschung würden in der zweiten Phase von Putins Regierungszeit die Fortschritte der ersten Phase vergessen lassen.

### Beschränkung der Pressefreiheit unter Putin
Die Pressefreiheit in Russland wurde über Jahre stetig eingeschränkt. Der Chefredakteur von Echo Moskau äußerte im April 2015, Putin sehe Medien nicht als Bestandteil der Zivilgesellschaft, sondern als „Instrumente, um Ziele im Inland und im Ausland zu erreichen“. „Instrumente zur Bekämpfung des Staates“ hatte Putin die privat finanzierten Medien schon in seiner ersten Botschaft an das Parlament im Jahr 2000 genannt: Diese „Mittel der Massendesinformation“ behinderten den Aufbau eines starken Staates und seien somit „Staatsfeinde“.
Die ausschließliche Verbreitung der Sichtweise des Kremls in allen landesweiten russischen Medien dient dem Machterhalt sowie dessen Legitimierung ohne den freien Wettbewerb politischer Parteien. Propaganda über angeblich instabile Demokratien in Europa soll eine andere Regierungsform entbehrlich erscheinen lassen und damit einhergehend Angst vor einer Revolution schüren, wie sie 2004 in der Ukraine mit der Orangen Revolution stattfand. Russlands „Propagandamaschinerie“ will nach Wolfgang Herles „Denkschablonen erzeugen, die die Realität verfälschen“. Im Staatsfernsehen erschien er als allwissender Führer, der vor beschämten Verantwortlichen der Ölindustrie den Verlauf einer Pipeline korrigiert oder der seinem Umweltminister in öffentlich übertragener Sitzung die sofortige Schließung einer Mülldeponie vorschreibt.
Kaum im Amt, begann Putin im Jahr 2000 alle unloyalen Medienbesitzer zu entmachten. Als erstem wurde Wladimir Gussinski der Sender NTW durch Einleitung geeigneter Gerichtsverfahren entrissen, kurz danach Beresowski, der mediale Ziehvater Putins, vertrieben und dessen Sender ORT und die Zeitungen Nesawissimaja gaseta und Kommersant dem Kreml gegenüber loyalen Besitzern übertragen. Damit waren die beiden größten privaten Fernsehsender unter der Kontrolle des Kremls.
Reporter ohne Grenzen warf der russischen Regierung unter Putin 2005 substantielle Einschränkungen der Pressefreiheit vor, auch Gewalt gegen russische Journalisten sei die „ernsteste Bedrohung der Pressefreiheit“. Den Angaben der Organisation zufolge wird das russische Fernsehen durch regierungsnahe Gruppen kontrolliert und stark zensiert. Etliche unabhängige Zeitungen seien 2005 durch hohe Geldstrafen zur Aufgabe gezwungen worden. Durch die Vergabe von staatlichen Aufträgen für Anzeigen seien Zeitungen, die den Krieg in Tschetschenien thematisierten, faktisch erpresst worden. Die Arbeitserlaubnis von amerikanischen ABC-Journalisten sei nicht erneuert worden, nachdem der Sender ein Interview mit dem tschetschenischen Rebellenführer Schamil Bassajew ausgestrahlt hatte. Die Ermordung der regierungskritischen Journalistin Anna Politkowskaja am 7. Oktober 2006, Putins Geburtstag, brachte das Thema Pressefreiheit in Russland in die Schlagzeilen westlicher Medien. In einem offenen Brief an Bundeskanzlerin Angela Merkel, veröffentlicht in der Wochenzeitung Die Zeit, fragte die russische Journalistin Jelena Tregubowa, wie die Ermordung Zufall gewesen sein kann, „wenn Putin vom ersten Tag seiner Präsidentschaft an die freie Presse und Opposition planmäßig vernichtet [und] konsequent alle unabhängigen oppositionellen Fernsehsender in Russland liquidiert“ hat.
Der Ausbau der staatlichen Kontrolle über die Presse wurde nach der Gründung von Rossija Sewodnja im Dezember 2013 fortgesetzt. Auch im Jahr 2014 verloren die noch unabhängigen Medien unter staatlichem Druck Personal und Reichweite: Lenta.ru entließ die Chefredakteurin und 39 weitere Journalisten und Bildredakteure, die Sendung „Die Woche“ der Moderatorin Marianna Maximowskaja auf REN TV wurde abgesetzt, Doschd verlor den Zugang zu den Kabelnetzen. Ab 2016 durfte die ausländische Beteiligung an einem relevanten Medienunternehmen noch maximal 20 Prozent betragen. Zur Beliebtheit Putins wies der Guardian darauf hin, dass sie auf Umfragen fuße, bei denen die antwortenden Befragten sich den in den Staatsmedien dargestellten Mehrheiten anpassten. Dennoch änderte Russlands größtes Umfrageinstitut WZIOM im ersten Halbjahr 2019 die Methodik und modifizierte die Fragestellung, so dass das gemessene „Vertrauen in Putin“ der Bevölkerung vom 13-Jahres-Tiefstwert von 31,7 % einen Sprung auf 72,3 % in der Umfrage vom Mai 2019 machte.
Was für die Medien in Russland schon lange galt, nämlich die Gefahr, angeklagt zu werden, wenn sie auch nur angeblich beleidigende Formulierungen wählen, wurde im Frühjahr 2019 auf das Internet ausgeweitet: Laut einem Forschungsdirektor bei Amnesty International könne mit einem neuen Gesetz „jegliche Kritik an der Regierung“ unterbunden werden.
Die ohne Verhängung eines Kriegszustandes illegale Einführung von Kriegszensur nach der russischen Invasion der Ukraine 2022 führte nach kurzer Zeit zur Stilllegung des einzigen freien Radiosenders Echo Moskwy.

### Einlassungen zu Russland unter Putin als faschistischem Staat
Ab Frühjahr 2022 wurde Putins Russland zunehmend als faschistisch bezeichnet. Schon 2007 hatte Reuel Marc Gerecht geschrieben, dass das System Putin zwar noch endgültig in Richtung Faschismus abbiegen müsse, dass aber der „primitive Nationalismus“, das „die Unsrigen“-Denken, welches oft mit Rassismus einhergehe, sowie eine Nullsummenannahme in wirtschaftlichen und außenpolitischen Fragen dies zu einer realen Möglichkeit machten. Alexander J. Motyl ergänzte 2009, dass sich Russland seit dem Machtantritt Wladimir Putins in Richtung Faschismus bewege. Bis dahin sei das System zunächst „faschistoid“ und noch nicht konsolidiert gewesen. Aufgrund der weiteren Entwicklung des Systems nannte Motyl Russland im Jahr 2022 einen faschistischen Staat.
Igor Eidman wies in seinem 2014 erschienenen Buch auf „viele Merkmale einer faschistischen Diktatur“ in Putins Regime hin und erwähnte im März 2015 die nun zusätzliche Parallelität der Ermordung Nemzows mit jener Matteottis 1924. Auf Eidman bezog sich im Januar 2015 auch Andrei Subow, als er formulierte, dass Putin einen Ständestaat faschistischen Typs aufbaue, ähnlich wie die Kombination von Nationalismus und Kirche im faschistischen Italien. Im Jahr 2014 wies der amerikanische Historiker Timothy Snyder darauf hin, dass die Ideologie Putins faschistische Wurzeln habe im Bezug auf den von Putin oft zitierten Iwan Iljin, den „Philosophen des russischen Faschismus“ russisch-christlicher Ausprägung. Iljin erklärte den Faschismus einer „auserwählten“ Nation als einzige mögliche Erlösung aus einer seit der Schöpfung andauernden Schande. 2022 bezeichnete Snyder den Glauben, dass Politik mit der Wahl des „richtigen“ Feindes beginne, und die Rede von „heilender Gewalt“ als zweifellos faschistisch. Die maximale Selbstbezogenheit und die grotesken Widersprüche in Putins Kriegsrechtfertigungen bestätigten nur den offen vorliegenden russischen Faschismus. Im Mai 2022 bezeichnete er das Putin-Regime als „Schizofaschismus“, weil es, obwohl selbst faschistisch, seine Gegner so bezeichne, die Schuld am Holocaust den Juden aufbürde und den Zweiten Weltkrieg als Begründung für noch mehr Gewalt instrumentalisiere. Dadurch werde die Definition des Faschismus zerstört und so mehr Raum für ihn geschaffen. Er warf der deutschen Bundesregierung vor, Faschismus immer nur in der Ukraine wahrzunehmen, vor dem russischen Faschismus aber aus Angst oder Respekt die Augen zu verschließen.
Der russische Politologe Wladislaw Inosemzew hält Putin für einen faschistischen Herrscher; Russland erfülle nun im Jahr 2022 „mustergültig den Katalog dessen, was Faschismus ausmacht“. Man könne Putin nur verstehen, wenn man davon ausgehe, dass er weder Politiker noch Militär ist, sondern ein Geheimdienstler, dem Loyalität, Vertrauen und Netzwerke wichtiger sind als Institutionen. Beim KGB galt, wie in der organisierten Kriminalität, zu der Putin in seiner Leningrader Zeit Verbindung gehabt habe, ein „Kult von Macht und persönlicher Loyalität“. Die Kluft zwischen Putins Russland und dem demokratischen Westen sei um das Jahr 2006 entstanden, „als er feststellte, dass es in der atlantischen Welt keine Staatsoberhäupter gab, mit denen er von starkem Mann zu starkem Mann reden konnte“, der Westen aber „andererseits Russland Werte und Verfahren ‹aufzwingen› wollte, welche die Macht Putins selbst hätten vernichten können“.
Auch der polnische Schriftsteller Szczepan Twardoch bezeichnete Russland 2022 als eine „faschistische Diktatur … mit allen Attributen einer solchen: staatlichem Nationalismus, fehlender Opposition, militärischer Indoktrinierung der Jugend schon im frühesten Alter, Arbeitslagern und Mord an politischen Gegnern“. Der russische Dichter Dmitri Bykow hatte schon Ende 2019 festgestellt, dass die russische Gesellschaft in der ihr innewohnenden Trägheit entlang der herrschenden Propaganda in „rasendsten Faschismus“ abgleite.
Laut Jason Stanley verwendet Putin „antisemitische Schlüsselelemente einer weltweit vernetzen Rechten, die in Putin ihren Führer“ sehe, Putin sei selber ein „faschistischer Autokrat“.
Stefan Meister nennt das Regime um Putin „zunehmend faschistisch“ und geht davon aus, dass Angst die russische Gesellschaft vermehrt prägen werde. Faschismus sei ein aufgeladenes Wort, fand Robert Gellately. Man könne natürlich Putin „in die eine oder andere Definition von Faschismus hineinzwängen“. Er würde ihn nicht als Faschisten sehen, sondern als jemand, der in einer Zeit voller Gewalt sozialisiert wurde; Gulag, Geheimpolizei, Repression; stets sei sowjetische Gewalt „extrem brutal“ gewesen. Irgendwann würden die Russen die Lügen erkennen und der Polizeistaat werde ihr Alibi für ihr Nichtwissen sein. Ulrich Schmid sagt, der Gedanke des Faschismus liege zwar nahe, aber „das jetzige russische System einfach als faschistisch zu bezeichnen, ebnet wohl mehr ein, als dass wir Konturen erkennen können“. Von einer starken Annäherung in Rhetorik und Denken sprach Lettlands Präsident Egils Levits. Der Slawist Holger Kuße wies darauf hin, dass Putin bereits in seinem programmatischen Artikel „Russland an der Jahrtausendwende“ ein Faschismus-ähnliches Russland skizziert habe.
Die Definition von Robert Paxton, wonach „obsessive Beschäftigung mit dem Niedergang der eigenen Gemeinschaft, ihrer Demütigung oder Opferrolle sowie durch kompensatorische Kulte von Einheit, Stärke und Reinheit“ ein Ausdruck des Faschismus sei, treffe auf Russland zu, kommentierte der Bayerische Rundfunk.
Michael Thumann erklärt in der Morgenkolumne von Zeit Online am 10. Juni 2022, weshalb er den Putinismus nicht für Faschismus hält: Zwar gebe es, wie Snyder ausführt, durchaus Analogien, doch sei dessen Argumentation unscharf und sein Faschismusbegriff überdehnt. Thumanns Moskauer Beobachtungen stimmten damit nicht überein. Er habe da „noch keine quasi staatlichen Milizen“ wie SA oder „Fasci di Combattimento“ gesehen, die die Menschen terrorisierten. Auch fehle dem Putinismus eine klare Ideologie. Putins dürftige Geschichtsaufsätze seien ein „abgeschriebenes Sammelsurium von Halb- und Unwahrheiten“. Er sei „ein »neuer Nationalist«, der sich seinen Nationalismus je nach Lage und Opportunität zusammenmixt“. Es gebe keinen naziartigen Totenkult; vielmehr würden die Gefallenen im Ukraine-Krieg „nicht geehrt und gefeiert, sondern versteckt und vergraben“. Putin überhöhe „den Krieg nicht als das Ziel menschlichen Daseins“, sondern er verpacke seinen Angriffskrieg als „Operation“ und scheue bisher (Juni 2022) die Generalmobilmachung. Das passe „auf ein verwandtes System: die Gewaltherrschaft eines Mannes. Eine Diktatur“ nach dem Vorbild seiner russischen ultraautoritären Vorgänger.
Im Zusammenhang mit Putins Angriffskrieg auf die Ukraine seit Februar 2022 verglich Heinrich August Winkler den russischen Präsidenten Putin in einem Artikel für Die Zeit unter anderen mit Adolf Hitler. Bei der Gegenüberstellung der jeweiligen Aggressionsschritte Hitlers und Putins konstatierte Winkler eine schlagende Analogie des Vorgehens: Anschluss Österreichs, Angliederung des Sudetenlands und Zerschlagung der Resttschechei damals; Annexion der Krim 2014, Abtrennung erheblicher Gebiete des Donbas von der Ukraine und russischer Angriffskrieg gegen das slawische Brudervolk in jüngster Vergangenheit und Gegenwart. Parallelen zeigten sich aber auch in den geschichtspolitischen Auffassungen Hitlers und Putins, indem der NS-Diktator sich nach der Errichtung des Protektorats Böhmen und Mähren auf das frühere Heilige Römische Reich Deutscher Nation berufen habe, während Putin in seinem Traktat Zur historischen Einheit von Russen und Ukrainern vom Juli 2021 tief ins Mittelalter bis zur Taufe des heiligen Wladimir im Jahr 988 zurückgegangen sei, um seine These von den gemeinsamen Ursprüngen und historischen Bindungen zwischen Russen, Ukrainern und Belarussen zu begründen. Winkler resümiert: „Als Geschichtspolitiker wirkt Putin wie ein gelehriger Schüler Adolf Hitlers“. Allerdings habe der Westen gelernt und werde anders als 1938 kein Appeasement mehr betreiben. Anlässlich eines Tagesspiegel-Interviews zu seinem jüngsten Werk Nationalstaat wider Willen differenzierte Winkler sein Bild von Putin: Er sei kein zweiter Hitler, wolle nicht die Juden ausrotten, scheine auch nicht ganz Europa erobern zu wollen. „Er ist ein radikaler Nationalist, der den territorialen Bestand und den Einflussbereich der untergegangenen Sowjetunion so weit wie möglich wieder herstellen will.“

## Positionen

### Einarbeitungsphase
Zu Beginn seiner Amtszeiten als Ministerpräsident und im Speziellen als Präsident gab Putin keine programmatischen Positionen bekannt. Viele Beobachter beschrieben das Fehlen einer Strategie. Für Putin charakteristisch sei eine „programmatische Inhaltsleere“. Es gebe kein kohärentes Programm, keine Ideologie; er begnüge sich damit, seiner Obsession nachzugehen, der Wiedererrichtung der vergangenen Größe Russlands. Zu Beginn der Präsidentschaft zitierte Putin noch mehrfach Kant, um Russlands Zugehörigkeit zu Europa zu unterstreichen.
Im September 2013 bezeichnete Putin seine politische Gesinnung selbst als „Pragmatiker mit Neigung zum Konservatismus“. Der schon vor seinem Amtsantritt eingeleitete wirtschaftliche Aufschwung förderte zunächst ganz unideologisch die Zustimmung zu seiner Politik. Im Zeichen der einsetzenden Rezession wurden nationale Größe, geschickt kombiniert mit landesweit verbreiteten Vorurteilen, Ängsten und Ressentiments immer wichtiger. Der „Putinismus“, von Putin selber bezeichnet als „gelenkte Demokratie“ (auch „Vertikale der Macht“), führte von der imitierten Demokratie über eine Defekte Demokratie bis zur Unterdrückung jeder Opposition.
Die Präsidialverwaltung verteilte im Januar 2014 die Werke Unsere Aufgaben von Iwan Iljin, Die Philosophie der Ungleichheit von Nikolai Berdjajew oder auch Die Rechtfertigung des Guten von Wladimir Solowjow an Gouverneure, wichtige Beamte und die Kader von Einiges Russland, nachdem der „geliebte und gefürchtete“ Präsident diese Autoren in seinen Reden selbst mehrfach zitiert hatte mit einer Ideologie auf drei Säulen: einer konservativen Doktrin für die Innenpolitik, einer Theorie des „russischen Weges“ sowie dem eurasischen Projekt. „Diese dreifache Doktrin verspricht dem Rest der Welt eine eher unruhige Zukunft“, so Michel Eltchaninoff. Putins diskrete Bezugnahmen auf Iljin von 2000 bis 2008 hätten sich nach 2012 verstärkt.
2015 schrieb Walter Laqueur über die Wandlung vom anfänglichen Internationalismus zu einem Nationalismus, der getragen sei auch von einem „bedeutenden Einfluss der orthodoxen Kirche“. Diese „russische Idee“ greife zurück auf die Geschichte des alten Russlands, glaube, eine Mission erfüllen zu müssen, welche zu einer antiwestlichen Haltung führe, und beruhe auf der Furcht vor inneren wie äußeren Feinden.
Der Philosoph Alexander Zipko sagte 2016, laut verkündeter Ideologie müssten Russen zuallererst Patrioten sein, „weil Russland angeblich wieder mal eingekreist und auf sich allein gestellt sei“. Zipko kritisierte die „verlogene Theorie von der besonderen russischen Zivilisation“, gegründet auf Konstantin Nikolajewitsch Leontjew, wobei Staat, Familie und Gott die größte Rolle spielten. Eine angeblich dem Westen überlegene „besondere russische Zivilisation“ und Moral sei jedoch „weder besonders christlich, noch stimmt sie“, sondern vielmehr mit Elementen des Rassismus durchsetzt. In diesem Zusammenhang vermerkte Putin 2018, bei einem Atomkrieg würden die Amerikaner nur verrecken, während die Russen in den Himmel kämen.
2021 schrieb Wladislaw Inosemzew: „Putin glaubte, dass die Welt von Menschen regiert wird und nicht von Institutionen.“ Er nannte Putin einen Herrscher des 19. Jahrhunderts.
Nach Ansicht Putins und des Kreml befinde sich Europa „im ökonomischen Niedergang und moralischen Verfall“, was Putin einer zu laxen Politik der europäischen Staaten im Zusammenhang mit Fragen der Einwanderung und der Rechte der Homosexuellen zuschreibe, so Michel Eltchaninoff. Die russische konservative Wende müsse exportiert werden und Putin verstehe sich „als Herold dieser antimodernistischen Welle“. Er zähle auf die Machtübernahme der populistischen Parteien, wofür er „alle notwendigen Hebel in Bewegung“ setze, einschließlich finanzieller Unterstützung.
Hinsichtlich des eigenen Landes betonte Putin 2007 in einer Rede, man müsse „alle Bedingungen schaffen, damit sich die Formung der jungen Generation in der günstigen Atmosphäre der vaterländischen Kultur“ vollziehe, um ihre „geistige Reife zu fördern“. Eines der Hauptprobleme des Landes sei die Demografie, also zu wenig Nachwuchs.
Im Februar 2021 bekräftigte Putin seinen Glauben an die Passionarität. Russland befinde sich auf einem Vormarsch der Entwicklung, dies im Gegensatz zu „alten oder schnell alternden Nationen“, gemeint damit Europa im Niedergang. Im Oktober 2021 behauptete Putin, der aus seiner Sicht negative Zustand des Westens habe eine moralische und spirituelle Basis, bewiesen angeblich durch den Erfolg des „Wokismus“, eine laut Putin „‚umgekehrte Diskriminierung‘ der Mehrheit im Interesse der Minderheiten […]. Wir verlangen einfach, dass man die Nase nicht in unser Haus, in unsere Angelegenheiten steckt“.

„Wenn jemand Russland zerstören will, haben wir das Recht zu antworten. Ja, das wird eine Katastrophe für die Menschheit und die Welt. Aber als Bürger Russlands und als russischer Präsident frage ich: Wozu brauchen wir eine Welt, in der es kein Russland gibt?“

### Aufsatz zum Zweiten Weltkrieg 2020
Zum 75. Tag des Sieges über Nazideutschland erschien ein Aufsatz, in dem Wladimir Putin den Hitler-Stalin-Pakt und dessen geheimes Zusatzprotokoll vom August und September 1939 rechtfertigte und behauptete, Großbritannien und Frankreich und noch viel mehr Polen seien für den Kriegsausbruch verantwortlich gewesen. Am 22. Juni 2020, Jahrestag des deutschen Überfalls auf die Sowjetunion, erhielten sogar deutsche Historiker den Text mit der Empfehlung zugestellt, „den Artikel von Wladimir Putin künftig bei der Vorbereitung von historischen Beiträgen zu nutzen“. Empfänger waren empört (Julia Obertreis) oder dachten an einen Witz (Anke Hilbrenner) und hielten Putins Thesen für völlig unhaltbar. Man müsse sich vorstellen, wie russische Fachleute und Studierende dazu angehalten werden, die Aufsätze ihres Präsidenten zur Richtschnur zu nehmen. Andrej Kolesnikow nannte die eingebildeten Traumata, die Wiederverbreitung von historischen Klischees zur Rückkehr zu alter Größe, kombiniert mit dem Verschwindenlassen von Erinnerungsorten eine Instrumentalisierung der Erinnerung als Waffe. Russland brauche „keine mythologisch propagandistische Geschichtspolitik, sondern eine Politik zur Bewältigung seiner schwierigen Vergangenheit“.

### AufsatzZur historischen Einheit von Russen und Ukrainern2021
Im Juli 2021 veröffentlichte der Kreml den von Wladimir Putin gezeichneten Aufsatz Zur historischen Einheit von Russen und Ukrainern. Putin bezeichnete die Ukraine darin als ein vom Westen kontrolliertes Anti-Russland.
Bereits in seiner Rede vor der Föderalversammlung zur Annexion der Krim im März 2014 hatte Putin Ukrainer und Russen zu einem „Volk“ und die ukrainische Hauptstadt Kiew zur „Mutter aller russischen Städte“ erklärt.
Nach Andreas Kappeler besteht der Aufsatz aus zwei etwa gleich langen Teilen. Der zweite, politische Teil trage die persönliche Handschrift Putins. Dieser habe sich radikalisiert und postuliere nun die Einheit der beiden Völker ohne Einschränkungen. Er spitze bekannte Thesen zu und schrecke vor Drohungen an die Adresse der Ukraine und des Westens nicht zurück; hier würden auch in Russland verbreitete Verschwörungstheorien vertreten, etwa die der „polnisch-österreichischen Ideologen“ einer „anti-moskowitischen Rus“. Solches „Anti-Russland“ sei das Hauptthema des Aufsatzes. Zu Putins Argumentation sagt Kappeler, sie sei „sprunghaft, zum Teil widersprüchlich und emotional“. Im Teil der Beziehungen zwischen Russland und der Ukraine seit 1991 schlage die Darstellung um in „Propaganda und Polemik“. Putins Ausführungen verrieten ein „bipolares Weltbild eines sowjetisch sozialisierten Geheimdienstlers“: Er könne sich ukrainische Staatsbürger, die von sich aus auf die Straße gingen, nicht vorstellen und nicht, dass es die demokratisch gewählte ukrainische Führung ist, die eine Annäherung an die EU und die NATO anstrebt, und nicht die Westmächte. Stattdessen greife Putin zu maßlosen Übertreibungen; so sei das vermeintliche Handeln der Ukraine „in ihren Folgen vergleichbar […] mit dem Einsatz von Massenvernichtungswaffen“: Mit dem angeblich vom Westen hergestellten, künstlichen Bruch zwischen Russen und Ukrainern werde „das russische Volk um Hunderttausende, ja um Millionen abnehmen“. Putin schrieb: „Ich bin überzeugt, dass die Ukraine echte Souveränität nur in Partnerschaft mit Russland erreichen kann.“ Im Schlussabschnitt Putins würden sich laut Kappeler „Sowjetpatriotismus, imperialer und ethnischer Nationalismus und ein Blut-und-Boden-Pathos vermischen“. Klaus Gestwa warf Putin Geschichtsklitterung und ebenfalls das Vertreten von Verschwörungstheorien vor.

### Genozidale Rhetorik zur Ukraine
Timothy Snyder wies am 23. März 2022 darauf hin, dass Putin schon seit Jahren einen Völkermord angekündigt hätte und die russische Kriegsführung alle Kriterien für einen Genozid erfülle (“Vladimir Putin has been making a case for genocide against Ukrainians for years. Have we been listening?”). Schon eine Dekade zuvor habe Putin im Geiste von Carl Schmitt erklärt, Politik beginne mit „Freund oder Feind“; jeder, der nicht anerkenne, dass die Ukraine ein Teil der so genannten Russki Mir sei, sei ein Feind. Am 21. Februar 2022 erklärte Putin, dass Russland das Recht habe, die selbst begangene irrtümliche Bildung eines ukrainischen Staats rückgängig zu machen. „Entnazifizierung“ hieße nichts anderes als die Zerstörung der Ukraine (“To assert that there is no nation and no state is to claim the right to destroy them.”). Eugene Finkel schrieb 2024, der Gedanke, dass Russland die Ukraine als Nation zerstören wolle, sei mittlerweile Konsens in der Forschung. Gregory Stanton, Professor für vergleichende Völkermordforschung, erklärte, die Genozid-Vorwürfe von Seiten Putins könnte man eine Spiegelung nennen, da sie von den gegen das russische Vorgehen in der Ukraine erhobenen Vorwürfen bezüglich eines Genozids ablenken sollen – was sich bei Tätern eines Genozids öfter nachweisen lasse. In einem Telefongespräch mit dem französischen Präsidenten Emmanuel Macron sagte Putin: „Entweder radiere ich die Ukraine aus, oder ich enthaupte ihre politische Führung“ und im Juni 2022 erklärte er auf einer Konferenz in Moskau, die Ukraine sei eine Kolonie, kein souveräner Staat. Auf dem Petersburger Wirtschaftsforum im Juni 2025 erklärte Putin erneut, dass er die Russen und Ukrainer als ein Volk sehe. „In diesem Sinne gehört die gesamte Ukraine zu uns“, und ergänzte: „Wohin ein russischer Soldat seinen Fuß setzt, das gehört uns.“
Jonathan Leader Maynard wollte mit der Einstufung der russischen Gräueltaten als Genozid abwarten, hingegen sei die „genozidale Denkweise“ Putins höchst problematisch, worauf auch Alex Hinton hinwies. Die Warnzeichen für einen Genozid seien jedoch bereits vorhanden.

### Reden zur russischen Ukraine-Invasion im Februar 2022

#### Anerkennung der „Volksrepubliken“ auf ukrainischem Gebiet
Am 21. Februar 2022 begründete Putin in einer etwa einstündigen Rede seine Anerkennung der beiden „Volksrepubliken“ im Donbass. Er wiederholte darin, dass der Zerfall der Sowjetunion eine Tragödie größter Tragweite gewesen sei, und verneinte die Daseinsberechtigung einer unabhängigen Ukraine. Es sei bereits ein unverzeihlicher Fehler der Anführer der Oktoberrevolution gewesen, den Randgebieten des früheren Zarenreichs den Status eigenständiger Republiken zuzugestehen. Diese historischen Fehler, die sich aus den Umständen des Bürgerkriegs ergeben hätten, gelte es zu korrigieren. Damit und mit der von den nunmehr unabhängigen Staaten verschleppten Frage des sowjetischen Nationalvermögens ergebe sich das Bild einer Ausraubung Russlands.
Im Weiteren beschimpfte Putin die Beherrscher der unabhängigen Staaten im Kaukasus und der Ukraine als Bande von russophoben Kriminellen, Terroristen und Neonazis, die mit ausländischen NGOs, Geheimdiensten und „Geldeliten“ zusammenarbeiteten, wobei ihr Erfolg nur der Friedensliebe der Russen und dem Umstand, dass Russland selbst von Korruption ergriffen gewesen sei, zu verdanken sei. Die Absetzung von Wiktor Janukowytsch klassifizierte Putin unverändert seit 8 Jahren als Staatsstreich. Den von Russland geschürten und geführten bewaffneten Kampf in der Ostukraine führte er ausschließlich auf westliche Machenschaften zurück, die mit Unterstützung der korrupten Eliten in der Ukraine die Bevölkerung ausgeraubt, „russisches Eigentum“ verschleudert und geplündert hätten. Die russisch-orthodoxe Religion würde unterdrückt, so Putin, nachdem ab 2014 die Gemeinden in der Ukraine sich vom Moskauer Patriarchat losgesagt hätten.
In der NATO würden Pläne existieren, Russland zu überfallen, so Putin weiter. Sämtliche Versuche Russlands, durch Verträge dem von Putin als unrechtmäßig angesehenen „Vordringen“ der NATO Einhalt zu gebieten, seien abgelehnt worden.
Westliche Kommentatoren bewerteten die Rede als „Zurechtbiegen der Geschichte“ und als absurdes Spektakel zur Vorbereitung einer Kriegserklärung. Putin entwickle in der Rede ein rein hypothetisches Bedrohungsszenario für Russland. Nach Putins Ausführungen handelt es sich bei der Ukraine nicht um ein Nachbarland, sondern um einen Teil von Russlands eigener Geschichte. Lenin sei der „Schöpfer und Architekt“ der Ukraine. Dabei leugnet Putin die Tatsache, dass die ukrainische Nationalbewegung wie die anderer europäischer Staaten im 19. Jahrhundert entstanden ist. Es bestand bereits ein unabhängiger ukrainischer Staat, bevor die Bolschewiki ihn zerschlugen. Der russische Militärexperte Pavel Luzin sagte, es handle sich um eine „ideologische Botschaft“ zwar für das In- und Ausland, jedoch vorwiegend für ein Publikum, welches „sich in der russischen Geschichte und auch in der Weltgeschichte schlecht auskennt.“ Laut Christoph Brumme und Sonja Margolina waren auch wirtschaftliche Interessen ein Motiv für Russlands Überfall auf die Ukraine.
Als „Hatespeech“ im klassischen Sinne bezeichnet der Osteuropa-Historiker Karl Schlögel Putins Rede im Interview mit dem Tagesspiegel. Putin komme nicht damit klar, dass das sowjetische Imperium auseinandergefallen sei. „Er schleppt die ganze unverarbeitete imperiale Geschichte der Russen mit sich, die unbewältigte Vergangenheit Russlands und der Sowjetunion. Zugleich unterdrückt er die Aufarbeitung und damit das Freiwerden für die Zeit nach dem Imperium.“ Die Inhalte betreffend sei die Rede „einfach völlig irre“. Die angebliche Geschichtsinterpretation diene als Vorspann lediglich dazu, die Ukraine als eigenständige Nation zu negieren und so zu tun, als habe die derzeitige Regierung mit dem ukrainischen Volk nichts zu tun. Putin propagiert laut Schlögel schon seit Jahren den „Russkij Mir“, die „russische Welt“, ein imperiales und völkisches Konzept, demzufolge überall dort, wo Russen leben und wo Russisch gesprochen wird, ein Recht Russlands bestehe, mitzureden und zu intervenieren.

#### Begründung der „Spezialoperation“ in der Ukraine
Zum Thema seiner während einer laufenden Sitzung des Uno-Sicherheitsrates begonnenen Fernsehrede vom 24. Februar 2022 erklärte Putin, seit 30 Jahren versuche Russland, mit den führenden NATO-Ländern eine Einigung über „die Grundsätze der gleichen und unteilbaren Sicherheit in Europa“ zu erzielen. Trotz aller Proteste und Bedenken habe sich das NATO-Bündnis immer weiter ausgedehnt. „Die Kriegsmaschinerie ist in Bewegung und, ich wiederhole, sie nähert sich unseren Grenzen.“
Putin betonte die militärische Stärke Russlands auch nach dem Zusammenbruch der UdSSR: Es sei heute eine der mächtigsten Nuklearmächte der Welt und verfüge über gewisse Vorteile bei einer Reihe modernster Waffensysteme. „Es sollte daher kein Zweifel daran bestehen, dass ein direkter Angriff auf unser Land zu einer Niederlage und schlimmen Konsequenzen für jeden potenziellen Angreifer führen würde.“ Das durch die „Spezialoperation“ zu lösende Problem bestehe darin, „dass auf den an uns angrenzenden Gebieten – wohlgemerkt, auf unseren eigenen historischen Gebieten – ein ‚Anti-Russland‘ entsteht, das unter vollständige Kontrolle von außen gestellt, von den Streitkräften der NATO-Länder intensiv besiedelt und mit den modernsten Waffen vollgepumpt wird.“ Die führenden NATO-Länder unterstützten mit eigenen Zielen extreme Nationalisten und Neonazis in der Ukraine.
Russland akzeptiere „die neuen geopolitischen Realitäten nach dem Zusammenbruch der UdSSR“; man respektiere auch in Zukunft alle neu entstandenen Länder im postsowjetischen Raum und deren Souveränität. Doch könne Russland sich nicht sicher fühlen, entwickeln, existieren, „wenn eine ständige Bedrohung aus dem Gebiet der heutigen Ukraine kommt“. Dann schob Putin „ein Ersuchen um Hilfe durch die ‚Volksrepubliken‘ des Donbass“ vor und deutete damit das Kapitel VII der Charta der Vereinten Nationen um, insbesondere Artikel 51, um seinen Angriff auf die Ukraine zu begründen.

„Es ist dabei nicht unser Ziel, ukrainische Territorien zu besetzen. Wir werden niemandem irgendetwas mit Gewalt aufzwingen.“

Gegen Ende seiner Rede wandte sich Putin an diejenigen, „die von außen versucht sein könnten, sich in das Geschehen einzumischen“, und kündigte „sehr wichtige“ Worte an: „Wer auch immer versucht, sich bei uns einzumischen, geschweige denn unser Land und unser Volk zu gefährden, muss wissen, dass die Antwort Russlands sofort erfolgen und zu Konsequenzen führen wird, die Sie in Ihrer Geschichte noch nie erlebt haben.“
Laut Manfred Schneider erfährt man aus den Fernsehreden vom 21. und 24. Februar 2022, dass Putin die Fehler der „Dilettanten“ Lenin, Stalin, Gorbatschow und Jelzin korrigieren wolle, blicke aber auch in Putins zuvor gut verborgenes Inneres.
Ferner sei die Begründung Putins falsch, es handele sich um einen Verteidigungsfall im Sinne der Charta der Vereinten Nationen (Kapitel VII, Artikel 51). Es sei kein Angriff durch die Ukraine zu erkennen. Im Gegenteil habe die Ukraine in den letzten Wochen alles getan, um Russland keinen Vorwand für eine Selbstverteidigung zu liefern, so Pia Fuhrhop (Stiftung Wissenschaft und Politik). Auch gebe es keinerlei Hinweise für einen Genozid in der Ukraine, von dem Putin gesprochen hatte. Schließlich sei es nur ein „Propaganda-Narrativ“ Putins, dass er die Ukraine „entnazifizieren“ müsse. Ulrich Schmid, Professor für Kultur und Gesellschaft Russlands, nannte Putins Aussage „eine perfide Unterstellung“.

#### „Beantwortung sozialer und wirtschaftlicher Fragen“ am 16. März
Am 16. März 2022 kündigte Putin indirekt innenpolitische Säuberungen an, indem er Russen, die den Krieg in der Ukraine nicht unterstützen, unterschwellig drohte: „Jedes Volk und insbesondere das russische Volk, wird immer die wahren Patrioten von dem Abschaum und den Verrätern unterscheiden können, um diese einfach auszuspucken wie eine Mücke, die versehentlich in ihren Mund geflogen ist.“ Er sei aber davon überzeugt, „dass eine solche natürliche und notwendige Selbstreinigung der Gesellschaft unser Land, unsere Solidarität, unseren Zusammenhalt und unsere Bereitschaft, auf alle Herausforderungen zu reagieren, nur stärken wird“.
Für Sergey Lagodinsky zeigt dies die Ankunft des Krieges nun auch in Russland, indem innere Feinde konstruiert und identifiziert werden müssten. Mit Begriffen wie „Volksverräter“ und „fünfte Kolonne“ eröffne Putin „nun offiziell die zweite, heimische Front des Krieges“. Das diene sowohl der Ablenkung von eigenem Versagen in der ersten Phase des Ukraine-Kriegs als auch der Volksbeschäftigung mit dem inneren Krieg, wenn die Befassung mit Fortschritten auf den Kampffeldern der Ukraine wegfalle. Bald werde es zudem nicht mehr möglich sein, die menschlichen Verluste im Ukraine-Krieg zu vertuschen. „Es ist für die Machthaber im Kreml wichtig, eine Stimmung zu schaffen, in der Trauer patriotisch und staatstragend, aber nicht systemzerstörend wirkt.“ Stefan Meister sieht in der Rede eine weitere Radikalisierung Putins mit grundlegenden Konsequenzen für die russische Gesellschaft. „Russland ist mit großen Schritten auf dem Weg zu einem totalitären Staat und zu keinerlei Kompromissen mit seinen Kritikern bereit.“ Für Putin gebe es keine Grenzen beim Erreichen seiner Ziele eines Regimewechsels in der Ukraine und der Zerstörung des ukrainischen Staates. Dabei seien auch Atomwaffen eine Option.

#### Jahrestag der Krim-Annexion im Luschniki-Stadion
Anlässlich des die Krim-Annexion besiegelnden „Beitrittsvertrags“ am 18. März 2014 im Kreml hielt Putin bei einer Kundgebung am 18. März 2022 eine Ansprache im voll besetzten Moskauer Olympiastadion Luschniki, in der er Russen zur Einheit aufforderte, da sich die halbe Welt gegen Russland verschworen habe. Den Einsatz der russischen Soldaten in der Ukraine pries er mit den Worten: „Schulter an Schulter helfen sie einander, sie beschützen sich gegenseitig. Und wenn es sein muss, schützen sie ihre Kameraden wie den eigenen Bruder mit ihrem Körper vor den Kugeln.“ Neuerlich begründete er das militärische Vorgehen in der Ukraine mit dem angeblichen „Genozid an ethnischen Russen“ im Donbas.

#### Ansprache zur Teilmobilmachung am 21. September 2022

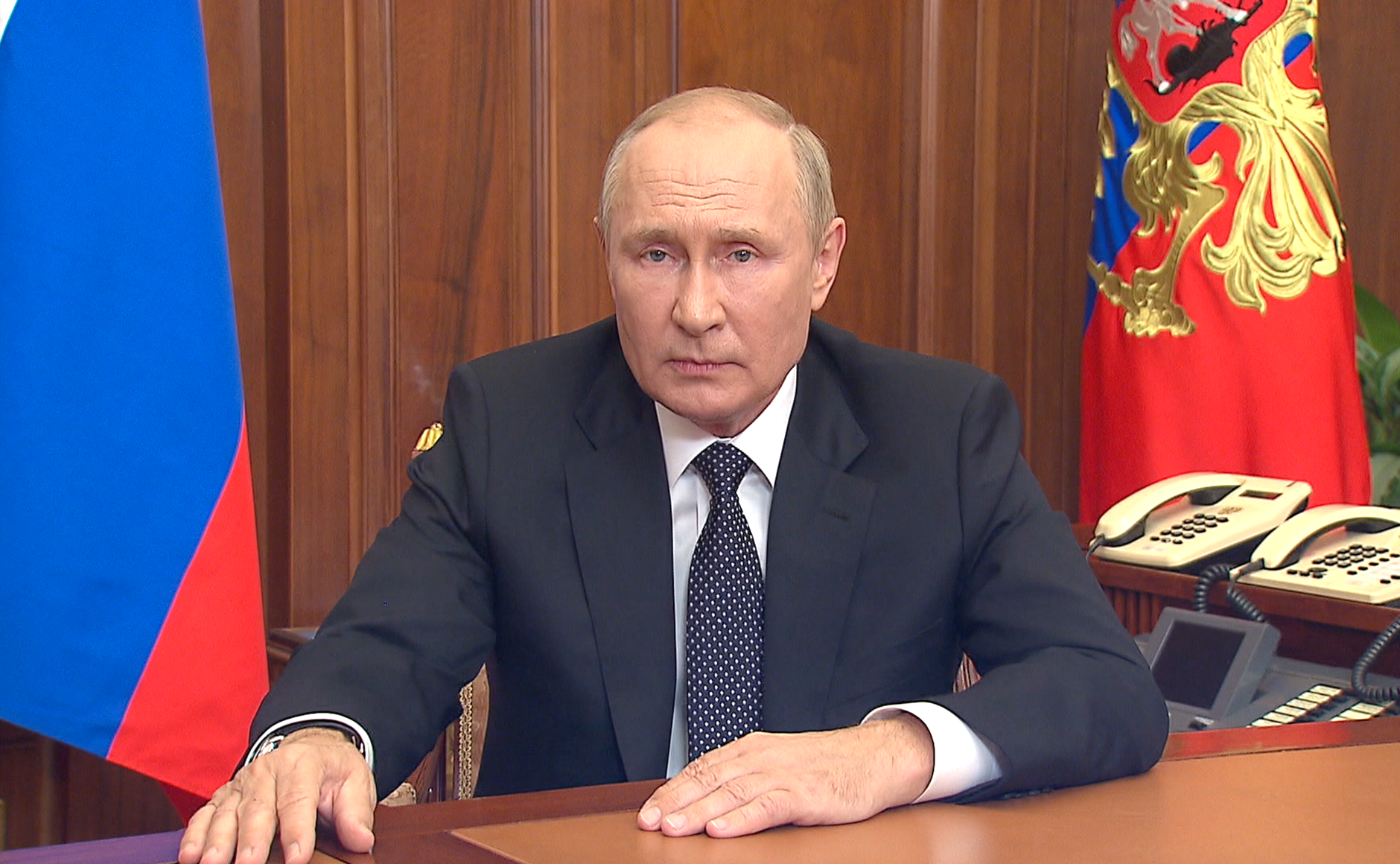
Putin bei der Ankündigung der Teilmobilmachung in Russland, September 2022

Am 21. September verlas Putin vor dem Hintergrund kurzfristig anberaumter Pseudoreferenden zur Annexion ukrainischer Gebiete eine Erklärung, in der er unter anderem die sofortige Mobilmachung von Russen im wehrfähigen Alter ankündigte. Er zeichnete dabei das Bild eines in seiner Existenz bedrohten Russlands, welches der Westen zu zerstören und auszurauben trachte, erinnerte daran, dass Russland über Atomwaffen verfügt und teilte diesbezüglich mit, „im Falle einer Bedrohung der territorialen Integrität […] zur Verteidigung Russlands […] mit Sicherheit“ von allen „zur Verfügung stehenden Waffensystemen Gebrauch“ zu machen: dies sei „kein Bluff“.
Die NZZ und andere Medien wie auch Gerhard Mangott oder Marcel Berni verwiesen auf den besonderen Zusammenhang der Mobilmachung mit der von Russland angestrebten Einverleibung des Donbass durch eiligst angesetzte Pseudoreferenden. Der in Russland geborene britische Geschichtsprofessor für russische Geschichte Sergey Radchenko am Henry A. Kissinger Center for Global Affairs stellte den Zusammenhang her zur bevorstehenden Annexion ukrainischer Gebiete, kombiniert mit der Drohung des Einsatzes aller Mittel zur Verteidigung dieses neuen „russischen Territoriums“. Er erwähnte, dass Putin zuvor viele Möglichkeiten gehabt hätte, die Armee aus der Ukraine zurückzuziehen und relativierte damit das Bild eines in die Ecke gedrängten Russlands. Der Politologe Oleg Ignatow stellte klar, dass aus der Form und dem Ablauf dieser „Referenden“ ersichtlich sei, dass dies „keine Referenden sind, sondern es sich um eine reine PR-Aktion“ handle zur Rechtfertigung des Krieges nach innen: Laut Ignatow sei die Abhaltung von „Referenden“ nicht nur eine „sehr ernste Eskalation“ des Krieges, ihr eigentlicher Hauptzweck sei vielmehr die Rechtfertigung der Fortsetzung des Krieges vor der russischen Gesellschaft sowie gleichzeitig auch die ebenfalls innenpolitische Rechtfertigung der Kriegsmobilmachung.

### Haltung zum Antisemitismus

#### Seit 2003
Putin galt als Gegner des Antisemitismus. 2003 etwa verurteilte er am Jahrestag der Befreiung des Vernichtungslagers Auschwitz jeden Antisemitismus. In seinem Kampf gegen die russischen Oligarchen, von denen mehrere jüdischer Herkunft sind, benutzte er keinerlei antisemitische Polemik. 2005 besuchte er als erster russischer Präsident Israel und betonte die Verbundenheit beider Völker durch Kultur und Geschichte. 2016 rief er die Juden Westeuropas angesichts muslimischer Einwanderung und zunehmenden Antisemitismus dazu auf, nach Russland auszuwandern.
Der Historiker Matthias Vetter verstand diese Haltung Putins als Teil einer Strategie, mit der der Ruf Russlands im Ausland verbessert und die verschiedenen Ethnien im Land im Gleichgewicht gehalten werden sollten. Seine Staatsideologie weise zudem Gemeinsamkeiten mit dem Weltbild der Antisemiten auf, nämlich eine grundsätzliche Positionierung gegen die westliche Welt, die Vorstellung, dass das eurasisch und orthodox geprägte Russland sich vom Rest der Welt grundsätzlich unterscheide, sowie die Neigung, unerwünschte Entwicklungen mit Verschwörungstheorien zu erklären. Daher könne er mit russischen Nationalisten wie Alexander Geljewitsch Dugin ohne Probleme zusammenarbeiten. Die amerikanischen Politikwissenschaftler James L. Gibson und Marc Morjé Howard verwiesen auf die wirksame Werbung für Toleranz, die Putin, ganz unabhängig von seinen Intentionen, mit seinen Bemühungen gelang. In dieser entschiedenen, öffentlichen Verdammung des Antisemitismus durch die Eliten sahen sie einen wichtigen Unterschied zwischen dem Russland des Jahres 2007 und dem in früheren Zeiten.

#### Seit 2022
Am 5. September 2023 begründete Putin den Krieg gegen die Ukraine mit der Behauptung, der „ethnische Jude“ Selenskyj sei installiert worden, um von „Nazismus“ in der Ukraine abzulenken. Der Sprecher des ukrainischen Außenministeriums Oleg Nikolenko wertete diese und andere Äußerungen Putins als Zeichen für dessen „tief verwurzelten Antisemitismus“. 2023 unterstützte Putin die antisemitische Terrororganisation Hamas im Krieg gegen Israel. Die Hamas dankte Putin öffentlich für sein „unermüdliches Bemühen“.
Im Dezember 2024 kritisierte Pinchas Goldschmidt den virulenten Antisemitismus des Regimes von Putin am Beispiel von Putins Aussage zur Zerstörung der russischen Orthodoxie durch "Gottlose", viele davon "ethnische Juden". Seit 2019 ist die Ukraine neben Israel der weltweit einzige Staat mit einem Präsidenten jüdischen Glaubens.

## Haftbefehle des Internationalen Strafgerichtshofs
Am 17. März 2023 erließ der Internationale Strafgerichtshof (IStGH) Haftbefehle gegen Putin und die Präsidialkommissarin für Kinderrechte Marija Lwowa-Belowa. Es bestehe der begründete Verdacht von Kriegsverbrechen, der Verschleppung ukrainischer Kinder nach Russland unter der Vorgesetztenverantwortlichkeit von Putin. Zum Zeitpunkt des Erlasses der Haftbefehle dauerten die Verbrechen mutmaßlich noch an, so dass deren Existenz bekanntgemacht wurde.
Die 124 Staaten, welche dem IStGH-Statut beigetreten sind, wären zu Putins Festnahme gehalten, sollte er ihr Gebiet betreten. Seine politische Immunität ist insoweit aufgehoben.
Kremlsprecher Dmitri Peskow bekundete, alle Entscheidungen des Gerichts seien in Bezug auf Russland „null und nichtig“.

## Privatleben

### Wohnumfeld
Putin residiert, neben seinem Dienstsitz im Kreml, offiziell auf dem Landgut Nowo-Ogarjowo.
Seit einem Brand in seiner Datsche Anfang der 1990er Jahre ist Putin Mitglied der Russisch-Orthodoxen Kirche. Er nahm nicht nur am orthodoxen Weihnachtsfest 2006 an einem Gottesdienst im Kloster Neu-Jerusalem in Istra bei Moskau teil, sondern jedes Jahr zu Weihnachten an einem Gottesdienst. Putin bat an Weihnachten 2024 den Patriarchen Kreuze zu segnen für die Kommandanten der Invasionstruppen. Als inoffizieller Beichtvater Putins gilt Bischof Tichon.
Während seiner zweiten Amtszeit als Ministerpräsident (2008–2012) erregte Putin des Öfteren Aufmerksamkeit durch skurrile und spektakulär inszenierte Auftritte, beispielsweise als Tigerfänger und zünftig gekleideter Biker. Nach einer 2014 geäußerten Einschätzung des Psychologen Jerrold Post (1934–2020), Gründer des CIA-Zentrums für die Analyse von Persönlichkeit und politischem Verhalten, sei Wladimir Putin ein „Narzisst“, ein „brutaler rücksichtsloser Diktator“ mit „extrem kalkulierendem Naturell“, der „penibel pseudo-legale Rechtfertigungen für seine Taten fabriziert“. Der russische Präsident sei besessen von „Maskulinität, Größe, Stärke und Macht“ und „kompensiert seine unterschwellige Unsicherheit mit übertriebener Gegenwehr“. Putin selbst hat in einem Interview des US-Magazins Outdoor Life bekannt, dass er Ernest Hemingway als Vorbild exponierter Männlichkeit schätze. Nach westlichen Geheimdienstinformationen unterzog sich Putin 2010 einer operativen kosmetischen Gesichtskorrektur. Weitere Schönheitsoperationen wie eine Botoxbehandlung (vgl. „Facelifting“) und eine Augenlidstraffung wurden aufgrund auffälliger äußerlicher Veränderungen vielfach vermutet, aber nicht offiziell bestätigt.
Nach einer im Jahr 2022 geäußerten Einschätzung eines russischen Politikwissenschaftlers existieren eine „handvoll“ Geschäftsleute, die so eng mit Wladimir Putin vertraut sind (u. a. weil sie mit Putin eine „bestimmte Weltsicht“ und „Vorstellungen von der Zukunft“ teilen), dass sie bei Putin wichtige politische Entscheidungen anstoßen können, die anderen Oligarchen nicht zugebilligt sind. Zu der „handvoll“ Geschäftsleute würden die Gebrüder Michail und Juri Kowaltschuk gehören.

### Familienleben
Putin, der fließend Deutsch spricht, war von 1983 bis 2013 mit der Linguistin Ljudmila Schkrebnewa verheiratet und hat mit ihr zwei Töchter:
Maria (Mascha) Woronzowa (* 1985 in Leningrad) und Katerina (Katja) Tichonowa (* 1986 in Dresden). Die Töchter besuchten die Deutsche Schule Moskau und studierten an der Staatlichen Universität Sankt Petersburg. Maria Woronzowa ist studierte Ärztin und Miteigentümerin einer medizinischen Forschungsgesellschaft. Sie lebte mit dem niederländischen Unternehmer Jorrit Faassen, mit dem sie inzwischen verheiratet ist, von 2012 bis 2014 zunächst in Voorschoten bei Leiden und ab 2014 in Moskau.
Katerina Tichonowa leitet ein Institut für Künstliche Intelligenz an der staatlichen Moskauer Universität. Sie heiratete 2014 Kirill Schamalow, Sohn von Putins Freund Nikolai Schamalow.
Auf seiner jährlichen Pressekonferenz in Moskau sagte Putin 2015, dass er stolz auf seine Töchter sei. Sie sprächen nicht nur drei Fremdsprachen, sie gebrauchten sie auch beruflich. Beide lebten in Russland und hätten an russischen Universitäten studiert. Entgegen früheren Berichten behauptete er, beide hätten „nie einen ständigen Wohnsitz im Ausland“ gehabt. Putins Mutter starb 1998, sein Vater am 2. August 1999, kurz vor der Ernennung Putins zum russischen Ministerpräsidenten.
Das Privatleben der Familie wird vor der Öffentlichkeit abgeschirmt, die Töchter des Paares wurden nie öffentlich vorgestellt. Nachdem das Paar seit Mai 2012 nicht mehr gemeinsam gesehen worden war, begründete Putin im Staatsfernsehen die Trennung damit, dass das Amt des Präsidenten viel Zeit beanspruche und der mit dem Amt verbundene öffentliche Lebensstil seiner Frau schwerfalle. Die Scheidung wurde im April 2014 bekannt gegeben.
Seit 2008 soll Putin mit der deutlich jüngeren russischen Olympionikin Alina Kabajewa liiert sein und mit ihr mehrere Kinder haben. Entsprechende Medienberichte werden jedoch dementiert oder zensiert. Nachdem erstmals die Zeitung Moskowski Korrespondent darüber berichtet hatte, wurde ihr Betrieb kurz darauf eingestellt und der verantwortliche Journalist von Unbekannten verprügelt. Putin tritt stets ohne weibliche Begleitung in der Öffentlichkeit auf. Putin soll zudem mit Swetlana Kriwonogich eine im Jahr 2003 geborene gemeinsame Tochter haben.

### Sicherheitsbedürfnis und Lebensweise seit 2020
Während des Russisch-Ukrainischen Krieges floh ein Offizier aus dem Schutzdienst des Präsidenten der Russischen Föderation (FSO) im Jahr 2022 ins Ausland und berichtete im Jahr 2023 u. a. ausführlich über den Schutz, das Sicherheitsbedürfnis und die Lebensweise von Putin. Laut dem Dissidenten, der seit 2009 beim FSO angestellt war, benutzt Putin kein Internet und kein Mobiltelefon und erhält Informationen ausschließlich aus seinen engsten Kreisen. Wer Putin trifft, müsse seit der COVID-19-Pandemie in der Regel vorher zwei Wochen in Quarantäne. Putin ist nach Aussage des geflohenen Offiziers „bei besserer Gesundheit als viele andere Menschen in seinem Alter“. Für Reisen sowie Fahrten zwischen Putins Wohnsitz und Moskau benutze Putin vorzugsweise seit dem Jahr 2021 einen gepanzerten Sonderzug, der sich äußerlich nicht von anderen Zügen der russischen Bahn unterscheide. Seit 2020, dem Beginn der Pandemie, reise Putin jedoch kaum. Putins Büros in seinen verschiedenen Residenzen sähen alle gleich aus, sodass bei seinen im Fernsehen übertragenen Reden nicht zu erkennen sei, in welcher Residenz er sich aufhält. Russische Staatsmedien verbreiteten teilweise Desinformation über den Aufenthaltsort von Putin. Auch der FSO täusche Reisen des russischen Präsidenten mit Autokolonnen und dem Präsidentenflugzeug vor. Laut dem geflohenen FSO-Offizier hat Putin „in den letzten Jahren in einem Informationskokon gelebt und die meiste Zeit in seinen Residenzen verbracht, die die Medien sehr treffend als Bunker bezeichnen.“
Bezüglich des Einsatzes von Doppelgängern, der Putin nachgesagt wird, erklärte Putin im Jahr 2020, dass ihm in den 2000er-Jahren aus Sicherheitsgründen die Nutzung eines Doubles bei offiziellen Terminen vorgeschlagen worden sei, er dies aber abgelehnt habe.

### Vermögensverhältnisse
In seiner Vermögensfeststellung gab Putin 2007 an, dass ihm unter anderem zwei alte Autos aus den 1960er Jahren, Barvermögen in Höhe von 150.000 US-Dollar, eine kleine Wohnung sowie ein Stück Land gehören. Putin deklarierte für das Jahr 2012 ein Jahreseinkommen von 5,79 Millionen Rubel, was umgerechnet etwa 142.500 Euro entspricht.
Im Jahr 2016 wurde sein Einkommen etwa unverändert angegeben, während beim Besitz zu den zwei Autos GAZ-21 Wolga noch ein Lada Niva mit Campinganhänger zusätzlich erwähnt wurde. Die Wohnung hätte 77 Quadratmeter und das Stück Land 1500 Quadratmeter.

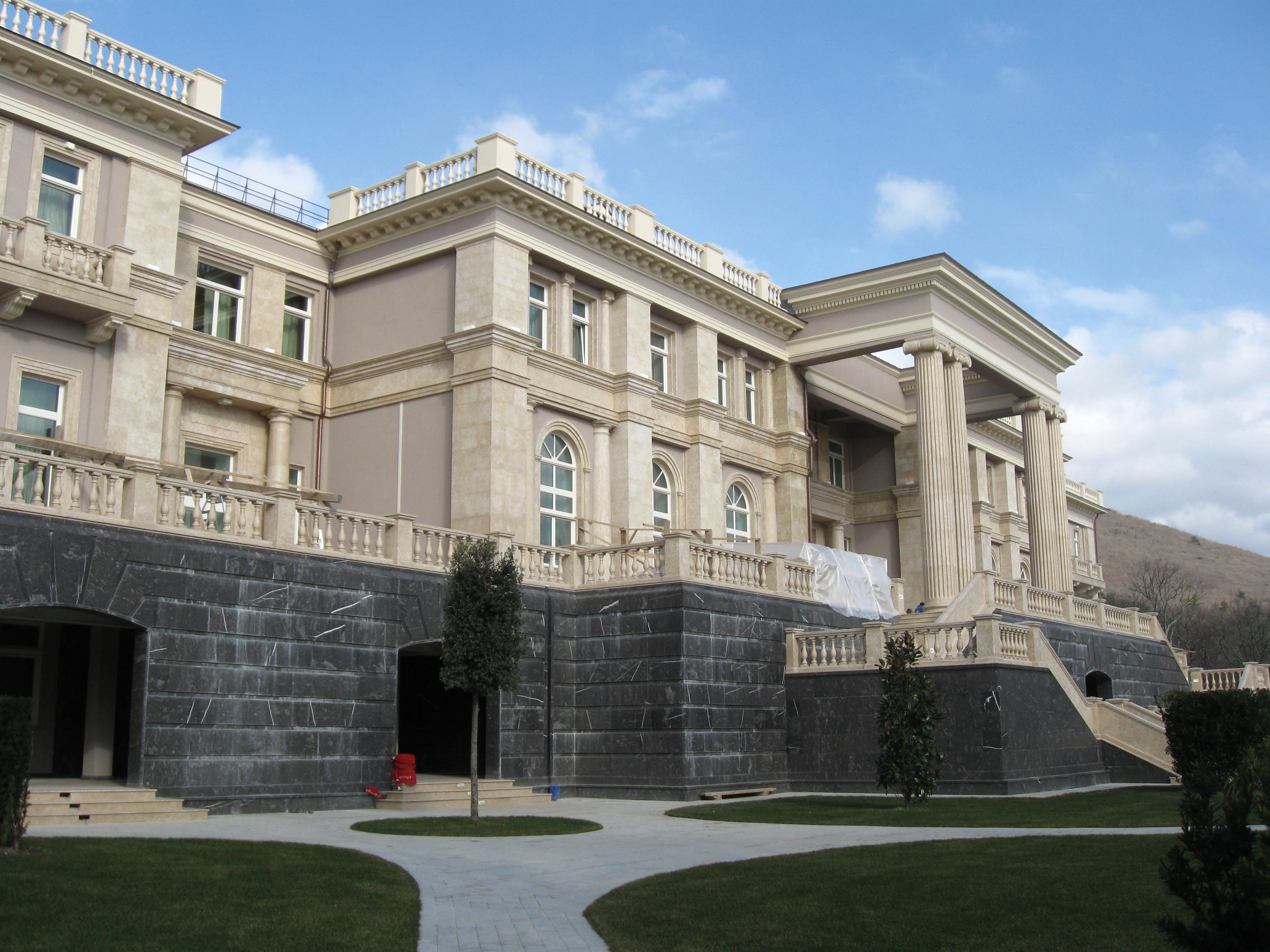
Außenfront von Putins Residenz am Kap Idokopas

Am 12. November 2007 behauptete der dem Exil-Oligarchen Boris Beresowski nahestehende Politologe Stanislaw Belkowski in einem Interview mit der Tageszeitung Die Welt, dass sich Putins Vermögen auf ca. 40 Milliarden US-Dollar belaufe, vorwiegend in Form von Aktien. Dies setze sich nach Belkowskis Angaben aus 37 Prozent der Aktien von Surgutneftegas (geschätzter Marktwert Ende 2007 20 Milliarden US-Dollar), 4,5 Prozent der Aktien von Gazprom sowie 50 Prozent über seinen Vertreter Gennadi Timtschenko an der Erdölhandelsgesellschaft Gunvor zusammen. Die Sunday Times nannte 2014 als Extrem einen Betrag von 130 Milliarden Dollar, der langjährige Russland-Investor Bill Browder 2015 eine Summe von bis zu 200 Milliarden Dollar für Aktienpakete, Konten und Industriebeteiligungen. „Die Herausforderung besteht darin, dass es nicht einfach ist, eine Linie zu ziehen zwischen dem, was er tatsächlich selber besitzt, und dem, was er nur kontrolliert“, zitiert Die Weltwoche. Eine „komplette Verschmelzung des staatlichen Sektors mit privaten Geschäftsinteressen“ sieht Wladislaw Inosemzew im Umfeld Putins.
Durch die Panama Papers wurde bekannt, dass Putins Jugendfreund, der Cellist Sergei Roldugin (der von sich behauptete, kein Geschäftsmann zu sein), in Offshore-Finanzplätzen Briefkastenfirmen besaß, die wiederum Aktienoptionen für einige der wichtigsten Konzerne Russlands hielten und über die Kredite in dreistelliger Millionenhöhe flossen.
Nach Recherchen internationaler Medien ist die LLCInvest eine verschleierte Gemeinschaftskasse von Putin und seinen engsten Bekannten.
Im Zusammenhang mit Unregelmäßigkeiten beim Kauf von Aktien der Bank Rossija in den 1990er-Jahren und beim Bau von „Putins Palast“ äußerte sich der Unternehmer Sergei Kolesnikow im Jahr 2012 zur Hierarchie und Korruption im System und erwähnte, dass ein Teil der Politik Putins auch im Jahr 2014 der Vertuschung der wahren Umstände dienen müsse. Neben dem Palast am Schwarzen Meer wird die Existenz weiterer Luxusanwesen vermutet, welche Putin zur Verfügung stehen, jedoch Freunden gehören. Galileo spricht (übernommen von der unabhängigen russischen Investigativprojekt Projekt.Media) von geschätzt 20 Palästen und Residenzen (neben dem offiziellen Landsitz Nowo-Ogarjowo bei Moskau und der im September 2024 aus Angst vor ukrainischen Drohnenangriffen abgerissenen Sommerresidenz Botscharow Rutschej in Sotschi). Einige von ihnen wurden von unabhängigen und oppositionellen russischen Medien inzwischen aufgedeckt und international bekannt gemacht. Neben der mit 1,1 Mrd. Dollar Baukosten extrem teuren Residenz am Kap Idokopas, die in lokalen Medien 2011 bekannt wurde, gehören dazu die im August 2017 aufgedeckte Villa Sellgren südwestlich von Wyborg nahe der finnischen Grenze, das 2021 bekannt gewordene Wintersport-Luxusresort Atschipse Chalet bei Krasnaja Poljana, die spätestens seit Februar 2023 öffentlich gewordene weitläufige Residenz bei Waldai, die schon seit 2000 entstand und wo auch Residenzen der Ex-Frau Ljudmila, der erwachsenen Töchter Marija und Jekaterina, der Geliebten Alina Kabajewa mit Spielplätzen ihrer gemeinsamen Kinder entstanden und die Residenz bei Oliva (ukr. Olyva) und Beregowo (ukr. Berehowe) südöstlich von Sewastopol auf der Krim. Im Januar 2024 wurde eine weitere Luxusresidenz an der Marjalahti-Bucht im Nationalpark am nordwestlichen Ladogasee in Karelien nahe der finnischen Grenze aufgedeckt, auf dessen Gelände sich ein vom Nationalpark veruntreuter Wasserfall befindet.
In ihrem 2014 erschienenen Buch Putin’s Kleptocracy: Who Owns Russia? schätzte Karen Dawisha das Privatvermögen Putins auf 40 Milliarden US-Dollar. Von den 50 Milliarden US-Dollar, die in die Ausrichtung der Olympischen Winterspiele 2014 investiert wurden, sollen laut Dawisha mehr als die Hälfte in das persönliche Umfeld von Putin geflossen sein.
Putin sollen unter anderem Flugzeuge, Yachten, Luxusautos, Hubschrauber und Kunstsammlungen gehören. Oppositionsaktivisten, angeführt vom später ermordeten Boris Nemzow, wiesen 2012 anhand von Videos und Fotos darauf hin, dass Putin eine Sammlung von hochwertigen Armbanduhren besitze, deren Wert sie auf rund 700.000 US-Dollar taxierten. Allein seine Lange-Tourbograph Pour le Mérite am rechten Handgelenk hat einen Wert von mindestens 350.000 Euro. Im März 2022 veröffentlichte das Team von Nawalny eine Recherche, wonach Angehörige des FSO in Schichtwechseln zur 700-Millionen-Megajacht Scheherazade pendeln würden. Außer dem britischen Kapitän würden nur Russen auf dem Schiff arbeiten. Aufgrund von Telefon-, Flugticket- und Passdaten wurde als Assistent des Kapitäns Sergej Grischin ermittelt, welcher, wie etwa die Hälfte der eruierten Besatzungsmitglieder, dem FSO angehöre. Im Bericht auf der Website von Nawalnys Team kommt in einer Telefonliste auch eine Verbindung zur Jacht Graceful vor, welche durch ihre „Flucht“ aus Hamburg bekannt wurde.
Mit der Schätzung seines Vermögens auf 40 Milliarden US-Dollar ist Putin der reichste Russe und wäre auf der Forbes-Liste (Stand 2019) der viertreichste Europäer. Infolge des Ukrainekrieges wurde Putin im Februar 2022 von der EU, dem Vereinigten Königreich, USA und Kanada mit Sanktionen gegen sein Vermögen belegt.

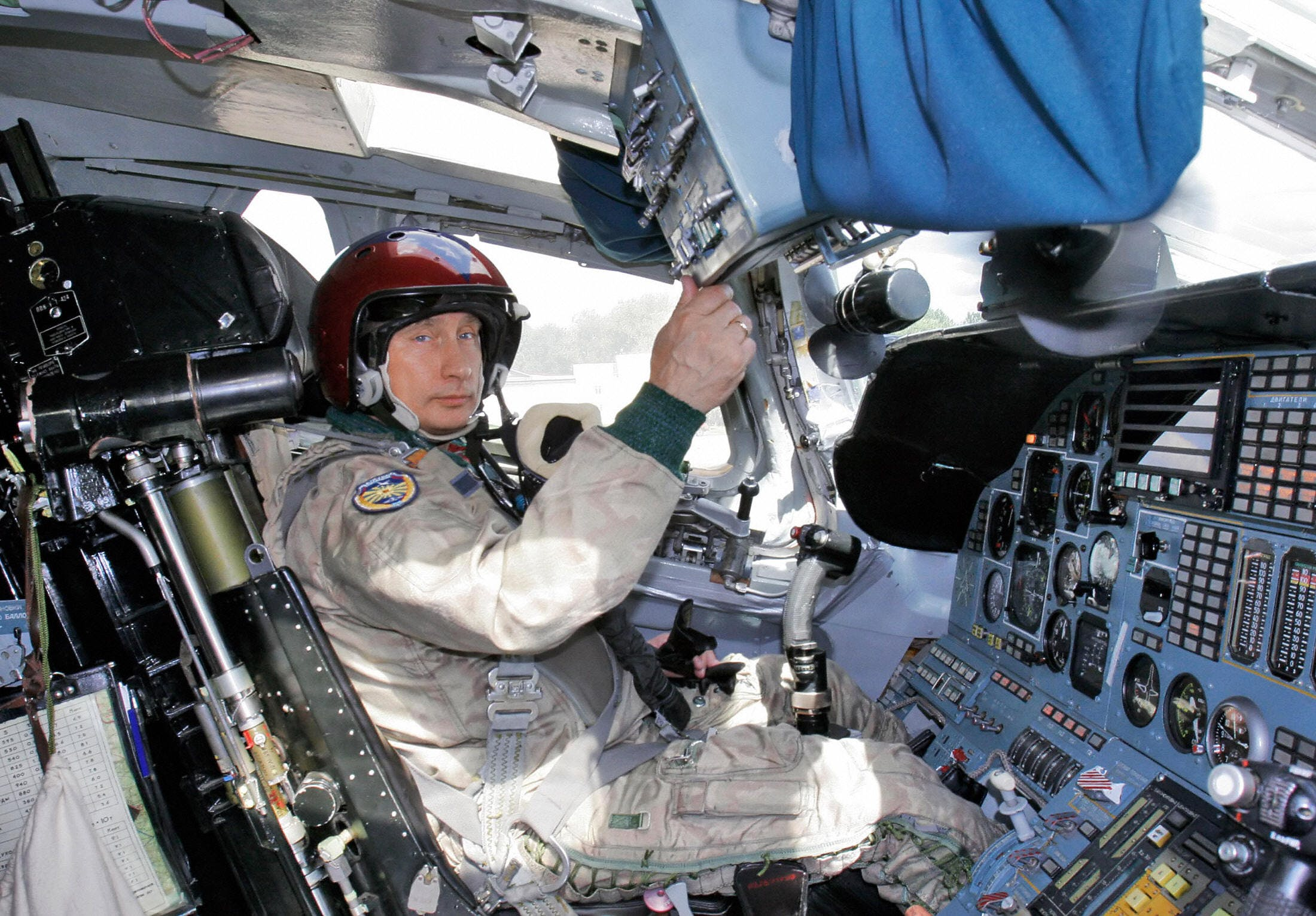
Putin im Cockpit einer TU-160 kurz vor dem Start
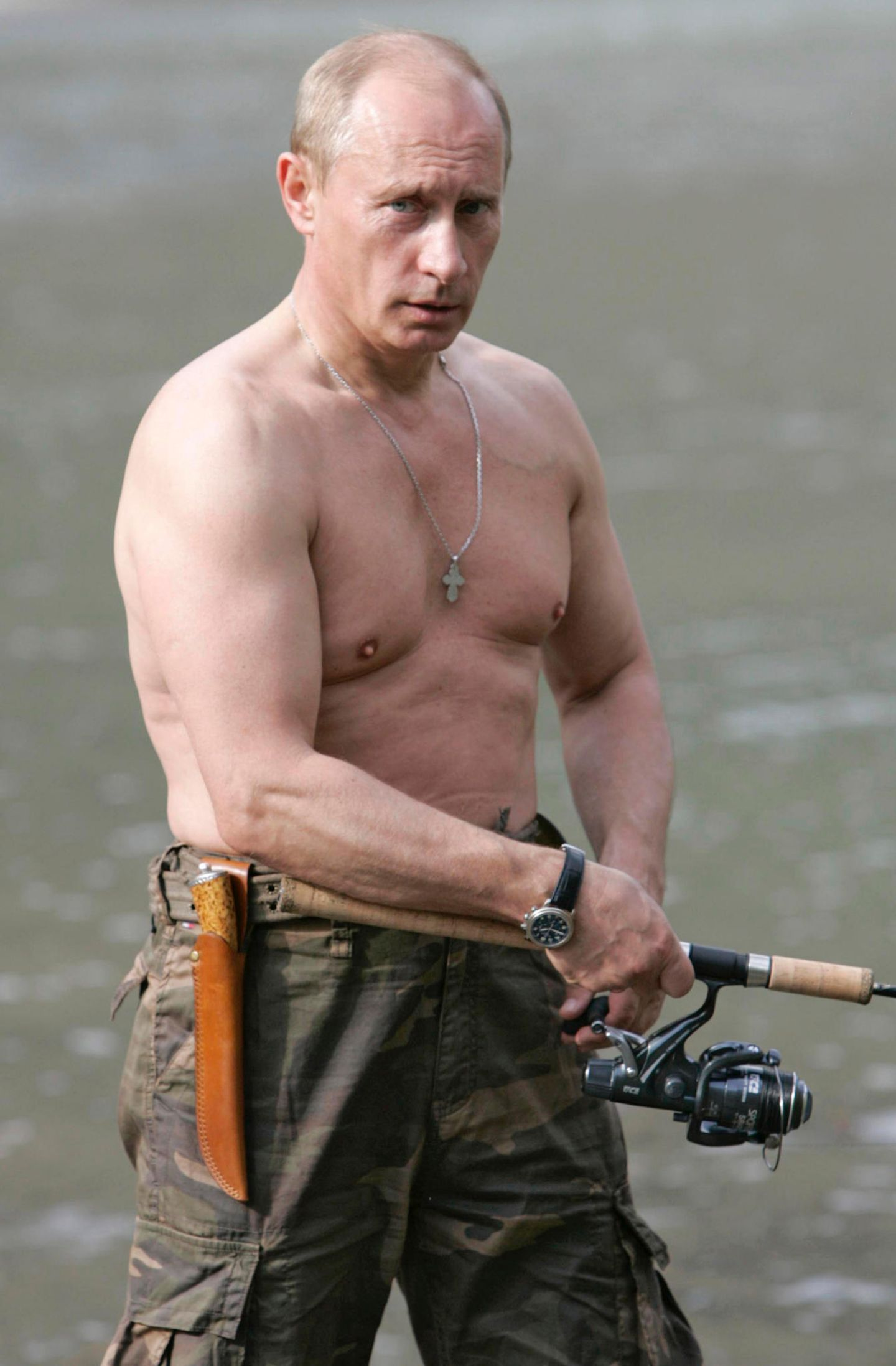
Putin beim Angeln
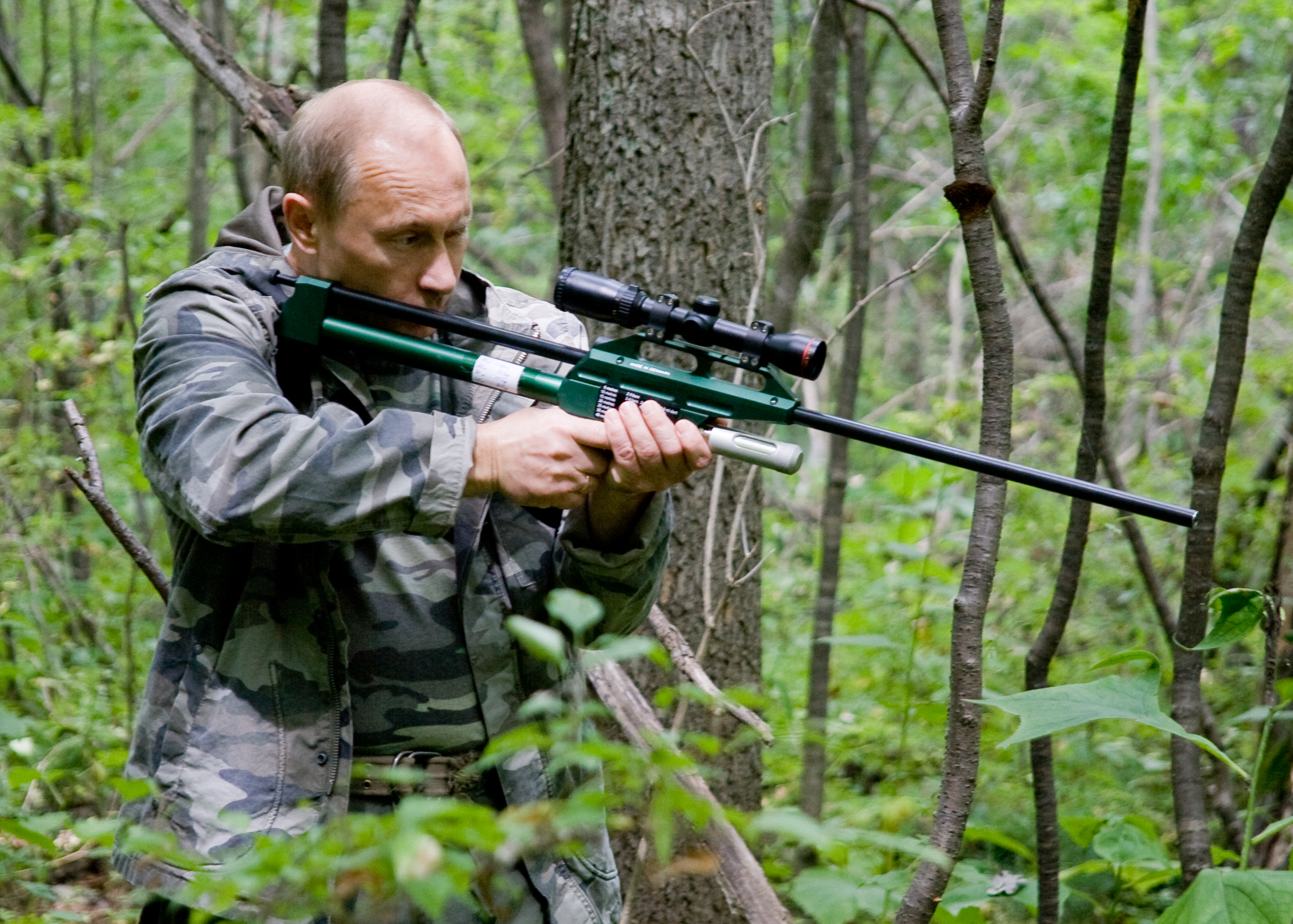
Angeblich rettete Putin mit einem Betäubungsgewehr Anwesende vor einem Tiger-Angriff
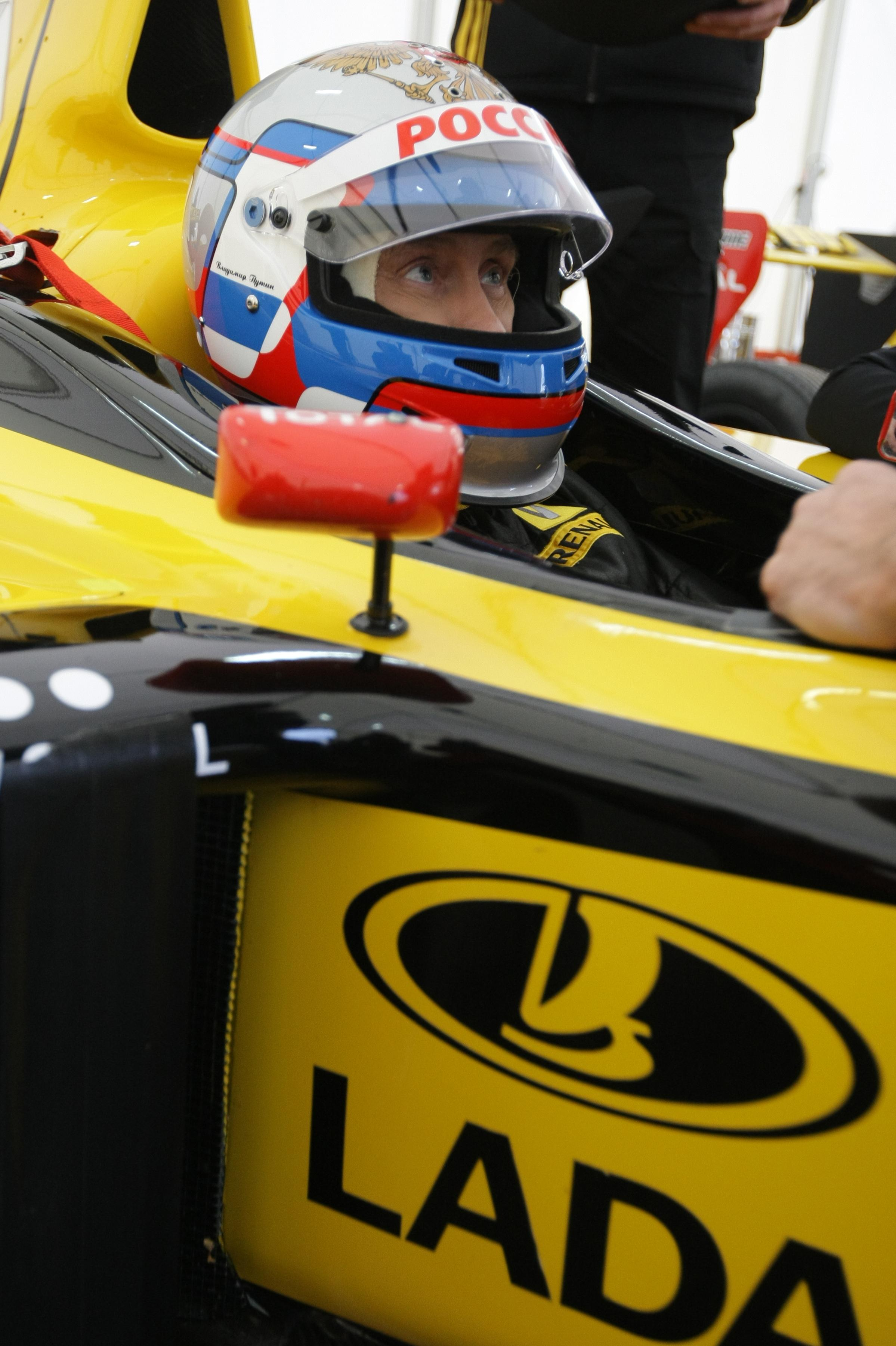
Putin in einem Formel-1-Auto
- Putin singt Blueberry Hill
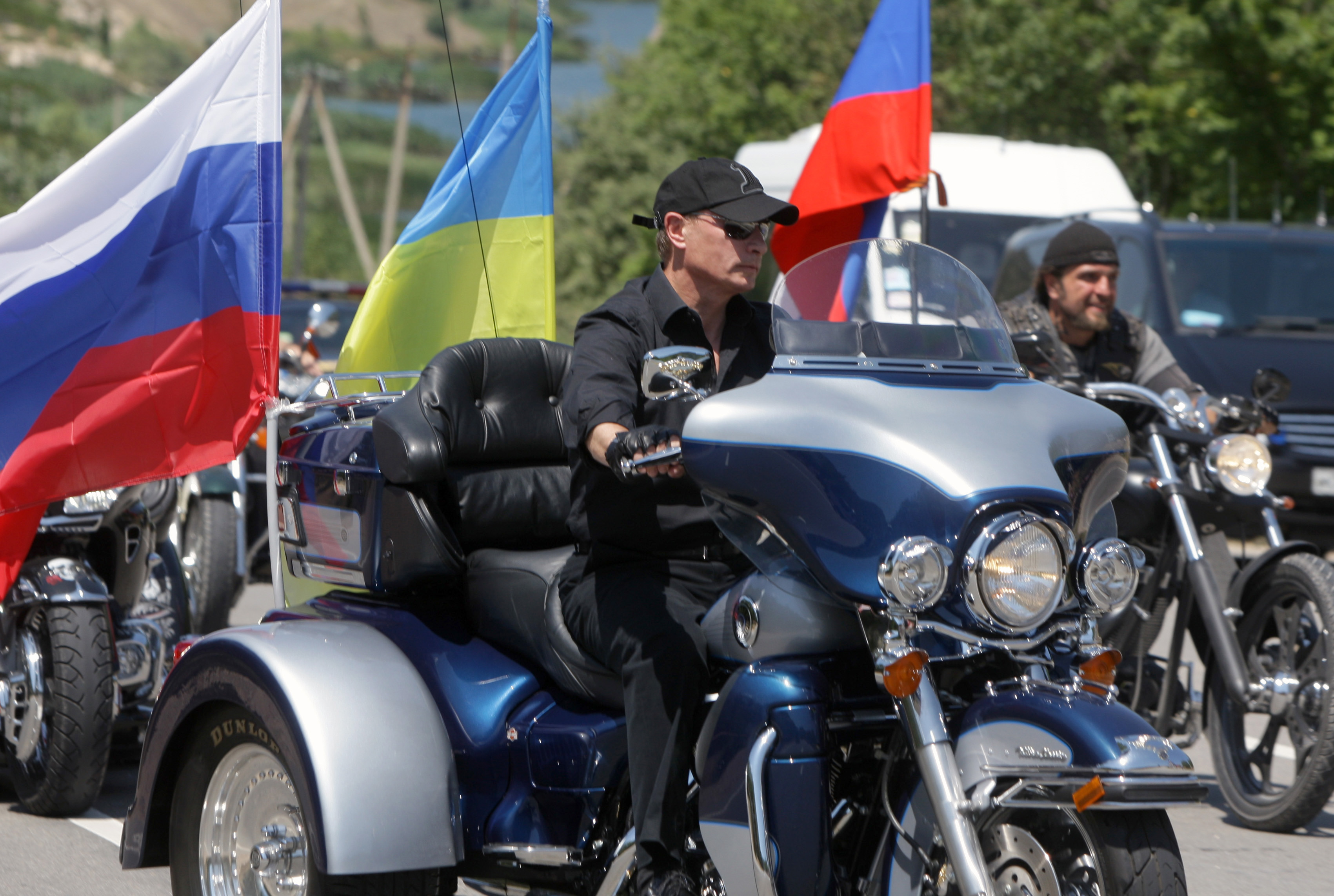
Putin mit Alexander Saldostanow (rechts)
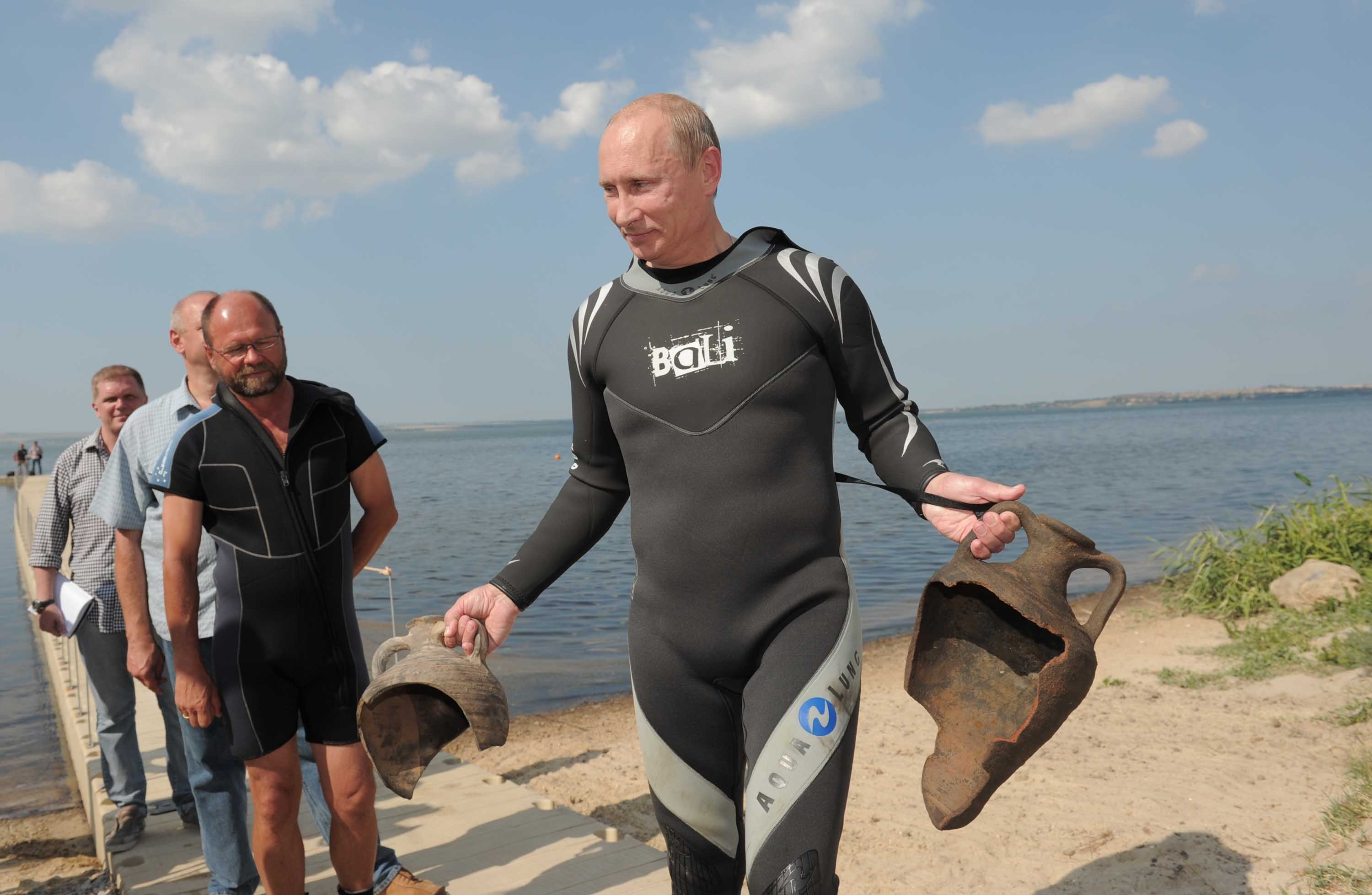
Inszenierung: Putin entdeckt beim Tauchen antike Amphoren
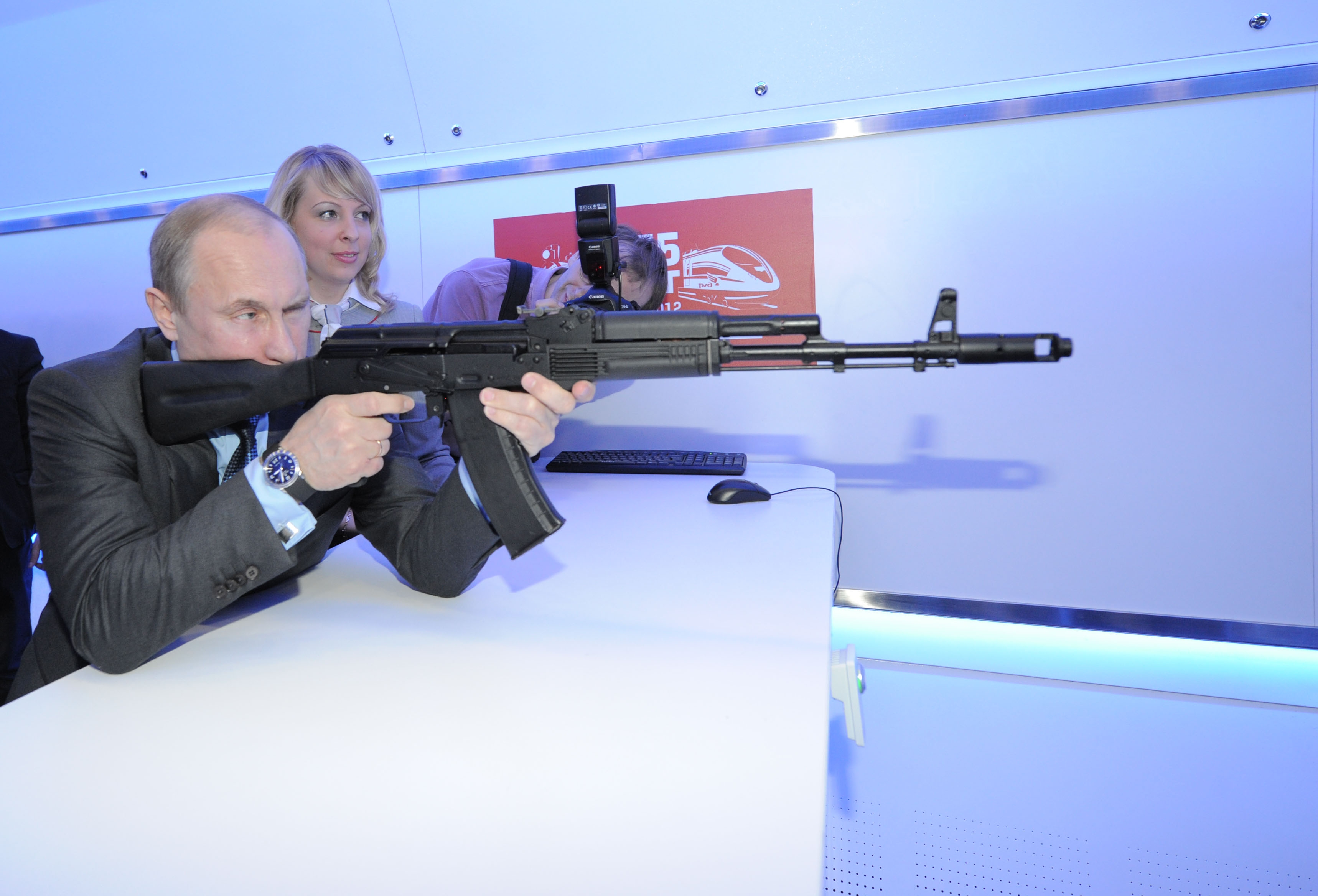
Putin an einem Schießsimulator

## Zur Unterstützung von Putin gegründete Organisationen
Partei Einiges Russland (Vereintes Russland)
Einiges Russland ist die größte politische Partei Russlands und verfügt über eine Zweidrittelmehrheit in der Duma. Bei den letzten Präsidentschaftswahlen unterstützte sie die Kandidatur von Wladimir Putin. Die Partei entstand am 1. Dezember 2001 als Zusammenschluss der Fraktionen „Einheit“ und „Vaterland – ganzes Russland“. Zum Zeitpunkt ihrer Gründung 1999 unterstützte die Fraktion „Einheit“ ebenfalls Wladimir Putin in seinen ersten Präsidentschaftswahlen. Die Fraktion „Vaterland – ganzes Russland“ (1998), die ebenfalls von den Regierungsvertretern angeführt wurde, stellte eine Opposition zur „Einheit“ bei den Wahlen in der Duma dar. Im Jahr 2000 entschied sie sich aber ebenfalls, die Kandidatur von Wladimir Putin als Präsident zu unterstützen.
Partei Rodina
Die 2003 „in der Kreml-Retorte gezüchtete“ moderat nationalistische Partei Rodina („Heimat“) sollte den nationalistischen Parteien die Wähler abspenstig machen. 2006 wurde sie mit zwei anderen Parteien zu Gerechtes Russland vereint. Nachdem Gerechtes Russland ein eigenes Profil entwickelt hatte, wurde Rodina 2012 neu gegründet, wieder mit rechtem Profil.
Naschi

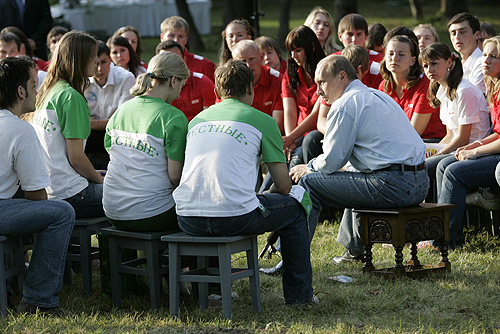
Putin mit Naschi-Mitgliedern (2007)

Die von Kritikern „Putin-Jugend“ genannte Jugendorganisation Naschi („Die Unseren“) wurde 2008 gegründet, um ein Übergreifen der Farbrevolutionen in der Ukraine auf Russland zu verhindern. Sie spielte auch eine Rolle während der Proteste nach den Wahlen 2011. Eine Aktivität war Hetze gegen „Feinde des Volkes“. Naschi wurde 2013 aufgelöst, als Nachfolger gilt die Junge Garde, die Jugendorganisation von Einiges Russland.
Isborsk-Klub
Mit Unterstützung des Kremls wurde 2012 der Isborsk-Klub gegründet, Urheber des Konzepts des „Fünften Imperiums“. Ein ständiges Mitglied ist der Putin-Berater Sergei Glasjew, ein anderes Mitglied ist der Politiker der ‚extremen Rechten‘ oder Faschist Alexander Dugin.
Gesamtrussische Volksfront
Die Gesamtrussische Volksfront oder Volksfront für Russland ist eine Art Dachorganisation ähnlich der Nationalen Front der DDR, welche bis zu 2000 Organisationen umfasst, die als „Hauptanforderung den sozial-wirtschaftlichen und politischen Kurs des Staatschefs“ teilen.
Junarmija

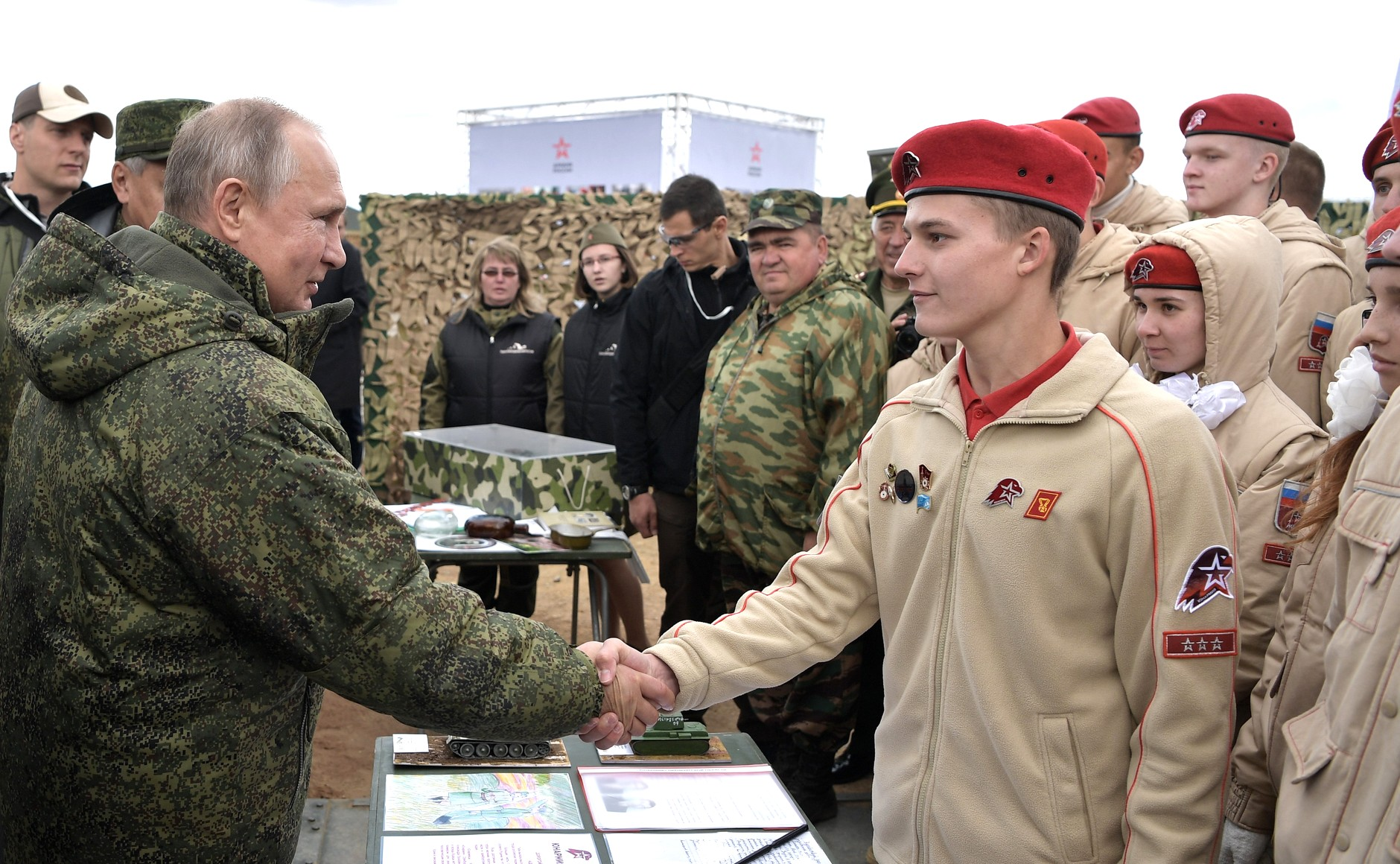
Putin mit Mitgliedern der russischen Jugendarmee (2019)

Die Junarmija (Jugendarmee) wurde per Dekret Präsident Putins am 29. Oktober 2015 als nationale, patriotische Erziehungs- und Jugendorganisation gegründet. Er veröffentlichte den Erlass am Gründungstag der ehemaligen Jugendorganisation der KPdSU Komsomol.

## Literarische Rezeption
Der russische, zurzeit im Berliner Exil lebende Autor Viktor Jerofejew hat einen satririschen Roman über Putin geschrieben: Der große Gopnik. In Kapitel 43 beschreibt der Autor ausführlich und satirisch sein Treffen mit Putin in Paris anlässlich einer Preisverleihung im März 2005.

## Auszeichnungen und Ehrungen (Auswahl)
- 1987: Ehrennadel der Gesellschaft für Deutsch-Sowjetische Freundschaft in Gold[499]
- 1988: Verdienstmedaille der Nationalen Volksarmee in Bronze[500]
- 2001: Ho-Chi-Minh-Orden[501]
- 2005: Goldene Medaille des Griechischen Parlaments
- 2006: Großkreuz der Ehrenlegion Frankreichs
- 2006: Ehrenbürger von Sankt Petersburg
- 2009: Sächsischer Dankorden des Semper Opernball e. V., am 4. März 2022 aberkannt[502]
- 2011: Konfuzius-Friedenspreis
- 2011: Ehrendoktor, Universität Belgrad
- 2011: Alter Freund des chinesischen Volkes[503]
- 2014: Mensch des Jahres zusammen mit Conchita Wurst des Magazins Profil[504]
- 2014: José-Martí-Orden[505]
- 2017: Hugo-Chávez-Friedenspreis[506]
- 2019: Ehrendoktor, Tsinghua-Universität

Ein schwarzer Ehrengürtel der Internationalen Taekwondo Federation (ITF) wurde Putin nach dem Einmarsch in der Ukraine 2022 entzogen.

## Namensgeber
Der mutmaßliche Spionagewal Hvaldimir, Wal (norwegisch: hval) Wladimir, ein Belugawal, der April 2019 vor Nordnorwegen mit Gurtzeug und Kamerahalterung auffiel und vermutlich aus Russland kam, wurde (in Norwegen) wohl nach Putins Vornamen benannt.